# 庄内地方
| 庄内地方のデータ |                                                  |
| 面積             | 2,405.28 km2 （全県比：25.8%） （2020年10月1日） |
| 国勢調査         | 263,404 人 （全県比：24.7%） （2020年10月1日）   |
| 推計人口         | 243,157 人 （全県比：24.4%） （2025年7月1日）    |

山形県 地域区分図
■橙：村山地方■青：最上地方■緑：置賜地方■紫：庄内地方

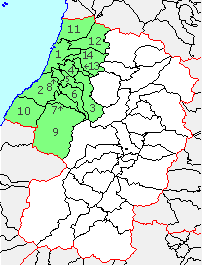
庄内地方の自治体
1. 酒田市2. 鶴岡市（旧）3. 立川町（現庄内町）4. 余目町（現庄内町）5. 藤島町6. 羽黒町7. 櫛引町8. 三川町9. 朝日村10. 温海町11. 遊佐町12. 八幡町13. 松山町14. 平田町

庄内地方（しょうないちほう）は、庄内平野を中心とした山形県の日本海沿岸地域である。鶴岡市と酒田市が二大都市として並立している。

## 概要

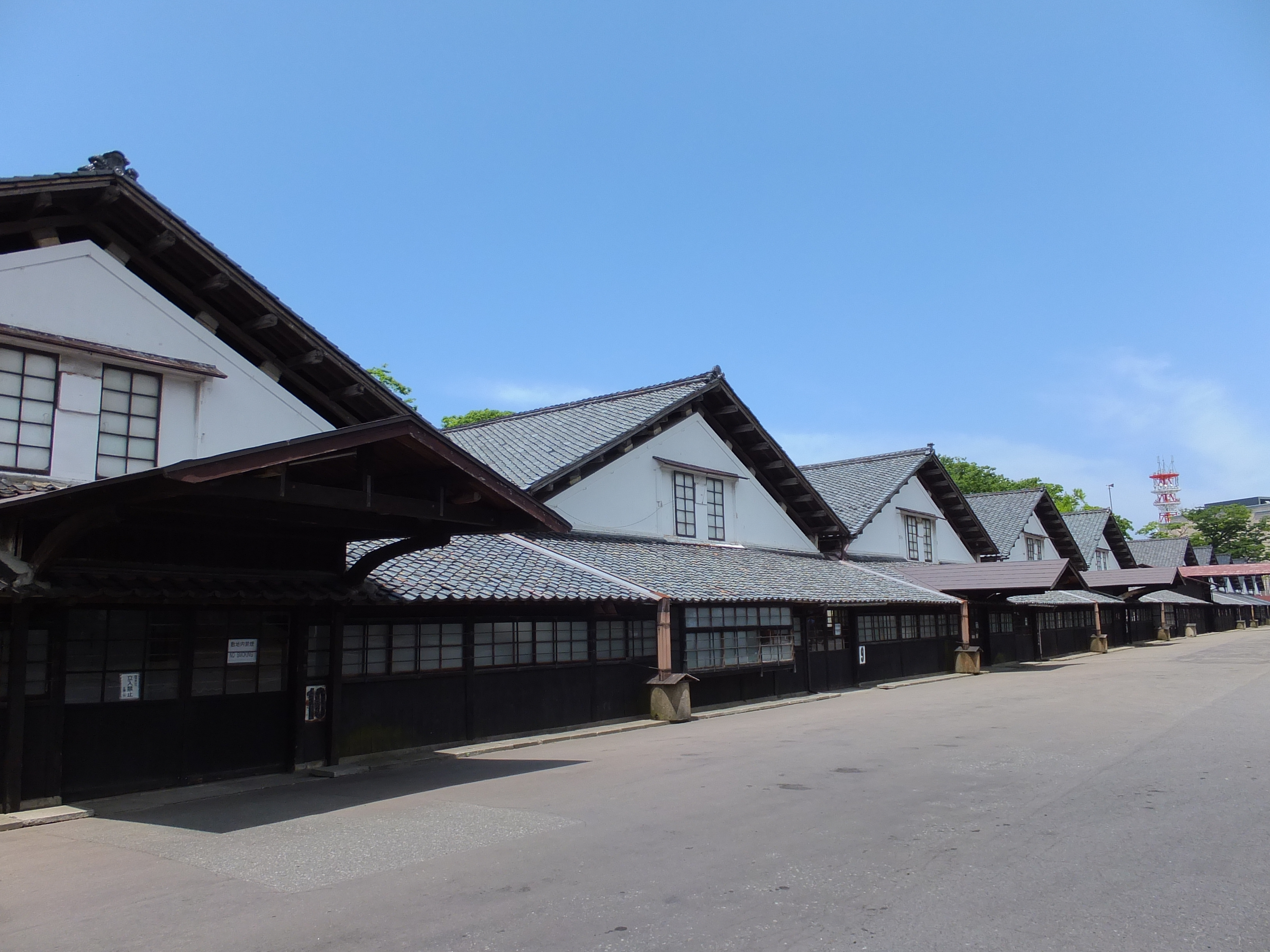
北前船で栄えた湊町・酒田（山居倉庫）

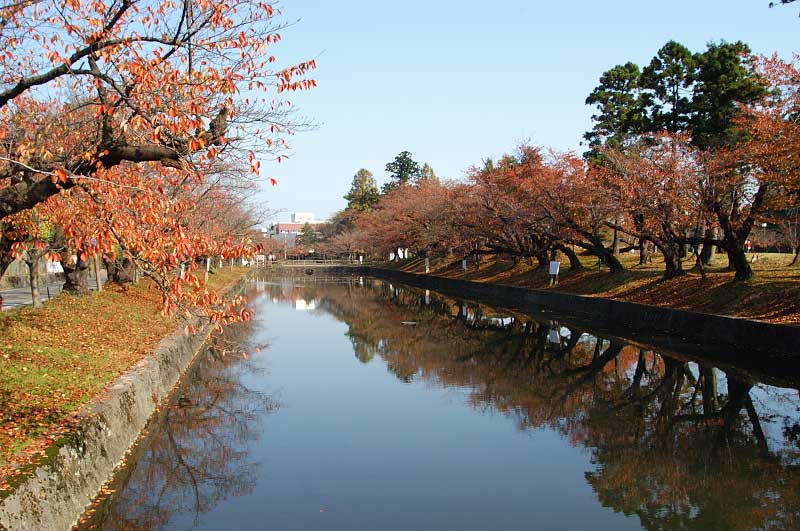
庄内藩の城下町として栄えた鶴岡（鶴ヶ岡城の堀）

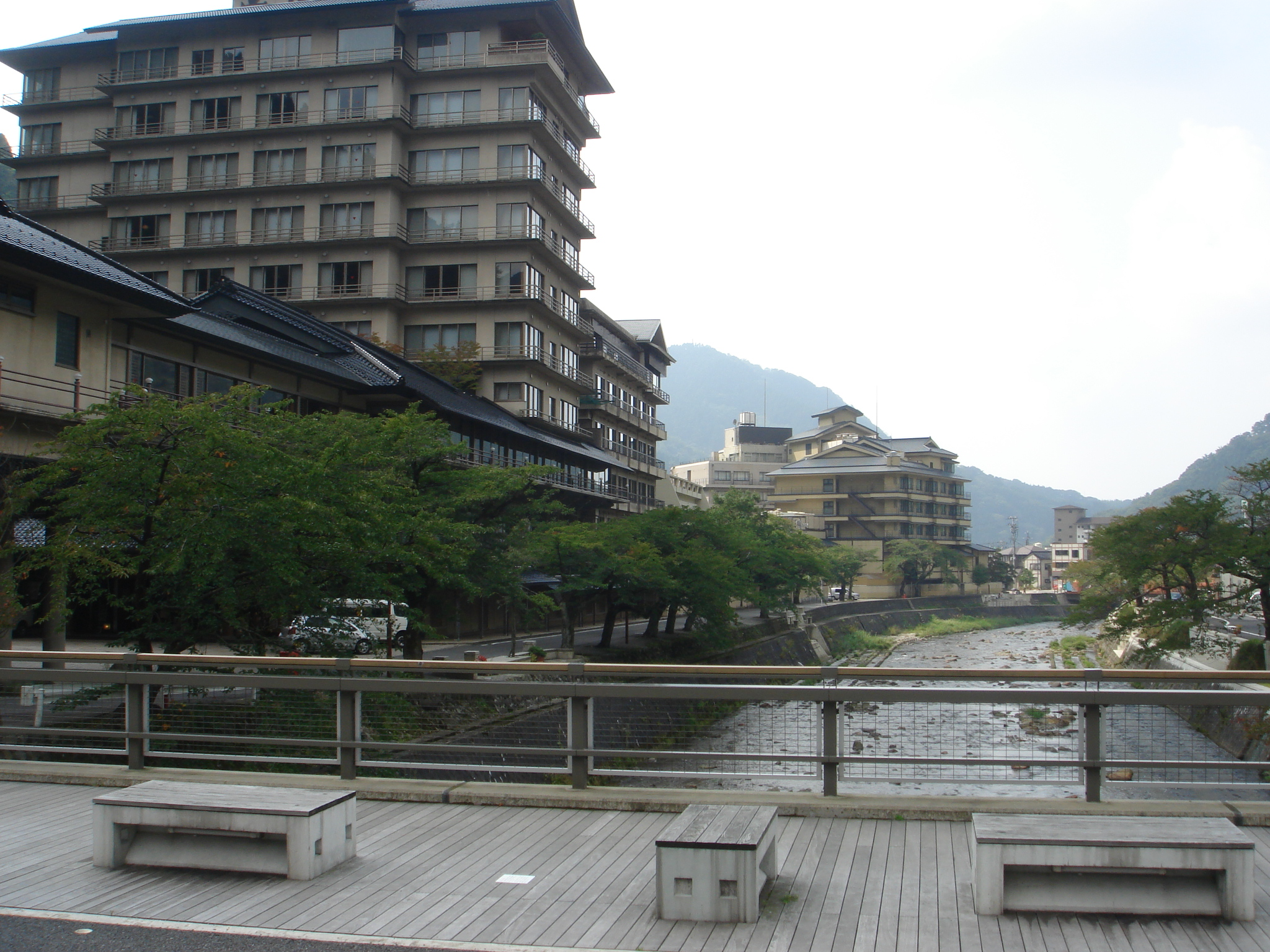
あつみ温泉

旧出羽国（明治維新により羽前国と羽後国）の沿岸南部に位置し、日本海と朝日山地に挟まれた沿岸平野地域である。江戸時代には大部分が庄内藩（およびその支藩）の領地となっていたが、この時代に灌漑技術が向上したことにより、日本有数の稲作地帯となっている。
庄内平野を取り囲む朝日山地、出羽三山が自然障壁となっている為、最上川の舟運による交流はあったが、山形県内陸部（1876年以前の山形県）とは異なる地域圏を形成していた。明治初期の1871年末から1876年にかけて、庄内地方は単独で酒田県（のち鶴岡県）という独立した県を構成していた。山形県内陸部の水産物流通量のほとんどが宮城県仙台市など太平洋側からの流通によって占められ、庄内産が約1割に留まっているなど、現在でも地域圏の違いが色濃く残る面がある。
古くから日本海沿岸の各地のほか、畿内との海運による交流があり、後者は当地域に繁栄をもたらしたほか、出羽三山への拠点の一つとなっていたことから参詣者が広域から集まっていた。陸路が発達した明治時代以後も、隣接する秋田県沿岸部や新潟県北部の下越地方との交流が深い地域であったが、現在では山形県外では宮城県や東京都との交流も深い（参照）。

## 表記
「庄内」は「荘内」とも記される。「庄」と「荘」は異体字の関係にあり、「庄」は「莊（荘）」に対する「俗字」とされる。郷土史研究家の堀司朗によれば、近世の文書でこの地方を指す表記としては「庄内」が圧倒的に多く、「荘内」の使用は少ない。小寺信正による『荘内物語』のように、書物の表題（外題）としては「荘内」の字体を採用しても、本文では「庄内」を使用する場合もある。
近代以降、汎称地名としては「庄内」（庄内地方、庄内平野など）が一般的であり、官公庁でも「庄内」が用いられているが（山形県庄内総合支庁など）、企業・団体名では「荘内」を用いるもの（荘内銀行、荘内神社など）も少なからず見られる。

## 地理
最上川の最下流域や赤川の流域に当たり、庄内平野を抱える。冬には雪が多く、雪解け水を利用した稲作地帯として知られ、庄内米はブランド米ともなっている。
また、年を通して風が強いため、風力発電装置が設置されており、風力電源開発において有望視しているケースもある。
- 平野：庄内平野
- 砂丘：庄内砂丘
- 川：最上川、赤川
- 山：鳥海山、出羽三山

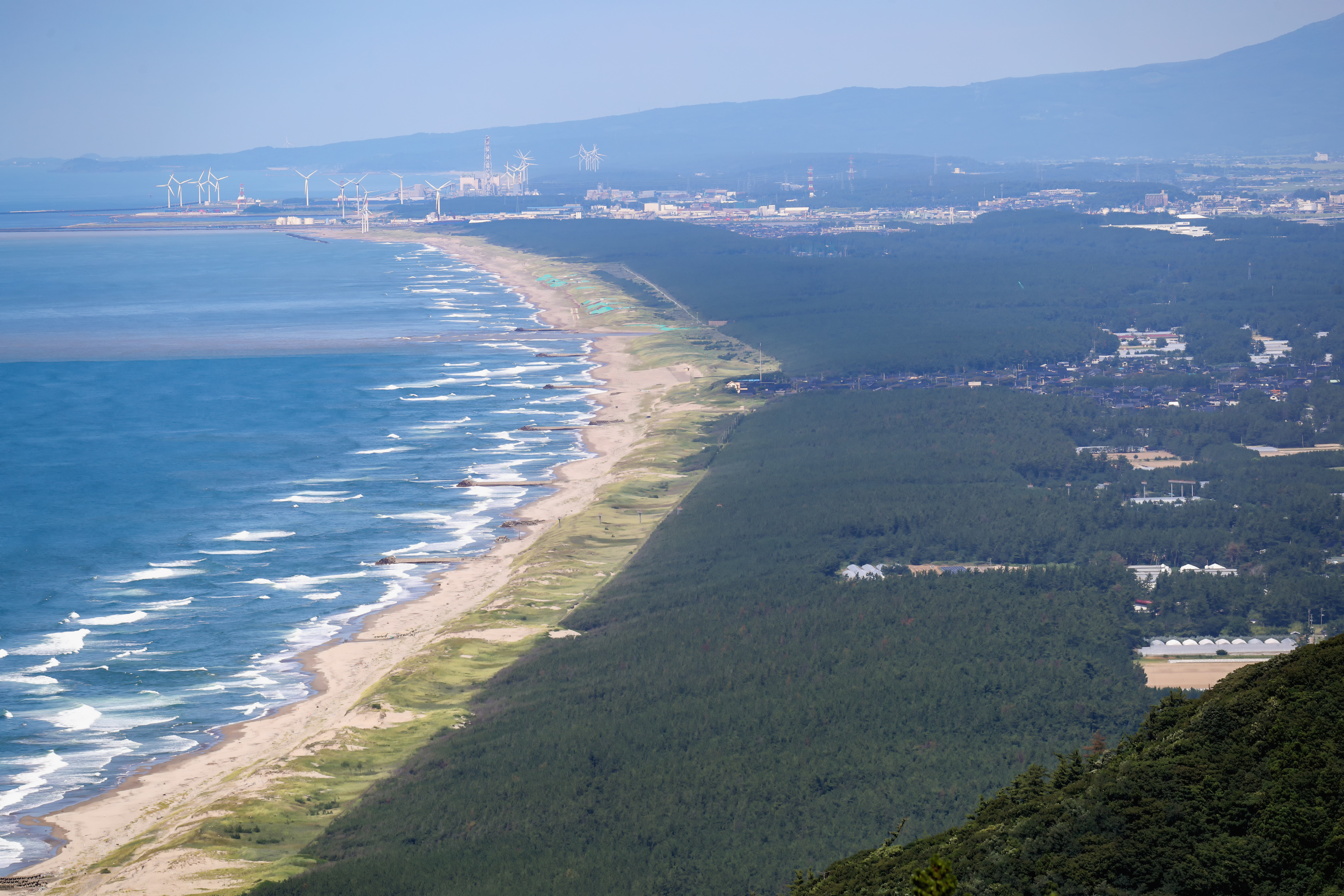
庄内砂丘
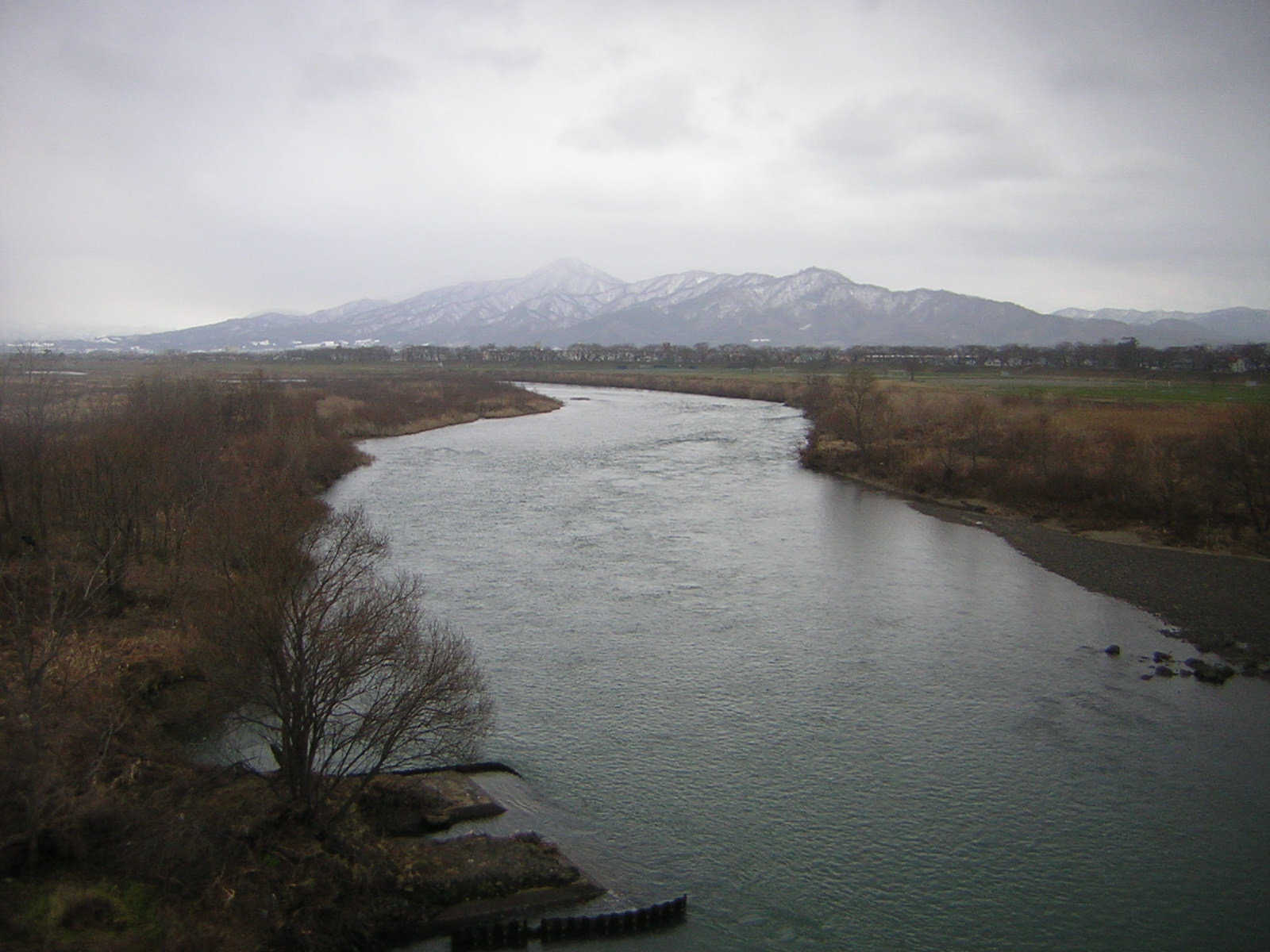
赤川

## 歴史

### 古代・中世
大昔は庄内平野は海とつながる大きな湖（潟湖）で、約1200年前には最上川や赤川が運ぶ土砂が堆積した現在の姿になっていたと考えられている。712年に出羽の国が設けられて以降、屯田兵や入植者が多数居住したが、用水を池沼や渓流に頼るしかない低平地であり、農業を営むことは難しく、多くの農民の離散を生んだと考えられている。
古代には出羽柵や国府（城輪柵）が置かれ、畿内政権による出羽国支配の中心地域となった。
平安時代後期から鎌倉時代にかけて、遊佐荘（現在の遊佐町周辺）や大泉荘（現在の鶴岡市周辺）といった荘園が置かれた。また、酒田は鎌倉末期にはすでに東北地方有数の湊町として知られる存在となっていた。戦国期には、有力商人ら「三十六人衆」が酒田の町政を担った。
「庄内（荘内）」という地域名称が生じるのは戦国時代後期である。庄内という名称は「大泉荘の内」に由来すると説明される。大泉荘を拠点としていた大宝寺義氏が、この地域一帯の所領化を進めた結果、もとの大泉荘の範囲を超えて地域一帯が「庄内」と呼ばれるようになったと見られる。元亀・天正年間（1570年 - 1592年）には最上氏や越後上杉氏がこの地域への進出を図った。天正11年（1583年）に大宝寺義氏が内紛により自害すると、最上・上杉両氏の抗争が激化した。天正16年（1588年）、十五里ヶ原の戦いにおいて、上杉景勝方の本庄繁長（越後揚北衆）・大宝寺義勝（義氏の養子）が最上方を破り、庄内地方は上杉氏の勢力下に入った。天正18年（1590年）には太閤検地に反発する地侍が藤島城に拠って蜂起したが、上杉氏に鎮圧された（藤島一揆）。慶長3年（1598年）、上杉景勝は越後から会津に移封されるが、庄内地方は引き続き上杉領であった。

### 近世
関ヶ原の戦いの戦後処理により、庄内地方は最上義光（山形藩）の所領となった。元和8年（1622年）、山形藩最上家はお家騒動（最上騒動）の末に改易となり、庄内地方には酒井忠勝が入封した。酒井忠勝は「徳川四天王」の一人である酒井忠次の孫で、徳川譜代の重鎮・酒井左衛門尉家が庄内に配置されたのは、奥羽の外様大名の監視が目的とされる。酒井忠勝は鶴ヶ岡城を本拠地と定め、簡素であった城を拡張し、城下町鶴岡を整備した。また庄内藩は、一国一城令の下でも酒田を城下町とする亀ヶ崎城の保有を認められた。以後、庄内地方の大部分は庄内藩酒井家が幕末まで治める。
庄内藩のほかに庄内地方に置かれた藩としては、寛永9年（1632年）に庄内藩に預けられた加藤忠広（元熊本藩主）の出羽丸岡藩、庄内藩の支藩として正保4年（1647年）に成立した大山藩と出羽松山藩がある。出羽丸岡藩は承応2年（1653年）、大山藩は寛文8年（1668年）にそれぞれ無嗣断絶となったが、出羽松山藩は幕末まで存続した。
酒田は、戦国末期にはすでに日本海有数の湊町であったが、寛文12年（1672年）に河村瑞賢が西廻り航路（出羽国の幕府領の年貢米を、西国・上方を経由して江戸に輸送する海上輸送路）を開設すると、西国の廻船が急速に北国へと進出し、物資の集散が増加した（北前船参照）。享保年間に台頭した豪商本間氏は、問屋・海運に従事するとともに地主としての土地集積を進め、本間光丘は庄内藩領内随一の地主となるとともに藩財政の再建にも関与した。寛政11年（1799年）に幕府が蝦夷地を直轄化すると、酒田は蝦夷地経営とも深い関係を持つようになった。

### 近代
慶応年間、庄内藩は藩内抗争を経て佐幕で藩論を統一した。慶応4年/明治元年（1868年）4月、庄内藩は幕府から与えられた寒河江・柴橋領の奪回を図り（清川口の戦い参照）、天童藩を攻撃するなど（天童の戦い参照）、薩長主導の明治政府（その出先機関である奥羽鎮撫総督府）に敵対する姿勢を明確にした。5月6日、庄内藩と会津藩を擁護するために結成された軍事同盟が奥羽越列藩同盟である。庄内藩は秋田方面に進攻するが（秋田戦争参照）、新政府軍の攻勢により会津藩の若松城が落城、米沢藩が降伏するに至って、9月23日に謝罪状を提出、同26日に新政府軍参謀黒田清隆が鶴岡に入城して藩主酒井忠篤の降伏を認めた。翌27日に鶴岡城が接収された。また、主要な港湾都市である酒田は新政府の管理下となり、酒田民政局が置かれた。
明治元年（1868年）12月、庄内藩酒井家の家名存続と酒井忠宝（忠篤の弟）による家督相続、12万石の領有が認められた。会津藩に比して寛大な処理と評され、これは西郷隆盛が指示したためとされる。ただし庄内藩には会津若松への転封命令（のちに磐城平に変更）が出されており、転封阻止運動が繰り広げられた結果、明治2年（1869年）7月に至り70万両の献金を条件として従来通りの庄内領有を認められた。同年9月に庄内藩は「大泉藩」に改名している。また、明治2年（1869年）には出羽松山藩が同名回避のため「松嶺藩」に改名している。
明治2年（1869年）7月20日、酒田民政局は改組され、酒田県（第1次）となった。明治2年（1869年）10月、酒田県では凶作や租税に対する不満などを背景として農民騒動「天狗騒動」が発生し、県の農民支配機構は機能不全に陥った。明治3年（1870年）9月28日、酒田県知事は免官となり、酒田県と旧山形藩領・長瀞藩領などが統合されて、山形に県庁を置く山形県（地方史においては「旧山形県」とも記される）が編成された。明治4年7月14日（グレゴリオ暦: 1871年8月29日）に廃藩置県が行われ、大泉藩（旧庄内藩）と松嶺藩（旧出羽松山藩）はそれぞれ大泉県・松嶺県となった。
明治4年（1871年）11月の府県統合により、庄内地方（羽前国田川郡および羽後国飽海郡）を管轄する県として酒田県（第2次）が設置され、酒田に県庁を置いた。酒田県の首脳部は旧庄内藩士が占めた。1873年（明治6年）末、酒田県（庄内地方）では、納税問題を契機としてほぼすべての村を巻き込んだ農民騒動「ワッパ騒動」が発生、改革派士族の金井質直や酒田商人森藤右衛門らの県政改革要求と結びつきながら、以後数年にわたって続いた。自由民権運動の先駆的な運動とも評される。1874年（明治7年）12月、明治政府は県首脳部を更迭するとともに県令に三島通庸を送り込み、三島は強硬策によって事態収拾を図った。1875年（明治8年）8月31日、酒田県（第2次）は鶴岡県に改称し、県庁も鶴岡に移された。
1876年（明治9年）8月21日、鶴岡県・置賜県・山形県の3県が統合され、現代に至る山形県の枠組が定まり、庄内地方は山形県の一部となった。

## 地域

### 自治体
酒田市を初めとする飽海郡を飽海地区（もしくは酒田飽海地区）、旧鶴岡市を初めとする西田川郡と東田川郡を田川地区（もしくは鶴岡田川地区）と呼ぶ事がある。
14市町村あった庄内地方だが、2005年（平成17年）7月1日に余目町と立川町が合併して「庄内町」が誕生。その後同年10月1日には鶴岡市ほか周辺5町が合併して鶴岡市が、11月1日には酒田市ほか周辺3町が合併して酒田市が誕生し、庄内地方は2市3町になった。

### 都市圏
庄内地方内には、酒田都市圏、および、鶴岡都市圏が認められる。　

#### 都市圏の変遷
庄内地方2市3町は、県の機関である庄内総合支庁に管轄されている。以下に都市雇用圏（10% 通勤圏）の変遷を示す。10% 通勤圏に入っていない町村は、各統計年の欄で灰色かつ「-」で示す。
| 自治体 ('80) | 1980年                 | 1990年                 | 1995年                 | 2000年                 | 2005年                 | 2010年                 | 自治体 （現在） |
| ------------ | ---------------------- | ---------------------- | ---------------------- | ---------------------- | ---------------------- | ---------------------- | --------------- |
| 遊佐町       | 酒田 都市圏 16万5515人 | 酒田 都市圏 16万1456人 | 酒田 都市圏 16万7682人 | 酒田 都市圏 16万5127人 | 酒田 都市圏 15万9106人 | 酒田 都市圏 14万9789人 | 遊佐町          |
| 酒田市       | 酒田 都市圏 16万5515人 | 酒田 都市圏 16万1456人 | 酒田 都市圏 16万7682人 | 酒田 都市圏 16万5127人 | 酒田 都市圏 15万9106人 | 酒田 都市圏 14万9789人 | 酒田市          |
| 八幡町       | 酒田 都市圏 16万5515人 | 酒田 都市圏 16万1456人 | 酒田 都市圏 16万7682人 | 酒田 都市圏 16万5127人 | 酒田 都市圏 15万9106人 | 酒田 都市圏 14万9789人 | 酒田市          |
| 平田町       | 酒田 都市圏 16万5515人 | 酒田 都市圏 16万1456人 | 酒田 都市圏 16万7682人 | 酒田 都市圏 16万5127人 | 酒田 都市圏 15万9106人 | 酒田 都市圏 14万9789人 | 酒田市          |
| 松山町       | 酒田 都市圏 16万5515人 | 酒田 都市圏 16万1456人 | 酒田 都市圏 16万7682人 | 酒田 都市圏 16万5127人 | 酒田 都市圏 15万9106人 | 酒田 都市圏 14万9789人 | 酒田市          |
| 余目町       | 酒田 都市圏 16万5515人 | 酒田 都市圏 16万1456人 | 酒田 都市圏 16万7682人 | 酒田 都市圏 16万5127人 | 酒田 都市圏 15万9106人 | 酒田 都市圏 14万9789人 | 庄内町          |
| 立川町       | -                      | -                      | 酒田 都市圏 16万7682人 | 酒田 都市圏 16万5127人 | 酒田 都市圏 15万9106人 | 酒田 都市圏 14万9789人 | 庄内町          |
| 三川町       | 鶴岡 都市圏 14万7758人 | 鶴岡 都市圏 15万9095人 | 鶴岡 都市圏 15万7693人 | 鶴岡 都市圏 15万5356人 | 鶴岡 都市圏 15万0387人 | 鶴岡 都市圏 14万4354人 | 三川町          |
| 鶴岡市       | 鶴岡 都市圏 14万7758人 | 鶴岡 都市圏 15万9095人 | 鶴岡 都市圏 15万7693人 | 鶴岡 都市圏 15万5356人 | 鶴岡 都市圏 15万0387人 | 鶴岡 都市圏 14万4354人 | 鶴岡市          |
| 藤島町       | 鶴岡 都市圏 14万7758人 | 鶴岡 都市圏 15万9095人 | 鶴岡 都市圏 15万7693人 | 鶴岡 都市圏 15万5356人 | 鶴岡 都市圏 15万0387人 | 鶴岡 都市圏 14万4354人 | 鶴岡市          |
| 羽黒町       | 鶴岡 都市圏 14万7758人 | 鶴岡 都市圏 15万9095人 | 鶴岡 都市圏 15万7693人 | 鶴岡 都市圏 15万5356人 | 鶴岡 都市圏 15万0387人 | 鶴岡 都市圏 14万4354人 | 鶴岡市          |
| 櫛引町       | 鶴岡 都市圏 14万7758人 | 鶴岡 都市圏 15万9095人 | 鶴岡 都市圏 15万7693人 | 鶴岡 都市圏 15万5356人 | 鶴岡 都市圏 15万0387人 | 鶴岡 都市圏 14万4354人 | 鶴岡市          |
| 朝日村       | 鶴岡 都市圏 14万7758人 | 鶴岡 都市圏 15万9095人 | 鶴岡 都市圏 15万7693人 | 鶴岡 都市圏 15万5356人 | 鶴岡 都市圏 15万0387人 | 鶴岡 都市圏 14万4354人 | 鶴岡市          |
| 温海町       | -                      | 鶴岡 都市圏 15万9095人 | 鶴岡 都市圏 15万7693人 | 鶴岡 都市圏 15万5356人 | 鶴岡 都市圏 15万0387人 | 鶴岡 都市圏 14万4354人 | 鶴岡市          |

- 2005年7月1日 - 余目町と立川町の2町が新設合併し、庄内町となった。
- 2005年10月1日 - （旧）鶴岡市、東田川郡藤島町、羽黒町、櫛引町、朝日村、西田川郡温海町の1市4町1村が新設合併し、新「鶴岡市」となった。
- 2005年11月1日 - （旧）酒田市、飽海郡八幡町・松山町・平田町の1市3町が新設合併し、新「酒田市」となった。

#### 行政の取り組み
- 酒田市が三川町、庄内町、遊佐町と定住自立圏形成協定を結び、庄内北部定住自立圏を形成している。
- 鶴岡市が三川町、庄内町と定住自立圏形成協定を結び、庄内南部定住自立圏を形成している。

### 自治体の変遷
1941年（昭和16年）4月1日の酒田市編入については「角川日本地名大辞典(旧地名編)」にしたがった。
| 所属郡 | 明治以前                | 明治以前       | 明治初年 - 明治7年         | 明治8年 - 明治9年      | 所属郡   | 明治10年 - 明治22年             | 明治22年 4月1日 町村制施行 | 明治22年 - 大正9年             | 大正10年 - 昭和5年          | 昭和6年 - 昭和20年          | 昭和21年 - 昭和30年           | 昭和31年 - 昭和64年          | 平成元年 - 現在        | 現在   |
| ------ | ----------------------- | -------------- | -------------------------- | ---------------------- | -------- | ------------------------------- | -------------------------- | ------------------------------ | --------------------------- | --------------------------- | ----------------------------- | ---------------------------- | ---------------------- | ------ |
| 飽海郡 | 漆曽根村                | 漆曽根村       | 漆曽根村                   | 明治9年 遊佐町村       | 飽海郡   | 遊佐町村                        | 遊佐村                     | 遊佐村                         | 遊佐村                      | 昭和16年4月1日 町制 遊佐町  | 昭和29年8月1日 遊佐町         | 遊佐町                       | 遊佐町                 | 遊佐町 |
| 飽海郡 | 六日町村                | 六日町村       | 六日町村                   | 明治9年 遊佐町村       | 飽海郡   | 遊佐町村                        | 遊佐村                     | 遊佐村                         | 遊佐村                      | 昭和16年4月1日 町制 遊佐町  | 昭和29年8月1日 遊佐町         | 遊佐町                       | 遊佐町                 | 遊佐町 |
| 飽海郡 | 八日町村                | 八日町村       | 八日町村                   | 明治9年 遊佐町村       | 飽海郡   | 遊佐町村                        | 遊佐村                     | 遊佐村                         | 遊佐村                      | 昭和16年4月1日 町制 遊佐町  | 昭和29年8月1日 遊佐町         | 遊佐町                       | 遊佐町                 | 遊佐町 |
| 飽海郡 | 十日町村                | 十日町村       | 十日町村                   | 明治9年 遊佐町村       | 飽海郡   | 遊佐町村                        | 遊佐村                     | 遊佐村                         | 遊佐村                      | 昭和16年4月1日 町制 遊佐町  | 昭和29年8月1日 遊佐町         | 遊佐町                       | 遊佐町                 | 遊佐町 |
| 飽海郡 | 尻引村                  | 尻引村         | 尻引村                     | 明治9年 遊佐町村       | 飽海郡   | 遊佐町村                        | 遊佐村                     | 遊佐村                         | 遊佐村                      | 昭和16年4月1日 町制 遊佐町  | 昭和29年8月1日 遊佐町         | 遊佐町                       | 遊佐町                 | 遊佐町 |
| 飽海郡 | 岡田村                  | 岡田村         | 岡田村                     | 明治9年 遊佐町村       | 飽海郡   | 遊佐町村                        | 遊佐村                     | 遊佐村                         | 遊佐村                      | 昭和16年4月1日 町制 遊佐町  | 昭和29年8月1日 遊佐町         | 遊佐町                       | 遊佐町                 | 遊佐町 |
| 飽海郡 | 上野新田                | 上野新田       | 上野新田                   | 明治9年 白井新田村     | 飽海郡   | 白井新田村                      | 遊佐村                     | 遊佐村                         | 遊佐村                      | 昭和16年4月1日 町制 遊佐町  | 昭和29年8月1日 遊佐町         | 遊佐町                       | 遊佐町                 | 遊佐町 |
| 飽海郡 | 藤井新田                | 藤井新田       | 藤井新田                   | 明治9年 白井新田村     | 飽海郡   | 白井新田村                      | 遊佐村                     | 遊佐村                         | 遊佐村                      | 昭和16年4月1日 町制 遊佐町  | 昭和29年8月1日 遊佐町         | 遊佐町                       | 遊佐町                 | 遊佐町 |
| 飽海郡 | 広野新田                | 広野新田       | 広野新田                   | 明治9年 白井新田村     | 飽海郡   | 白井新田村                      | 遊佐村                     | 遊佐村                         | 遊佐村                      | 昭和16年4月1日 町制 遊佐町  | 昭和29年8月1日 遊佐町         | 遊佐町                       | 遊佐町                 | 遊佐町 |
| 飽海郡 | 下野沢村                | 下野沢村       | 下野沢村                   | 明治9年 野沢村         | 飽海郡   | 野沢村                          | 遊佐村                     | 遊佐村                         | 遊佐村                      | 昭和16年4月1日 町制 遊佐町  | 昭和29年8月1日 遊佐町         | 遊佐町                       | 遊佐町                 | 遊佐町 |
| 飽海郡 | 上野沢村                | 上野沢村       | 上野沢村                   | 明治9年 野沢村         | 飽海郡   | 野沢村                          | 遊佐村                     | 遊佐村                         | 遊佐村                      | 昭和16年4月1日 町制 遊佐町  | 昭和29年8月1日 遊佐町         | 遊佐町                       | 遊佐町                 | 遊佐町 |
| 飽海郡 | 下野沢新田村            | 下野沢新田村   | 下野沢新田村               | 明治9年 野沢村         | 飽海郡   | 野沢村                          | 遊佐村                     | 遊佐村                         | 遊佐村                      | 昭和16年4月1日 町制 遊佐町  | 昭和29年8月1日 遊佐町         | 遊佐町                       | 遊佐町                 | 遊佐町 |
| 飽海郡 | 吉出村                  | 吉出村         | 吉出村                     | 明治9年 吉出村         | 飽海郡   | 吉出村                          | 遊佐村                     | 遊佐村                         | 遊佐村                      | 昭和16年4月1日 町制 遊佐町  | 昭和29年8月1日 遊佐町         | 遊佐町                       | 遊佐町                 | 遊佐町 |
| 飽海郡 | 京田村                  | 京田村         | 京田村                     | 明治9年 吉出村         | 飽海郡   | 吉出村                          | 遊佐村                     | 遊佐村                         | 遊佐村                      | 昭和16年4月1日 町制 遊佐町  | 昭和29年8月1日 遊佐町         | 遊佐町                       | 遊佐町                 | 遊佐町 |
| 飽海郡 | 平津村                  | 平津村         | 平津村                     | 明治9年 改称 小原田村  | 飽海郡   | 小原田村                        | 遊佐村                     | 遊佐村                         | 遊佐村                      | 昭和16年4月1日 町制 遊佐町  | 昭和29年8月1日 遊佐町         | 遊佐町                       | 遊佐町                 | 遊佐町 |
| 飽海郡 | 蕨岡上寺村              | 蕨岡上寺村     | 明治初年 改称 上蕨岡村     | 上蕨岡村               | 飽海郡   | 上蕨岡村                        | 蕨岡村                     | 蕨岡村                         | 蕨岡村                      | 蕨岡村                      | 昭和29年8月1日 遊佐町         | 遊佐町                       | 遊佐町                 | 遊佐町 |
| 飽海郡 | 蕨岡村                  | 蕨岡村         | 明治初年 改称 下蕨岡村     | 明治9年 大蕨岡村       | 飽海郡   | 大蕨岡村                        | 蕨岡村                     | 蕨岡村                         | 蕨岡村                      | 蕨岡村                      | 昭和29年8月1日 遊佐町         | 遊佐町                       | 遊佐町                 | 遊佐町 |
| 飽海郡 | 大淵村                  | 大淵村         | 大淵村                     | 明治9年 大蕨岡村       | 飽海郡   | 大蕨岡村                        | 蕨岡村                     | 蕨岡村                         | 蕨岡村                      | 蕨岡村                      | 昭和29年8月1日 遊佐町         | 遊佐町                       | 遊佐町                 | 遊佐町 |
| 飽海郡 | 杉沢村                  | 杉沢村         | 杉沢村                     | 杉沢村                 | 飽海郡   | 杉沢村                          | 蕨岡村                     | 蕨岡村                         | 蕨岡村                      | 蕨岡村                      | 昭和29年8月1日 遊佐町         | 遊佐町                       | 遊佐町                 | 遊佐町 |
| 飽海郡 | 鹿野沢村                | 鹿野沢村       | 鹿野沢村                   | 明治9年 鹿野沢村       | 飽海郡   | 鹿野沢村                        | 蕨岡村                     | 蕨岡村                         | 蕨岡村                      | 蕨岡村                      | 昭和29年8月1日 遊佐町         | 遊佐町                       | 遊佐町                 | 遊佐町 |
| 飽海郡 | 天神新田村              | 天神新田村     | 天神新田村                 | 明治9年 鹿野沢村       | 飽海郡   | 鹿野沢村                        | 蕨岡村                     | 蕨岡村                         | 蕨岡村                      | 蕨岡村                      | 昭和29年8月1日 遊佐町         | 遊佐町                       | 遊佐町                 | 遊佐町 |
| 飽海郡 | 平津新田村              | 平津新田村     | 平津新田村                 | 明治9年 小原田村       | 飽海郡   | 小原田村                        | 蕨岡村                     | 蕨岡村                         | 蕨岡村                      | 蕨岡村                      | 昭和29年8月1日 遊佐町         | 遊佐町                       | 遊佐町                 | 遊佐町 |
| 飽海郡 | 大楯村                  | 大楯村         | 大楯村                     | 明治9年 小原田村       | 飽海郡   | 小原田村                        | 蕨岡村                     | 蕨岡村                         | 蕨岡村                      | 蕨岡村                      | 昭和29年8月1日 遊佐町         | 遊佐町                       | 遊佐町                 | 遊佐町 |
| 飽海郡 | 大楯新田村              | 大楯新田村     | 大楯新田村                 | 明治9年 小原田村       | 飽海郡   | 小原田村                        | 蕨岡村                     | 蕨岡村                         | 蕨岡村                      | 蕨岡村                      | 昭和29年8月1日 遊佐町         | 遊佐町                       | 遊佐町                 | 遊佐町 |
| 飽海郡 | 下長橋村                | 下長橋村       | 下長橋村                   | 明治9年 小原田村       | 飽海郡   | 小原田村                        | 一郷村                     | 明治23年10月16日 蕨岡村に編入  | 蕨岡村                      | 蕨岡村                      | 昭和29年8月1日 遊佐町         | 遊佐町                       | 遊佐町                 | 遊佐町 |
| 飽海郡 | 上長橋村                | 上長橋村       | 上長橋村                   | 明治9年 小原田村       | 飽海郡   | 小原田村                        | 一郷村                     | 明治23年10月16日 蕨岡村に編入  | 蕨岡村                      | 蕨岡村                      | 昭和29年8月1日 遊佐町         | 遊佐町                       | 遊佐町                 | 遊佐町 |
| 飽海郡 | 石辻村                  | 石辻村         | 石辻村                     | 明治9年 豊岡村         | 飽海郡   | 豊岡村                          | 一郷村                     | 明治23年10月16日 蕨岡村に編入  | 蕨岡村                      | 蕨岡村                      | 昭和29年8月1日 遊佐町         | 遊佐町                       | 遊佐町                 | 遊佐町 |
| 飽海郡 | 三川村                  | 三川村         | 三川村                     | 明治9年 豊岡村         | 飽海郡   | 豊岡村                          | 一郷村                     | 明治23年10月16日 蕨岡村に編入  | 蕨岡村                      | 蕨岡村                      | 昭和29年8月1日 遊佐町         | 遊佐町                       | 遊佐町                 | 遊佐町 |
| 飽海郡 | 上大内野目村            | 上大内野目村   | 上大内野目村               | 明治9年 豊岡村         | 飽海郡   | 豊岡村                          | 一郷村                     | 明治23年10月16日 蕨岡村に編入  | 蕨岡村                      | 蕨岡村                      | 昭和29年8月1日 遊佐町         | 遊佐町                       | 遊佐町                 | 遊佐町 |
| 飽海郡 | 下大内野目村            | 下大内野目村   | 下大内野目村               | 明治9年 豊岡村         | 飽海郡   | 豊岡村                          | 一郷村                     | 明治23年10月16日 蕨岡村に編入  | 蕨岡村                      | 蕨岡村                      | 昭和29年8月1日 遊佐町         | 遊佐町                       | 遊佐町                 | 遊佐町 |
| 飽海郡 | 水上村                  | 水上村         | 水上村                     | 明治9年 豊岡村         | 飽海郡   | 豊岡村                          | 一郷村                     | 明治23年10月16日 蕨岡村に編入  | 蕨岡村                      | 蕨岡村                      | 昭和29年8月1日 遊佐町         | 遊佐町                       | 遊佐町                 | 遊佐町 |
| 飽海郡 | 上小松村                | 上小松村       | 上小松村                   | 明治9年 小松村         | 飽海郡   | 小松村                          | 一郷村                     | 明治23年10月16日 蕨岡村に編入  | 蕨岡村                      | 蕨岡村                      | 昭和29年8月1日 遊佐町         | 遊佐町                       | 遊佐町                 | 遊佐町 |
| 飽海郡 | 下小松村                | 下小松村       | 下小松村                   | 明治9年 小松村         | 飽海郡   | 小松村                          | 一郷村                     | 明治23年10月16日 蕨岡村に編入  | 蕨岡村                      | 蕨岡村                      | 昭和29年8月1日 遊佐町         | 遊佐町                       | 遊佐町                 | 遊佐町 |
| 飽海郡 | 吹浦村                  | 吹浦村         | 吹浦村                     | 明治9年 吹浦村         | 飽海郡   | 吹浦村                          | 吹浦村                     | 吹浦村                         | 吹浦村                      | 吹浦村                      | 昭和29年8月1日 遊佐町         | 遊佐町                       | 遊佐町                 | 遊佐町 |
| 飽海郡 | 島崎村                  | 島崎村         | 島崎村                     | 明治9年 吹浦村         | 飽海郡   | 吹浦村                          | 吹浦村                     | 吹浦村                         | 吹浦村                      | 吹浦村                      | 昭和29年8月1日 遊佐町         | 遊佐町                       | 遊佐町                 | 遊佐町 |
| 飽海郡 | 滝野浦村                | 滝野浦村       | 滝野浦村                   | 明治9年 吹浦村         | 飽海郡   | 吹浦村                          | 吹浦村                     | 吹浦村                         | 吹浦村                      | 吹浦村                      | 昭和29年8月1日 遊佐町         | 遊佐町                       | 遊佐町                 | 遊佐町 |
| 飽海郡 | 女鹿村                  | 女鹿村         | 女鹿村                     | 明治9年 吹浦村         | 飽海郡   | 吹浦村                          | 吹浦村                     | 吹浦村                         | 吹浦村                      | 吹浦村                      | 昭和29年8月1日 遊佐町         | 遊佐町                       | 遊佐町                 | 遊佐町 |
| 飽海郡 | 落伏村                  | 落伏村         | 落伏村                     | 明治9年 直世村         | 飽海郡   | 直世村                          | 吹浦村                     | 吹浦村                         | 吹浦村                      | 吹浦村                      | 昭和29年8月1日 遊佐町         | 遊佐町                       | 遊佐町                 | 遊佐町 |
| 飽海郡 | 箕輪新田村              | 箕輪新田村     | 箕輪新田村                 | 明治9年 直世村         | 飽海郡   | 直世村                          | 吹浦村                     | 吹浦村                         | 吹浦村                      | 吹浦村                      | 昭和29年8月1日 遊佐町         | 遊佐町                       | 遊佐町                 | 遊佐町 |
| 飽海郡 | 升川村                  | 升川村         | 升川村                     | 明治9年 直世村         | 飽海郡   | 直世村                          | 高瀬村                     | 高瀬村                         | 高瀬村                      | 高瀬村                      | 昭和29年8月1日 遊佐町         | 遊佐町                       | 遊佐町                 | 遊佐町 |
| 飽海郡 | 樽川新田村              | 樽川新田村     | 樽川新田村                 | 明治9年 直世村         | 飽海郡   | 直世村                          | 高瀬村                     | 高瀬村                         | 高瀬村                      | 高瀬村                      | 昭和29年8月1日 遊佐町         | 遊佐町                       | 遊佐町                 | 遊佐町 |
| 飽海郡 | 中山新田村              | 中山新田村     | 中山新田村                 | 明治9年 直世村         | 飽海郡   | 直世村                          | 高瀬村                     | 高瀬村                         | 高瀬村                      | 高瀬村                      | 昭和29年8月1日 遊佐町         | 遊佐町                       | 遊佐町                 | 遊佐町 |
| 飽海郡 | 山崎村                  | 山崎村         | 山崎村                     | 明治9年 当山村         | 飽海郡   | 当山村                          | 高瀬村                     | 高瀬村                         | 高瀬村                      | 高瀬村                      | 昭和29年8月1日 遊佐町         | 遊佐町                       | 遊佐町                 | 遊佐町 |
| 飽海郡 | 下当村                  | 下当村         | 下当村                     | 明治9年 当山村         | 飽海郡   | 当山村                          | 高瀬村                     | 高瀬村                         | 高瀬村                      | 高瀬村                      | 昭和29年8月1日 遊佐町         | 遊佐町                       | 遊佐町                 | 遊佐町 |
| 飽海郡 | 北目村                  | 北目村         | 北目村                     | 明治9年 北目村         | 飽海郡   | 北目村                          | 高瀬村                     | 高瀬村                         | 高瀬村                      | 高瀬村                      | 昭和29年8月1日 遊佐町         | 遊佐町                       | 遊佐町                 | 遊佐町 |
| 飽海郡 | 北目新田村              | 北目新田村     | 北目新田村                 | 明治9年 北目村         | 飽海郡   | 北目村                          | 高瀬村                     | 高瀬村                         | 高瀬村                      | 高瀬村                      | 昭和29年8月1日 遊佐町         | 遊佐町                       | 遊佐町                 | 遊佐町 |
| 飽海郡 | 丸子村                  | 丸子村         | 丸子村                     | 明治9年 北目村         | 飽海郡   | 北目村                          | 高瀬村                     | 高瀬村                         | 高瀬村                      | 高瀬村                      | 昭和29年8月1日 遊佐町         | 遊佐町                       | 遊佐町                 | 遊佐町 |
| 飽海郡 | 鷺町村                  | 鷺町村         | 鷺町村                     | 明治9年 富岡村         | 飽海郡   | 富岡村                          | 高瀬村                     | 高瀬村                         | 高瀬村                      | 高瀬村                      | 昭和29年8月1日 遊佐町         | 遊佐町                       | 遊佐町                 | 遊佐町 |
| 飽海郡 | 南目村                  | 南目村         | 南目村                     | 明治9年 富岡村         | 飽海郡   | 富岡村                          | 高瀬村                     | 高瀬村                         | 高瀬村                      | 高瀬村                      | 昭和29年8月1日 遊佐町         | 遊佐町                       | 遊佐町                 | 遊佐町 |
| 飽海郡 | 菅野村                  | 菅野村         | 菅野村                     | 明治9年 菅野村         | 飽海郡   | 明治10年5月4日 改称 菅里村      | 高瀬村                     | 高瀬村                         | 高瀬村                      | 高瀬村                      | 昭和29年8月1日 遊佐町         | 遊佐町                       | 遊佐町                 | 遊佐町 |
| 飽海郡 | 十里塚村                | 十里塚村       | 十里塚村                   | 明治9年 菅野村         | 飽海郡   | 明治10年5月4日 改称 菅里村      | 西遊佐村                   | 西遊佐村                       | 西遊佐村                    | 西遊佐村                    | 昭和29年8月1日 遊佐町         | 遊佐町                       | 遊佐町                 | 遊佐町 |
| 飽海郡 | 青塚村                  | 青塚村         | 青塚村                     | 青塚村                 | 飽海郡   | 明治10年4月17日 比子村          | 西遊佐村                   | 西遊佐村                       | 西遊佐村                    | 西遊佐村                    | 昭和29年8月1日 遊佐町         | 遊佐町                       | 遊佐町                 | 遊佐町 |
| 飽海郡 | 白木村                  | 白木村         | 白木村                     | 白木村                 | 飽海郡   | 明治10年4月17日 比子村          | 西遊佐村                   | 西遊佐村                       | 西遊佐村                    | 西遊佐村                    | 昭和29年8月1日 遊佐町         | 遊佐町                       | 遊佐町                 | 遊佐町 |
| 飽海郡 | 服部興屋村              | 服部興屋村     | 服部興屋村                 | 服部興屋村             | 飽海郡   | 明治10年4月17日 比子村          | 西遊佐村                   | 西遊佐村                       | 西遊佐村                    | 西遊佐村                    | 昭和29年8月1日 遊佐町         | 遊佐町                       | 遊佐町                 | 遊佐町 |
| 飽海郡 | 藤崎村                  | 藤崎村         | 藤崎村                     | 藤崎村                 | 飽海郡   | 藤崎村                          | 西遊佐村                   | 西遊佐村                       | 西遊佐村                    | 西遊佐村                    | 昭和29年8月1日 遊佐町         | 遊佐町                       | 遊佐町                 | 遊佐町 |
| 飽海郡 | 岩川村                  | 岩川村         | 岩川村                     | 明治9年 岩川村         | 飽海郡   | 岩川村                          | 稲田村                     | 稲川村                         | 大正11年6月1日 稲川村       | 稲川村                      | 昭和29年8月1日 遊佐町         | 遊佐町                       | 遊佐町                 | 遊佐町 |
| 飽海郡 | 岩川新田村              | 岩川新田村     | 岩川新田村                 | 明治9年 岩川村         | 飽海郡   | 岩川村                          | 稲田村                     | 稲川村                         | 大正11年6月1日 稲川村       | 稲川村                      | 昭和29年8月1日 遊佐町         | 遊佐町                       | 遊佐町                 | 遊佐町 |
| 飽海郡 | 仙北新田村              | 仙北新田村     | 仙北新田村                 | 明治9年 増穂村         | 飽海郡   | 増穂村                          | 稲田村                     | 稲川村                         | 大正11年6月1日 稲川村       | 稲川村                      | 昭和29年8月1日 遊佐町         | 遊佐町                       | 遊佐町                 | 遊佐町 |
| 飽海郡 | 南福升村                | 南福升村       | 南福升村                   | 明治9年 増穂村         | 飽海郡   | 増穂村                          | 稲田村                     | 稲川村                         | 大正11年6月1日 稲川村       | 稲川村                      | 昭和29年8月1日 遊佐町         | 遊佐町                       | 遊佐町                 | 遊佐町 |
| 飽海郡 | 北福升村                | 北福升村       | 北福升村                   | 明治9年 増穂村         | 飽海郡   | 増穂村                          | 稲田村                     | 稲川村                         | 大正11年6月1日 稲川村       | 稲川村                      | 昭和29年8月1日 遊佐町         | 遊佐町                       | 遊佐町                 | 遊佐町 |
| 飽海郡 | 鵜沼村                  | 鵜沼村         | 鵜沼村                     | 明治9年 増穂村         | 飽海郡   | 増穂村                          | 稲田村                     | 稲川村                         | 大正11年6月1日 稲川村       | 稲川村                      | 昭和29年8月1日 遊佐町         | 遊佐町                       | 遊佐町                 | 遊佐町 |
| 飽海郡 | 大井村                  | 大井村         | 大井村                     | 明治9年 庄泉村         | 飽海郡   | 庄泉村                          | 稲田村                     | 稲川村                         | 大正11年6月1日 稲川村       | 稲川村                      | 昭和29年8月1日 遊佐町         | 遊佐町                       | 遊佐町                 | 遊佐町 |
| 飽海郡 | 大服部村                | 大服部村       | 大服部村                   | 明治9年 庄泉村         | 飽海郡   | 庄泉村                          | 稲田村                     | 稲川村                         | 大正11年6月1日 稲川村       | 稲川村                      | 昭和29年8月1日 遊佐町         | 遊佐町                       | 遊佐町                 | 遊佐町 |
| 飽海郡 | 小服部村                | 小服部村       | 小服部村                   | 明治9年 庄泉村         | 飽海郡   | 庄泉村                          | 稲田村                     | 稲川村                         | 大正11年6月1日 稲川村       | 稲川村                      | 昭和29年8月1日 遊佐町         | 遊佐町                       | 遊佐町                 | 遊佐町 |
| 飽海郡 | 上江地村                | 上江地村       | 上江地村                   | 明治9年 江地村         | 飽海郡   | 江地村                          | 川行村                     | 川行村                         | 大正11年6月1日 稲川村       | 稲川村                      | 昭和29年8月1日 遊佐町         | 遊佐町                       | 遊佐町                 | 遊佐町 |
| 飽海郡 | 下江地村                | 下江地村       | 下江地村                   | 明治9年 江地村         | 飽海郡   | 江地村                          | 川行村                     | 川行村                         | 大正11年6月1日 稲川村       | 稲川村                      | 昭和29年8月1日 遊佐町         | 遊佐町                       | 遊佐町                 | 遊佐町 |
| 飽海郡 | 五分市村                | 五分市村       | 五分市村                   | 明治9年 江地村         | 飽海郡   | 江地村                          | 川行村                     | 川行村                         | 大正11年6月1日 稲川村       | 稲川村                      | 昭和29年8月1日 遊佐町         | 遊佐町                       | 遊佐町                 | 遊佐町 |
| 飽海郡 | 宮田村                  | 宮田村         | 宮田村                     | 明治9年 宮田村         | 飽海郡   | 宮田村                          | 川行村                     | 川行村                         | 大正11年6月1日 稲川村       | 稲川村                      | 昭和29年8月1日 遊佐町         | 遊佐町                       | 遊佐町                 | 遊佐町 |
| 飽海郡 | 下宮田村                | 下宮田村       | 下宮田村                   | 明治9年 宮田村         | 飽海郡   | 宮田村                          | 川行村                     | 川行村                         | 大正11年6月1日 稲川村       | 稲川村                      | 昭和29年8月1日 遊佐町         | 遊佐町                       | 遊佐町                 | 遊佐町 |
| 飽海郡 | 向宮田村                | 向宮田村       | 向宮田村                   | 明治9年 宮田村         | 飽海郡   | 宮田村                          | 川行村                     | 川行村                         | 大正11年6月1日 稲川村       | 稲川村                      | 昭和29年8月1日 遊佐町         | 遊佐町                       | 遊佐町                 | 遊佐町 |
| 飽海郡 | 万部村                  | 万部村         | 万部村                     | 明治9年 宮田村         | 飽海郡   | 宮田村                          | 川行村                     | 川行村                         | 大正11年6月1日 稲川村       | 稲川村                      | 昭和29年8月1日 遊佐町         | 遊佐町                       | 遊佐町                 | 遊佐町 |
| 飽海郡 | 上楸島村                | 上楸島村       | 上楸島村                   | 明治9年 宮田村         | 飽海郡   | 宮田村                          | 川行村                     | 川行村                         | 大正11年6月1日 稲川村       | 稲川村                      | 昭和29年8月1日 遊佐町         | 遊佐町                       | 遊佐町                 | 遊佐町 |
| 飽海郡 | 下楸島村                | 下楸島村       | 下楸島村                   | 明治9年 宮田村         | 飽海郡   | 宮田村                          | 川行村                     | 川行村                         | 大正11年6月1日 稲川村       | 稲川村                      | 昭和29年8月1日 遊佐町         | 遊佐町                       | 遊佐町                 | 遊佐町 |
| 飽海郡 | 大宮田村                | 大宮田村       | 大宮田村                   | 明治9年 宮田村         | 飽海郡   | 宮田村                          | 川行村                     | 川行村                         | 大正11年6月1日 稲川村       | 稲川村                      | 昭和29年8月1日 遊佐町         | 遊佐町                       | 遊佐町                 | 遊佐町 |
| 飽海郡 | 杉沢新田村              | 杉沢新田村     | 杉沢新田村                 | 明治9年 小林村         | 飽海郡   | 小林村                          | 田沢村                     | 田沢村                         | 田沢村                      | 田沢村                      | 昭和29年8月1日 平田村         | 昭和39年8月1日 町制 平田町   | 平成17年11月1日 酒田市 | 酒田市 |
| 飽海郡 | 杉沢村                  | 杉沢村         | 杉沢村                     | 明治9年 小林村         | 飽海郡   | 小林村                          | 田沢村                     | 田沢村                         | 田沢村                      | 田沢村                      | 昭和29年8月1日 平田村         | 昭和39年8月1日 町制 平田町   | 平成17年11月1日 酒田市 | 酒田市 |
| 飽海郡 | 坂本村 （鶴岡藩領）     | 一部           | 坂本村                     | 明治9年 山元村         | 飽海郡   | 山元村                          | 田沢村                     | 田沢村                         | 田沢村                      | 田沢村                      | 昭和29年8月1日 平田村         | 昭和39年8月1日 町制 平田町   | 平成17年11月1日 酒田市 | 酒田市 |
| 飽海郡 | 坂本村 （鶴岡藩領）     | 一部           | 坂本村                     | 明治9年 西坂本村       | 飽海郡   | 西坂本村                        | 田沢村                     | 田沢村                         | 田沢村                      | 田沢村                      | 昭和29年8月1日 平田村         | 昭和39年8月1日 町制 平田町   | 平成17年11月1日 酒田市 | 酒田市 |
| 飽海郡 | 坂本新田村 （鶴岡藩領） | 一部           | 坂本新田村                 | 明治9年 西坂本村       | 飽海郡   | 西坂本村                        | 田沢村                     | 田沢村                         | 田沢村                      | 田沢村                      | 昭和29年8月1日 平田村         | 昭和39年8月1日 町制 平田町   | 平成17年11月1日 酒田市 | 酒田市 |
| 飽海郡 | 坂本新田村 （鶴岡藩領） | 一部           | 坂本新田村                 | 明治9年 山元村         | 飽海郡   | 山元村                          | 田沢村                     | 田沢村                         | 田沢村                      | 田沢村                      | 昭和29年8月1日 平田村         | 昭和39年8月1日 町制 平田町   | 平成17年11月1日 酒田市 | 酒田市 |
| 飽海郡 | 坂本村 （松山藩領）     | 一部           | 坂本村                     | 明治9年 山元村         | 飽海郡   | 山元村                          | 田沢村                     | 田沢村                         | 田沢村                      | 田沢村                      | 昭和29年8月1日 平田村         | 昭和39年8月1日 町制 平田町   | 平成17年11月1日 酒田市 | 酒田市 |
| 飽海郡 | 坂本村 （松山藩領）     | 一部           | 坂本村                     | 明治9年 西坂本村       | 飽海郡   | 西坂本村                        | 田沢村                     | 田沢村                         | 田沢村                      | 田沢村                      | 昭和29年8月1日 平田村         | 昭和39年8月1日 町制 平田町   | 平成17年11月1日 酒田市 | 酒田市 |
| 飽海郡 | 坂本新田村 （松山藩領） | 一部           | 坂本新田村                 | 明治9年 西坂本村       | 飽海郡   | 西坂本村                        | 田沢村                     | 田沢村                         | 田沢村                      | 田沢村                      | 昭和29年8月1日 平田村         | 昭和39年8月1日 町制 平田町   | 平成17年11月1日 酒田市 | 酒田市 |
| 飽海郡 | 坂本新田村 （松山藩領） | 一部           | 坂本新田村                 | 明治9年 山元村         | 飽海郡   | 山元村                          | 田沢村                     | 田沢村                         | 田沢村                      | 田沢村                      | 昭和29年8月1日 平田村         | 昭和39年8月1日 町制 平田町   | 平成17年11月1日 酒田市 | 酒田市 |
| 飽海郡 | 三栗谷村                | 三栗谷村       | 三栗谷村                   | 明治9年 山元村         | 飽海郡   | 山元村                          | 田沢村                     | 田沢村                         | 田沢村                      | 田沢村                      | 昭和29年8月1日 平田村         | 昭和39年8月1日 町制 平田町   | 平成17年11月1日 酒田市 | 酒田市 |
| 飽海郡 | 升田村                  | 升田村         | 升田村                     | 明治9年 改称 楯山村    | 飽海郡   | 楯山村                          | 田沢村                     | 田沢村                         | 田沢村                      | 田沢村                      | 昭和29年8月1日 平田村         | 昭和39年8月1日 町制 平田町   | 平成17年11月1日 酒田市 | 酒田市 |
| 飽海郡 | 田沢村                  | 田沢村         | 田沢村                     | 明治9年 田沢村         | 飽海郡   | 田沢村                          | 田沢村                     | 田沢村                         | 田沢村                      | 田沢村                      | 昭和29年8月1日 平田村         | 昭和39年8月1日 町制 平田町   | 平成17年11月1日 酒田市 | 酒田市 |
| 飽海郡 | 田沢新田村              | 田沢新田村     | 田沢新田村                 | 明治9年 田沢村         | 飽海郡   | 田沢村                          | 田沢村                     | 田沢村                         | 田沢村                      | 田沢村                      | 昭和29年8月1日 平田村         | 昭和39年8月1日 町制 平田町   | 平成17年11月1日 酒田市 | 酒田市 |
| 飽海郡 | 中野俣村                | 中野俣村       | 明治初年 改称 南北中野俣村 | 南北中野俣村           | 飽海郡   | 南北中野俣村                    | 田沢村                     | 田沢村                         | 田沢村                      | 田沢村                      | 昭和29年8月1日 平田村         | 昭和39年8月1日 町制 平田町   | 平成17年11月1日 酒田市 | 酒田市 |
| 飽海郡 | 北俣村                  | 北俣村         | 明治初年 改称 上下北俣村   | 上下北俣村             | 飽海郡   | 上下北俣村                      | 北俣村                     | 北俣村                         | 北俣村                      | 北俣村                      | 昭和29年8月1日 平田村         | 昭和39年8月1日 町制 平田町   | 平成17年11月1日 酒田市 | 酒田市 |
| 飽海郡 | 山楯村                  | 山楯村         | 山楯村                     | 明治9年 山楯村         | 飽海郡   | 山楯村                          | 南平田村                   | 南平田村                       | 南平田村                    | 南平田村                    | 昭和29年8月1日 平田村         | 昭和39年8月1日 町制 平田町   | 平成17年11月1日 酒田市 | 酒田市 |
| 飽海郡 | 山楯興野村              | 山楯興野村     | 山楯興野村                 | 明治9年 山楯村         | 飽海郡   | 山楯村                          | 南平田村                   | 南平田村                       | 南平田村                    | 南平田村                    | 昭和29年8月1日 平田村         | 昭和39年8月1日 町制 平田町   | 平成17年11月1日 酒田市 | 酒田市 |
| 飽海郡 | 飛鳥村                  | 飛鳥村         | 飛鳥村                     | 飛鳥村                 | 飽海郡   | 飛鳥村                          | 南平田村                   | 南平田村                       | 南平田村                    | 南平田村                    | 昭和29年8月1日 平田村         | 昭和39年8月1日 町制 平田町   | 平成17年11月1日 酒田市 | 酒田市 |
| 飽海郡 | 砂越村                  | 砂越村         | 砂越村                     | 砂越村                 | 飽海郡   | 砂越村                          | 南平田村                   | 南平田村                       | 南平田村                    | 南平田村                    | 昭和29年8月1日 平田村         | 昭和39年8月1日 町制 平田町   | 平成17年11月1日 酒田市 | 酒田市 |
| 飽海郡 | 三之宮村                | 三之宮村       | 三之宮村                   | 三之宮村               | 飽海郡   | 三之宮村                        | 南平田村                   | 南平田村                       | 南平田村                    | 南平田村                    | 昭和29年8月1日 平田村         | 昭和39年8月1日 町制 平田町   | 平成17年11月1日 酒田市 | 酒田市 |
| 飽海郡 | 郡山村                  | 郡山村         | 郡山村                     | 郡山村                 | 飽海郡   | 郡山村                          | 南平田村                   | 南平田村                       | 南平田村                    | 南平田村                    | 昭和29年8月1日 平田村         | 昭和39年8月1日 町制 平田町   | 平成17年11月1日 酒田市 | 酒田市 |
| 飽海郡 | 桜林村                  | 桜林村         | 桜林村                     | 桜林村                 | 飽海郡   | 桜林村                          | 南平田村                   | 南平田村                       | 南平田村                    | 南平田村                    | 昭和29年8月1日 平田村         | 昭和39年8月1日 町制 平田町   | 平成17年11月1日 酒田市 | 酒田市 |
| 飽海郡 | 石橋村                  | 石橋村         | 石橋村                     | 石橋村                 | 飽海郡   | 石橋村                          | 南平田村                   | 南平田村                       | 南平田村                    | 南平田村                    | 昭和29年8月1日 平田村         | 昭和39年8月1日 町制 平田町   | 平成17年11月1日 酒田市 | 酒田市 |
| 飽海郡 | 山谷村                  | 山谷村         | 山谷村                     | 山谷村                 | 飽海郡   | 山谷村                          | 南平田村                   | 南平田村                       | 南平田村                    | 南平田村                    | 昭和29年8月1日 平田村         | 昭和39年8月1日 町制 平田町   | 平成17年11月1日 酒田市 | 酒田市 |
| 飽海郡 | 桜林興野村              | 桜林興野村     | 桜林興野村                 | 桜林興野村             | 飽海郡   | 桜林興野村                      | 南平田村                   | 南平田村                       | 南平田村                    | 南平田村                    | 昭和29年8月1日 平田村         | 昭和39年8月1日 町制 平田町   | 平成17年11月1日 酒田市 | 酒田市 |
| 飽海郡 | 堀野内村                | 堀野内村       | 堀野内村                   | 堀野内村               | 飽海郡   | 堀野内村                        | 南平田村                   | 南平田村                       | 南平田村                    | 南平田村                    | 昭和29年8月1日 平田村         | 昭和39年8月1日 町制 平田町   | 平成17年11月1日 酒田市 | 酒田市 |
| 飽海郡 | 泉興野村                | 泉興野村       | 泉興野村                   | 泉興野村               | 飽海郡   | 泉興野村                        | 南平田村                   | 南平田村                       | 南平田村                    | 南平田村                    | 昭和29年8月1日 平田村         | 昭和39年8月1日 町制 平田町   | 平成17年11月1日 酒田市 | 酒田市 |
| 飽海郡 | 天神堂村                | 天神堂村       | 天神堂村                   | 天神堂村               | 飽海郡   | 天神堂村                        | 南平田村                   | 南平田村                       | 南平田村                    | 南平田村                    | 昭和29年8月1日 平田村         | 昭和39年8月1日 町制 平田町   | 平成17年11月1日 酒田市 | 酒田市 |
| 飽海郡 | 中野目村                | 中野目村       | 中野目村                   | 中野目村               | 飽海郡   | 中野目村                        | 南平田村                   | 南平田村                       | 南平田村                    | 南平田村                    | 昭和29年8月1日 平田村         | 昭和39年8月1日 町制 平田町   | 平成17年11月1日 酒田市 | 酒田市 |
| 飽海郡 | 山谷新田村              | 山谷新田村     | 山谷新田村                 | 山谷新田村             | 飽海郡   | 山谷新田村                      | 南平田村                   | 南平田村                       | 南平田村                    | 南平田村                    | 昭和29年8月1日 平田村         | 昭和39年8月1日 町制 平田町   | 平成17年11月1日 酒田市 | 酒田市 |
| 飽海郡 | 楢橋村                  | 楢橋村         | 楢橋村                     | 楢橋村                 | 飽海郡   | 楢橋村                          | 南平田村                   | 南平田村                       | 南平田村                    | 南平田村                    | 昭和29年8月1日 平田村         | 昭和39年8月1日 町制 平田町   | 平成17年11月1日 酒田市 | 酒田市 |
| 飽海郡 | 市条村                  | 市条村         | 市条村                     | 明治9年 市条村         | 飽海郡   | 市条村                          | 一条村                     | 一条村                         | 一条村                      | 一条村                      | 昭和29年12月1日 八幡町        | 八幡町                       | 平成17年11月1日 酒田市 | 酒田市 |
| 飽海郡 | 門野町村                | 門野町村       | 門野町村                   | 明治9年 市条村         | 飽海郡   | 市条村                          | 一条村                     | 一条村                         | 一条村                      | 一条村                      | 昭和29年12月1日 八幡町        | 八幡町                       | 平成17年11月1日 酒田市 | 酒田市 |
| 飽海郡 | 法連寺村                | 法連寺村       | 法連寺村                   | 法連寺村               | 飽海郡   | 法連寺村                        | 一条村                     | 一条村                         | 一条村                      | 一条村                      | 昭和29年12月1日 八幡町        | 八幡町                       | 平成17年11月1日 酒田市 | 酒田市 |
| 飽海郡 | 政所村                  | 政所村         | 政所村                     | 政所村                 | 飽海郡   | 政所村                          | 一条村                     | 一条村                         | 一条村                      | 一条村                      | 昭和29年12月1日 八幡町        | 八幡町                       | 平成17年11月1日 酒田市 | 酒田市 |
| 飽海郡 | 大島田村                | 大島田村       | 大島田村                   | 明治9年 大島田村       | 飽海郡   | 大島田村                        | 一条村                     | 一条村                         | 一条村                      | 一条村                      | 昭和29年12月1日 八幡町        | 八幡町                       | 平成17年11月1日 酒田市 | 酒田市 |
| 飽海郡 | 興野嶋田村              | 興野嶋田村     | 興野嶋田村                 | 明治9年 大島田村       | 飽海郡   | 大島田村                        | 一条村                     | 一条村                         | 一条村                      | 一条村                      | 昭和29年12月1日 八幡町        | 八幡町                       | 平成17年11月1日 酒田市 | 酒田市 |
| 飽海郡 | 岡島田村                | 岡島田村       | 岡島田村                   | 岡島田村               | 飽海郡   | 岡島田村                        | 一条村                     | 一条村                         | 一条村                      | 一条村                      | 昭和29年12月1日 八幡町        | 八幡町                       | 平成17年11月1日 酒田市 | 酒田市 |
| 飽海郡 | 前川村                  | 前川村         | 前川村                     | 前川村                 | 飽海郡   | 前川村                          | 一条村                     | 一条村                         | 一条村                      | 一条村                      | 昭和29年12月1日 八幡町        | 八幡町                       | 平成17年11月1日 酒田市 | 酒田市 |
| 飽海郡 | 南平沢村                | 南平沢村       | 南平沢村                   | 南平沢村               | 飽海郡   | 南平沢村                        | 一条村                     | 一条村                         | 一条村                      | 一条村                      | 昭和29年12月1日 八幡町        | 八幡町                       | 平成17年11月1日 酒田市 | 酒田市 |
| 飽海郡 | 北平沢村                | 北平沢村       | 北平沢村                   | 北平沢村               | 飽海郡   | 北平沢村                        | 一条村                     | 一条村                         | 一条村                      | 一条村                      | 昭和29年12月1日 八幡町        | 八幡町                       | 平成17年11月1日 酒田市 | 酒田市 |
| 飽海郡 | 上荒田目村              | 上荒田目村     | 上荒田目村                 | 明治9年 寺田村         | 飽海郡   | 寺田村                          | 一条村                     | 一条村                         | 一条村                      | 一条村                      | 昭和29年12月1日 八幡町        | 八幡町                       | 平成17年11月1日 酒田市 | 酒田市 |
| 飽海郡 | 下荒田目村              | 下荒田目村     | 下荒田目村                 | 明治9年 寺田村         | 飽海郡   | 寺田村                          | 一条村                     | 一条村                         | 一条村                      | 一条村                      | 昭和29年12月1日 八幡町        | 八幡町                       | 平成17年11月1日 酒田市 | 酒田市 |
| 飽海郡 | 上寺田村                | 上寺田村       | 上寺田村                   | 明治9年 寺田村         | 飽海郡   | 寺田村                          | 一条村                     | 一条村                         | 一条村                      | 一条村                      | 昭和29年12月1日 八幡町        | 八幡町                       | 平成17年11月1日 酒田市 | 酒田市 |
| 飽海郡 | 下寺田村                | 下寺田村       | 下寺田村                   | 明治9年 寺田村         | 飽海郡   | 寺田村                          | 一条村                     | 一条村                         | 一条村                      | 一条村                      | 昭和29年12月1日 八幡町        | 八幡町                       | 平成17年11月1日 酒田市 | 酒田市 |
| 飽海郡 | 常禅寺村                | 常禅寺村       | 常禅寺村                   | 常禅寺村               | 飽海郡   | 常禅寺村                        | 観音寺村                   | 観音寺村                       | 観音寺村                    | 観音寺村                    | 昭和29年12月1日 八幡町        | 八幡町                       | 平成17年11月1日 酒田市 | 酒田市 |
| 飽海郡 | 観音寺村                | 観音寺村       | 観音寺村                   | 観音寺村               | 飽海郡   | 観音寺村                        | 観音寺村                   | 観音寺村                       | 観音寺村                    | 観音寺村                    | 昭和29年12月1日 八幡町        | 八幡町                       | 平成17年11月1日 酒田市 | 酒田市 |
| 飽海郡 | 麓村                    | 麓村           | 麓村                       | 麓村                   | 飽海郡   | 麓村                            | 観音寺村                   | 観音寺村                       | 観音寺村                    | 観音寺村                    | 昭和29年12月1日 八幡町        | 八幡町                       | 平成17年11月1日 酒田市 | 酒田市 |
| 飽海郡 | 小泉村                  | 小泉村         | 小泉村                     | 小泉村                 | 飽海郡   | 小泉村                          | 観音寺村                   | 観音寺村                       | 観音寺村                    | 観音寺村                    | 昭和29年12月1日 八幡町        | 八幡町                       | 平成17年11月1日 酒田市 | 酒田市 |
| 飽海郡 | 北仁田村                | 北仁田村       | 北仁田村                   | 北仁田村               | 飽海郡   | 北仁田村                        | 観音寺村                   | 観音寺村                       | 観音寺村                    | 観音寺村                    | 昭和29年12月1日 八幡町        | 八幡町                       | 平成17年11月1日 酒田市 | 酒田市 |
| 飽海郡 | 芹田村                  | 芹田村         | 芹田村                     | 芹田村                 | 飽海郡   | 芹田村                          | 観音寺村                   | 観音寺村                       | 観音寺村                    | 観音寺村                    | 昭和29年12月1日 八幡町        | 八幡町                       | 平成17年11月1日 酒田市 | 酒田市 |
| 飽海郡 | 大久保村                | 大久保村       | 大久保村                   | 大久保村               | 飽海郡   | 大久保村                        | 観音寺村                   | 観音寺村                       | 観音寺村                    | 観音寺村                    | 昭和29年12月1日 八幡町        | 八幡町                       | 平成17年11月1日 酒田市 | 酒田市 |
| 飽海郡 | 塚淵村                  | 塚淵村         | 塚淵村                     | 塚淵村                 | 飽海郡   | 塚淵村                          | 観音寺村                   | 観音寺村                       | 観音寺村                    | 観音寺村                    | 昭和29年12月1日 八幡町        | 八幡町                       | 平成17年11月1日 酒田市 | 酒田市 |
| 飽海郡 | 大蕨村                  | 大蕨村         | 大蕨村                     | 大蕨村                 | 飽海郡   | 大蕨村                          | 大沢村                     | 大沢村                         | 大沢村                      | 大沢村                      | 昭和29年12月1日 八幡町        | 八幡町                       | 平成17年11月1日 酒田市 | 酒田市 |
| 飽海郡 | 上南青沢村              | 上南青沢村     | 上南青沢村                 | 明治9年 上青沢村       | 飽海郡   | 上青沢村                        | 大沢村                     | 大沢村                         | 大沢村                      | 大沢村                      | 昭和29年12月1日 八幡町        | 八幡町                       | 平成17年11月1日 酒田市 | 酒田市 |
| 飽海郡 | 二階新田                | 二階新田       | 二階新田                   | 明治9年 上青沢村       | 飽海郡   | 上青沢村                        | 大沢村                     | 大沢村                         | 大沢村                      | 大沢村                      | 昭和29年12月1日 八幡町        | 八幡町                       | 平成17年11月1日 酒田市 | 酒田市 |
| 飽海郡 | 下南青沢村              | 下南青沢村     | 下南青沢村                 | 明治9年 改称 下青沢村  | 飽海郡   | 下青沢村                        | 大沢村                     | 大沢村                         | 大沢村                      | 大沢村                      | 昭和29年12月1日 八幡町        | 八幡町                       | 平成17年11月1日 酒田市 | 酒田市 |
| 飽海郡 | 北青沢村                | 北青沢村       | 北青沢村                   | 北青沢村               | 飽海郡   | 北青沢村                        | 大沢村                     | 大沢村                         | 大沢村                      | 大沢村                      | 昭和29年12月1日 八幡町        | 八幡町                       | 平成17年11月1日 酒田市 | 酒田市 |
| 飽海郡 | 上福山村                | 上福山村       | 上福山村                   | 明治9年 福山村         | 飽海郡   | 福山村                          | 日向村                     | 日向村                         | 日向村                      | 日向村                      | 昭和29年12月1日 八幡町        | 八幡町                       | 平成17年11月1日 酒田市 | 酒田市 |
| 飽海郡 | 下福山村                | 下福山村       | 下福山村                   | 明治9年 福山村         | 飽海郡   | 福山村                          | 日向村                     | 日向村                         | 日向村                      | 日向村                      | 昭和29年12月1日 八幡町        | 八幡町                       | 平成17年11月1日 酒田市 | 酒田市 |
| 飽海郡 | 新出村                  | 新出村         | 新出村                     | 新出村                 | 飽海郡   | 新出村                          | 日向村                     | 日向村                         | 日向村                      | 日向村                      | 昭和29年12月1日 八幡町        | 八幡町                       | 平成17年11月1日 酒田市 | 酒田市 |
| 飽海郡 | 下黒川村                | 下黒川村       | 下黒川村                   | 下黒川村               | 飽海郡   | 下黒川村                        | 日向村                     | 日向村                         | 日向村                      | 日向村                      | 昭和29年12月1日 八幡町        | 八幡町                       | 平成17年11月1日 酒田市 | 酒田市 |
| 飽海郡 | 赤剥村                  | 赤剥村         | 赤剥村                     | 赤剥村                 | 飽海郡   | 赤剥村                          | 日向村                     | 日向村                         | 日向村                      | 日向村                      | 昭和29年12月1日 八幡町        | 八幡町                       | 平成17年11月1日 酒田市 | 酒田市 |
| 飽海郡 | 上黒川村                | 上黒川村       | 上黒川村                   | 上黒川村               | 飽海郡   | 上黒川村                        | 日向村                     | 日向村                         | 日向村                      | 日向村                      | 昭和29年12月1日 八幡町        | 八幡町                       | 平成17年11月1日 酒田市 | 酒田市 |
| 飽海郡 | 泥沢村                  | 泥沢村         | 泥沢村                     | 泥沢村                 | 飽海郡   | 泥沢村                          | 日向村                     | 日向村                         | 日向村                      | 日向村                      | 昭和29年12月1日 八幡町        | 八幡町                       | 平成17年11月1日 酒田市 | 酒田市 |
| 飽海郡 | 草津村                  | 草津村         | 草津村                     | 草津村                 | 飽海郡   | 草津村                          | 日向村                     | 日向村                         | 日向村                      | 日向村                      | 昭和29年12月1日 八幡町        | 八幡町                       | 平成17年11月1日 酒田市 | 酒田市 |
| 飽海郡 | 升田村                  | 升田村         | 升田村                     | 升田村                 | 飽海郡   | 升田村                          | 日向村                     | 日向村                         | 日向村                      | 日向村                      | 昭和29年12月1日 八幡町        | 八幡町                       | 平成17年11月1日 酒田市 | 酒田市 |
| 飽海郡 | 橋本村                  | 橋本村         | 橋本村                     | 橋本村                 | 飽海郡   | 橋本村                          | 日向村                     | 日向村                         | 日向村                      | 日向村                      | 昭和29年12月1日 八幡町        | 八幡町                       | 平成17年11月1日 酒田市 | 酒田市 |
| 飽海郡 | 松山町                  | 松山町         | 明治2年6月22日 改称 松嶺町 | 松嶺町                 | 飽海郡   | 松嶺町                          | 松嶺町                     | 松嶺町                         | 松嶺町                      | 松嶺町                      | 昭和30年1月1日 松山町         | 松山町                       | 平成17年11月1日 酒田市 | 酒田市 |
| 飽海郡 | 引地村                  | 引地村         | 引地村                     | 引地村                 | 飽海郡   | 引地村                          | 内郷村                     | 内郷村                         | 内郷村                      | 内郷村                      | 昭和30年1月1日 松山町         | 松山町                       | 平成17年11月1日 酒田市 | 酒田市 |
| 飽海郡 | 竹田村                  | 竹田村         | 竹田村                     | 竹田村                 | 飽海郡   | 竹田村                          | 内郷村                     | 内郷村                         | 内郷村                      | 内郷村                      | 昭和30年1月1日 松山町         | 松山町                       | 平成17年11月1日 酒田市 | 酒田市 |
| 飽海郡 | 中棚村                  | 中棚村         | 中棚村                     | 明治9年 中牧田村       | 飽海郡   | 中牧田村                        | 内郷村                     | 内郷村                         | 内郷村                      | 内郷村                      | 昭和30年1月1日 松山町         | 松山町                       | 平成17年11月1日 酒田市 | 酒田市 |
| 飽海郡 | 徳田村                  | 徳田村         | 徳田村                     | 明治9年 中牧田村       | 飽海郡   | 中牧田村                        | 内郷村                     | 内郷村                         | 内郷村                      | 内郷村                      | 昭和30年1月1日 松山町         | 松山町                       | 平成17年11月1日 酒田市 | 酒田市 |
| 飽海郡 | 牧野島村                | 牧野島村       | 牧野島村                   | 明治9年 中牧田村       | 飽海郡   | 中牧田村                        | 内郷村                     | 内郷村                         | 内郷村                      | 内郷村                      | 昭和30年1月1日 松山町         | 松山町                       | 平成17年11月1日 酒田市 | 酒田市 |
| 飽海郡 | 石名坂村                | 石名坂村       | 石名坂村                   | 石名坂村               | 飽海郡   | 石名坂村                        | 内郷村                     | 内郷村                         | 内郷村                      | 内郷村                      | 昭和30年1月1日 松山町         | 松山町                       | 平成17年11月1日 酒田市 | 酒田市 |
| 飽海郡 | 土渕村                  | 土渕村         | 土渕村                     | 土渕村                 | 飽海郡   | 土渕村                          | 内郷村                     | 内郷村                         | 内郷村                      | 内郷村                      | 昭和30年1月1日 松山町         | 松山町                       | 平成17年11月1日 酒田市 | 酒田市 |
| 飽海郡 | 小見村                  | 小見村         | 小見村                     | 小見村                 | 飽海郡   | 小見村                          | 内郷村                     | 内郷村                         | 内郷村                      | 内郷村                      | 昭和30年1月1日 松山町         | 松山町                       | 平成17年11月1日 酒田市 | 酒田市 |
| 飽海郡 | 上北目村                | 上北目村       | 上北目村                   | 上北目村               | 飽海郡   | 上北目村                        | 内郷村                     | 内郷村                         | 内郷村                      | 内郷村                      | 昭和30年1月1日 松山町         | 松山町                       | 平成17年11月1日 酒田市 | 酒田市 |
| 飽海郡 | 中北目村                | 中北目村       | 中北目村                   | 中北目村               | 飽海郡   | 中北目村                        | 内郷村                     | 内郷村                         | 内郷村                      | 内郷村                      | 昭和30年1月1日 松山町         | 松山町                       | 平成17年11月1日 酒田市 | 酒田市 |
| 飽海郡 | 相沢村                  | 相沢村         | 相沢村                     | 明治9年 相沢村         | 飽海郡   | 相沢村                          | 内郷村                     | 内郷村                         | 内郷村                      | 内郷村                      | 昭和30年1月1日 松山町         | 松山町                       | 平成17年11月1日 酒田市 | 酒田市 |
| 飽海郡 | 相沢新田村              | 相沢新田村     | 相沢新田村                 | 明治9年 相沢村         | 飽海郡   | 相沢村                          | 内郷村                     | 内郷村                         | 内郷村                      | 内郷村                      | 昭和30年1月1日 松山町         | 松山町                       | 平成17年11月1日 酒田市 | 酒田市 |
| 飽海郡 | 庄兵衛新田村            | 庄兵衛新田村   | 庄兵衛新田村               | 明治9年 相沢村         | 飽海郡   | 相沢村                          | 内郷村                     | 内郷村                         | 内郷村                      | 内郷村                      | 昭和30年1月1日 松山町         | 松山町                       | 平成17年11月1日 酒田市 | 酒田市 |
| 飽海郡 | 上茗荷沢村              | 上茗荷沢村     | 上茗荷沢村                 | 明治9年 茗ケ沢村       | 飽海郡   | 茗ケ沢村                        | 内郷村                     | 内郷村                         | 内郷村                      | 内郷村                      | 昭和30年1月1日 松山町         | 松山町                       | 平成17年11月1日 酒田市 | 酒田市 |
| 飽海郡 | 下茗荷沢村              | 下茗荷沢村     | 下茗荷沢村                 | 明治9年 茗ケ沢村       | 飽海郡   | 茗ケ沢村                        | 内郷村                     | 内郷村                         | 内郷村                      | 内郷村                      | 昭和30年1月1日 松山町         | 松山町                       | 平成17年11月1日 酒田市 | 酒田市 |
| 飽海郡 | 上餅山村                | 上餅山村       | 上餅山村                   | 上餅山村               | 飽海郡   | 上餅山村                        | 内郷村                     | 内郷村                         | 内郷村                      | 内郷村                      | 昭和30年1月1日 松山町         | 松山町                       | 平成17年11月1日 酒田市 | 酒田市 |
| 飽海郡 | 下餅山村                | 下餅山村       | 下餅山村                   | 下餅山村               | 飽海郡   | 下餅山村                        | 内郷村                     | 内郷村                         | 内郷村                      | 内郷村                      | 昭和30年1月1日 松山町         | 松山町                       | 平成17年11月1日 酒田市 | 酒田市 |
| 飽海郡 | 山寺村                  | 山寺村         | 山寺村                     | 明治9年 山寺村         | 飽海郡   | 山寺村                          | 上郷村                     | 上郷村                         | 上郷村                      | 上郷村                      | 昭和30年1月1日 松山町         | 松山町                       | 平成17年11月1日 酒田市 | 酒田市 |
| 飽海郡 | 外里村                  | 外里村         | 外里村                     | 明治9年 山寺村         | 飽海郡   | 山寺村                          | 上郷村                     | 上郷村                         | 上郷村                      | 上郷村                      | 昭和30年1月1日 松山町         | 松山町                       | 平成17年11月1日 酒田市 | 酒田市 |
| 飽海郡 | 普門寺村                | 普門寺村       | 普門寺村                   | 明治9年 山寺村         | 飽海郡   | 山寺村                          | 上郷村                     | 上郷村                         | 上郷村                      | 上郷村                      | 昭和30年1月1日 松山町         | 松山町                       | 平成17年11月1日 酒田市 | 酒田市 |
| 飽海郡 | 小出村                  | 小出村         | 小出村                     | 明治9年 山寺村         | 飽海郡   | 山寺村                          | 上郷村                     | 上郷村                         | 上郷村                      | 上郷村                      | 昭和30年1月1日 松山町         | 松山町                       | 平成17年11月1日 酒田市 | 酒田市 |
| 飽海郡 | 堀場村                  | 堀場村         | 堀場村                     | 明治9年 山寺村         | 飽海郡   | 山寺村                          | 上郷村                     | 上郷村                         | 上郷村                      | 上郷村                      | 昭和30年1月1日 松山町         | 松山町                       | 平成17年11月1日 酒田市 | 酒田市 |
| 飽海郡 | 渡場村                  | 渡場村         | 渡場村                     | 明治9年 山寺村         | 飽海郡   | 山寺村                          | 上郷村                     | 上郷村                         | 上郷村                      | 上郷村                      | 昭和30年1月1日 松山町         | 松山町                       | 平成17年11月1日 酒田市 | 酒田市 |
| 飽海郡 | 成沢村                  | 成沢村         | 成沢村                     | 明治9年 成興野村       | 飽海郡   | 成興野村                        | 上郷村                     | 上郷村                         | 上郷村                      | 上郷村                      | 昭和30年1月1日 松山町         | 松山町                       | 平成17年11月1日 酒田市 | 酒田市 |
| 飽海郡 | 新興屋村                | 新興屋村       | 新興屋村                   | 明治9年 成興野村       | 飽海郡   | 成興野村                        | 上郷村                     | 上郷村                         | 上郷村                      | 上郷村                      | 昭和30年1月1日 松山町         | 松山町                       | 平成17年11月1日 酒田市 | 酒田市 |
| 飽海郡 | 地見興野村              | 地見興野村     | 地見興野村                 | 地見興野村             | 飽海郡   | 地見興野村                      | 上郷村                     | 上郷村                         | 上郷村                      | 上郷村                      | 昭和30年1月1日 松山町         | 松山町                       | 平成17年11月1日 酒田市 | 酒田市 |
| 飽海郡 | 大川渡村                | 大川渡村       | 大川渡村                   | 明治9年 大川渡村       | 飽海郡   | 大川渡村                        | 上郷村                     | 上郷村                         | 上郷村                      | 上郷村                      | 昭和30年1月1日 松山町         | 松山町                       | 平成17年11月1日 酒田市 | 酒田市 |
| 飽海郡 | 上郷新田村              | 上郷新田村     | 上郷新田村                 | 明治9年 大川渡村       | 飽海郡   | 大川渡村                        | 上郷村                     | 上郷村                         | 上郷村                      | 上郷村                      | 昭和30年1月1日 松山町         | 松山町                       | 平成17年11月1日 酒田市 | 酒田市 |
| 飽海郡 | 臼ヶ沢村                | 臼ヶ沢村       | 臼ヶ沢村                   | 臼ヶ沢村               | 飽海郡   | 臼ヶ沢村                        | 上郷村                     | 上郷村                         | 上郷村                      | 上郷村                      | 昭和30年1月1日 松山町         | 松山町                       | 平成17年11月1日 酒田市 | 酒田市 |
| 飽海郡 | 大沼新田村              | 大沼新田村     | 大沼新田村                 | 大沼新田村             | 飽海郡   | 大沼新田村                      | 上郷村                     | 上郷村                         | 上郷村                      | 上郷村                      | 昭和30年1月1日 松山町         | 松山町                       | 平成17年11月1日 酒田市 | 酒田市 |
| 田川郡 | 柏谷沢村                | 柏谷沢村       | 柏谷沢村                   | 柏谷沢村               | 飽海郡   | 柏谷沢村                        | 上郷村                     | 上郷村                         | 上郷村                      | 上郷村                      | 昭和30年1月1日 松山町         | 松山町                       | 平成17年11月1日 酒田市 | 酒田市 |
| 田川郡 | 勝浦村                  | 勝浦村         | 勝浦村                     | 勝浦村                 | 飽海郡   | 勝浦村                          | 飛島村                     | 飛島村                         | 飛島村                      | 飛島村                      | 昭和25年4月1日 酒田市に編入   | 酒田市                       | 平成17年11月1日 酒田市 | 酒田市 |
| 田川郡 | 浦村                    | 浦村           | 浦村                       | 浦村                   | 飽海郡   | 浦村                            | 飛島村                     | 飛島村                         | 飛島村                      | 飛島村                      | 昭和25年4月1日 酒田市に編入   | 酒田市                       | 平成17年11月1日 酒田市 | 酒田市 |
| 田川郡 | 法木村                  | 法木村         | 法木村                     | 法木村                 | 飽海郡   | 法木村                          | 飛島村                     | 飛島村                         | 飛島村                      | 飛島村                      | 昭和25年4月1日 酒田市に編入   | 酒田市                       | 平成17年11月1日 酒田市 | 酒田市 |
| 飽海郡 | 上藤塚村                | 上藤塚村       | 上藤塚村                   | 明治9年 改称 藤塚村    | 飽海郡   | 藤塚村                          | 西荒瀬村                   | 西荒瀬村                       | 西荒瀬村                    | 西荒瀬村                    | 昭和29年8月1日 酒田市に編入   | 酒田市                       | 平成17年11月1日 酒田市 | 酒田市 |
| 飽海郡 | 宮海村                  | 宮海村         | 宮海村                     | 明治9年 宮海村         | 飽海郡   | 宮海村                          | 西荒瀬村                   | 西荒瀬村                       | 西荒瀬村                    | 西荒瀬村                    | 昭和29年8月1日 酒田市に編入   | 酒田市                       | 平成17年11月1日 酒田市 | 酒田市 |
| 飽海郡 | 茂作新田村              | 茂作新田村     | 茂作新田村                 | 明治9年 宮海村         | 飽海郡   | 宮海村                          | 西荒瀬村                   | 西荒瀬村                       | 西荒瀬村                    | 西荒瀬村                    | 昭和29年8月1日 酒田市に編入   | 酒田市                       | 平成17年11月1日 酒田市 | 酒田市 |
| 飽海郡 | 上林興屋村              | 上林興屋村     | 上林興屋村                 | 明治9年 宮海村         | 飽海郡   | 宮海村                          | 西荒瀬村                   | 西荒瀬村                       | 西荒瀬村                    | 西荒瀬村                    | 昭和29年8月1日 酒田市に編入   | 酒田市                       | 平成17年11月1日 酒田市 | 酒田市 |
| 飽海郡 | 下藤塚村                | 下藤塚村       | 下藤塚村                   | 明治9年 豊里村         | 飽海郡   | 豊里村                          | 西荒瀬村                   | 西荒瀬村                       | 西荒瀬村                    | 西荒瀬村                    | 昭和29年8月1日 酒田市に編入   | 酒田市                       | 平成17年11月1日 酒田市 | 酒田市 |
| 飽海郡 | 東野新田村              | 東野新田村     | 東野新田村                 | 明治9年 豊里村         | 飽海郡   | 豊里村                          | 西荒瀬村                   | 西荒瀬村                       | 西荒瀬村                    | 西荒瀬村                    | 昭和29年8月1日 酒田市に編入   | 酒田市                       | 平成17年11月1日 酒田市 | 酒田市 |
| 飽海郡 | 田村新田村              | 田村新田村     | 明治初年頃 田村新田村      | 明治9年 豊里村         | 飽海郡   | 豊里村                          | 西荒瀬村                   | 西荒瀬村                       | 西荒瀬村                    | 西荒瀬村                    | 昭和29年8月1日 酒田市に編入   | 酒田市                       | 平成17年11月1日 酒田市 | 酒田市 |
| 飽海郡 | 北谷地新田              |                | 明治初年頃 田村新田村      | 明治9年 豊里村         | 飽海郡   | 豊里村                          | 西荒瀬村                   | 西荒瀬村                       | 西荒瀬村                    | 西荒瀬村                    | 昭和29年8月1日 酒田市に編入   | 酒田市                       | 平成17年11月1日 酒田市 | 酒田市 |
| 飽海郡 | 門田村                  | 門田村         | 明治初年頃 門田村          | 明治9年 穂積村         | 飽海郡   | 穂積村                          | 西荒瀬村                   | 西荒瀬村                       | 西荒瀬村                    | 西荒瀬村                    | 昭和29年8月1日 酒田市に編入   | 酒田市                       | 平成17年11月1日 酒田市 | 酒田市 |
| 飽海郡 | 門田新田村              |                | 明治初年頃 門田村          | 明治9年 穂積村         | 飽海郡   | 穂積村                          | 西荒瀬村                   | 西荒瀬村                       | 西荒瀬村                    | 西荒瀬村                    | 昭和29年8月1日 酒田市に編入   | 酒田市                       | 平成17年11月1日 酒田市 | 酒田市 |
| 飽海郡 | 上市神新田村            | 上市神新田村   | 上市神新田村               | 明治9年 穂積村         | 飽海郡   | 穂積村                          | 西荒瀬村                   | 西荒瀬村                       | 西荒瀬村                    | 西荒瀬村                    | 昭和29年8月1日 酒田市に編入   | 酒田市                       | 平成17年11月1日 酒田市 | 酒田市 |
| 飽海郡 | 下市神新田村            | 下市神新田村   | 下市神新田村               | 明治9年 穂積村         | 飽海郡   | 穂積村                          | 西荒瀬村                   | 西荒瀬村                       | 西荒瀬村                    | 西荒瀬村                    | 昭和29年8月1日 酒田市に編入   | 酒田市                       | 平成17年11月1日 酒田市 | 酒田市 |
| 飽海郡 | 西野新田村              | 西野新田村     | 西野新田村                 | 明治9年 酒井新田村     | 飽海郡   | 酒井新田村                      | 西荒瀬村                   | 西荒瀬村                       | 西荒瀬村                    | 昭和16年4月1日 酒田市に編入 | 酒田市                        | 酒田市                       | 平成17年11月1日 酒田市 | 酒田市 |
| 飽海郡 | 泉新田村                | 泉新田村       | 泉新田村                   | 明治9年 酒井新田村     | 飽海郡   | 酒井新田村                      | 西荒瀬村                   | 西荒瀬村                       | 西荒瀬村                    | 昭和16年4月1日 酒田市に編入 | 酒田市                        | 酒田市                       | 平成17年11月1日 酒田市 | 酒田市 |
| 飽海郡 | 谷地田村                | 谷地田村       | 谷地田村                   | 明治9年 酒井新田村     | 飽海郡   | 酒井新田村                      | 西荒瀬村                   | 西荒瀬村                       | 西荒瀬村                    | 昭和16年4月1日 酒田市に編入 | 酒田市                        | 酒田市                       | 平成17年11月1日 酒田市 | 酒田市 |
| 飽海郡 | 小湊村                  | 小湊村         | 小湊村                     | 小湊村                 | 飽海郡   | 明治11年8月20日 高砂村          | 西荒瀬村                   | 西荒瀬村                       | 西荒瀬村                    | 昭和16年4月1日 酒田市に編入 | 酒田市                        | 酒田市                       | 平成17年11月1日 酒田市 | 酒田市 |
| 飽海郡 | 能登興屋村              | 能登興屋村     | 能登興屋村                 | 能登興屋村             | 飽海郡   | 明治11年8月20日 高砂村          | 西荒瀬村                   | 西荒瀬村                       | 西荒瀬村                    | 昭和16年4月1日 酒田市に編入 | 酒田市                        | 酒田市                       | 平成17年11月1日 酒田市 | 酒田市 |
| 飽海郡 | 大町村                  | 大町村         | 明治初年 大町村            | 大町村                 | 飽海郡   | 大町村                          | 西平田村                   | 西平田村                       | 西平田村                    | 昭和16年4月1日 酒田市に編入 | 酒田市                        | 酒田市                       | 平成17年11月1日 酒田市 | 酒田市 |
| 飽海郡 | 四ツ興屋村              |                | 明治初年 大町村            | 大町村                 | 飽海郡   | 大町村                          | 西平田村                   | 西平田村                       | 西平田村                    | 昭和16年4月1日 酒田市に編入 | 酒田市                        | 酒田市                       | 平成17年11月1日 酒田市 | 酒田市 |
| 飽海郡 | 三箇村                  |                | 明治初年 大町村            | 大町村                 | 飽海郡   | 大町村                          | 西平田村                   | 西平田村                       | 西平田村                    | 昭和16年4月1日 酒田市に編入 | 酒田市                        | 酒田市                       | 平成17年11月1日 酒田市 | 酒田市 |
| 飽海郡 | 水呑村                  |                | 明治初年 大町村            | 大町村                 | 飽海郡   | 大町村                          | 西平田村                   | 西平田村                       | 西平田村                    | 昭和16年4月1日 酒田市に編入 | 酒田市                        | 酒田市                       | 平成17年11月1日 酒田市 | 酒田市 |
| 飽海郡 | 新百姓村                |                | 明治初年 大町村            | 大町村                 | 飽海郡   | 大町村                          | 西平田村                   | 西平田村                       | 西平田村                    | 昭和16年4月1日 酒田市に編入 | 酒田市                        | 酒田市                       | 平成17年11月1日 酒田市 | 酒田市 |
| 田川郡 | 遊摺部村                | 遊摺部村       | 遊摺部村                   | 遊摺部村               | 飽海郡   | 遊摺部村                        | 西平田村                   | 西平田村                       | 西平田村                    | 昭和16年4月1日 酒田市に編入 | 酒田市                        | 酒田市                       | 平成17年11月1日 酒田市 | 酒田市 |
| 田川郡 | 大宮村                  | 大宮村         | 大宮村                     | 大宮村                 | 飽海郡   | 大宮村                          | 西平田村                   | 西平田村                       | 西平田村                    | 昭和16年4月1日 酒田市に編入 | 酒田市                        | 酒田市                       | 平成17年11月1日 酒田市 | 酒田市 |
| 飽海郡 | 鵜渡川原村              | 鵜渡川原村     | 鵜渡川原村                 | 鵜渡川原村             | 飽海郡   | 鵜渡川原村                      | 鵜渡川原村                 | 鵜渡川原村                     | 昭和4年4月1日 酒田町に編入  | 昭和8年4月1日 市制 酒田市   | 酒田市                        | 酒田市                       | 平成17年11月1日 酒田市 | 酒田市 |
| 飽海郡 | 酒田町                  | 一部           | 酒田町                     | 酒田町                 | 飽海郡   | 酒田町                          | 酒田町                     | 酒田町                         | 酒田町                      | 昭和8年4月1日 市制 酒田市   | 酒田市                        | 酒田市                       | 平成17年11月1日 酒田市 | 酒田市 |
| 飽海郡 | 酒田町                  | 一部           | 酒田町                     | 明治9年 浜田村         | 飽海郡   | 浜田村                          | 中平田村                   | 中平田村                       | 中平田村                    | 昭和16年4月1日 酒田市に編入 | 酒田市                        | 酒田市                       | 平成17年11月1日 酒田市 | 酒田市 |
| 飽海郡 | 米屋町                  | 米屋町         | 米屋町                     | 明治9年 浜田村         | 飽海郡   | 浜田村                          | 中平田村                   | 中平田村                       | 中平田村                    | 昭和16年4月1日 酒田市に編入 | 酒田市                        | 酒田市                       | 平成17年11月1日 酒田市 | 酒田市 |
| 飽海郡 | 内町                    | 内町           | 内町                       | 明治9年 浜田村         | 飽海郡   | 浜田村                          | 中平田村                   | 中平田村                       | 中平田村                    | 昭和16年4月1日 酒田市に編入 | 酒田市                        | 酒田市                       | 平成17年11月1日 酒田市 | 酒田市 |
| 飽海郡 | 浜町                    | 浜町           | 浜町                       | 明治9年 浜田村         | 飽海郡   | 浜田村                          | 中平田村                   | 中平田村                       | 中平田村                    | 昭和16年4月1日 酒田市に編入 | 酒田市                        | 酒田市                       | 平成17年11月1日 酒田市 | 酒田市 |
| 飽海郡 | 浜田村                  | 浜田村         | 浜田村                     | 明治9年 浜田村         | 飽海郡   | 浜田村                          | 中平田村                   | 中平田村                       | 中平田村                    | 昭和16年4月1日 酒田市に編入 | 酒田市                        | 酒田市                       | 平成17年11月1日 酒田市 | 酒田市 |
| 飽海郡 | 浜畑村                  | 浜畑村         | 浜畑村                     | 明治9年 浜田村         | 飽海郡   | 浜田村                          | 中平田村                   | 中平田村                       | 中平田村                    | 昭和16年4月1日 酒田市に編入 | 酒田市                        | 酒田市                       | 平成17年11月1日 酒田市 | 酒田市 |
| 飽海郡 | 手蔵田村                | 手蔵田村       | 手蔵田村                   | 明治9年 手蔵田村       | 飽海郡   | 手蔵田村                        | 中平田村                   | 中平田村                       | 中平田村                    | 中平田村                    | 昭和29年12月1日 酒田市に編入  | 酒田市                       | 平成17年11月1日 酒田市 | 酒田市 |
| 飽海郡 | 楯野内新田              | 楯野内新田     | 楯野内新田                 | 明治9年 手蔵田村       | 飽海郡   | 手蔵田村                        | 中平田村                   | 中平田村                       | 中平田村                    | 中平田村                    | 昭和29年12月1日 酒田市に編入  | 酒田市                       | 平成17年11月1日 酒田市 | 酒田市 |
| 飽海郡 | 上小堤村                | 上小堤村       | 上小堤村                   | 明治9年 手蔵田村       | 飽海郡   | 手蔵田村                        | 中平田村                   | 中平田村                       | 中平田村                    | 中平田村                    | 昭和29年12月1日 酒田市に編入  | 酒田市                       | 平成17年11月1日 酒田市 | 酒田市 |
| 飽海郡 | 下小堤村                | 下小堤村       | 下小堤村                   | 明治9年 手蔵田村       | 飽海郡   | 手蔵田村                        | 中平田村                   | 中平田村                       | 中平田村                    | 中平田村                    | 昭和29年12月1日 酒田市に編入  | 酒田市                       | 平成17年11月1日 酒田市 | 酒田市 |
| 飽海郡 | 熊野田村                | 熊野田村       | 熊野田村                   | 熊野田村               | 飽海郡   | 熊野田村                        | 中平田村                   | 中平田村                       | 中平田村                    | 中平田村                    | 昭和29年12月1日 酒田市に編入  | 酒田市                       | 平成17年11月1日 酒田市 | 酒田市 |
| 飽海郡 | 福島村                  | 福島村         | 福島村                     | 明治9年 熊手島村       | 飽海郡   | 熊手島村                        | 中平田村                   | 中平田村                       | 中平田村                    | 中平田村                    | 昭和29年12月1日 酒田市に編入  | 酒田市                       | 平成17年11月1日 酒田市 | 酒田市 |
| 飽海郡 | 熊野田興野村            | 熊野田興野村   | 熊野田興野村               | 明治9年 熊手島村       | 飽海郡   | 熊手島村                        | 中平田村                   | 中平田村                       | 中平田村                    | 中平田村                    | 昭和29年12月1日 酒田市に編入  | 酒田市                       | 平成17年11月1日 酒田市 | 酒田市 |
| 飽海郡 | 手蔵田興野村            | 手蔵田興野村   | 手蔵田興野村               | 明治9年 熊手島村       | 飽海郡   | 熊手島村                        | 中平田村                   | 中平田村                       | 中平田村                    | 中平田村                    | 昭和29年12月1日 酒田市に編入  | 酒田市                       | 平成17年11月1日 酒田市 | 酒田市 |
| 飽海郡 | 大槻新田村              | 大槻新田村     | 大槻新田村                 | 大槻新田村             | 飽海郡   | 大槻新田村                      | 中平田村                   | 中平田村                       | 中平田村                    | 中平田村                    | 昭和29年12月1日 酒田市に編入  | 酒田市                       | 平成17年11月1日 酒田市 | 酒田市 |
| 飽海郡 | 荻島村                  | 荻島村         | 荻島村                     | 荻島村                 | 飽海郡   | 荻島村                          | 中平田村                   | 中平田村                       | 中平田村                    | 中平田村                    | 昭和29年12月1日 酒田市に編入  | 酒田市                       | 平成17年11月1日 酒田市 | 酒田市 |
| 飽海郡 | 本川村                  | 本川村         | 本川村                     | 本川村                 | 飽海郡   | 本川村                          | 中平田村                   | 中平田村                       | 中平田村                    | 中平田村                    | 昭和29年12月1日 酒田市に編入  | 酒田市                       | 平成17年11月1日 酒田市 | 酒田市 |
| 飽海郡 | 茨野新田村              | 茨野新田村     | 茨野新田村                 | 茨野新田村             | 飽海郡   | 茨野新田村                      | 中平田村                   | 中平田村                       | 中平田村                    | 中平田村                    | 昭和29年12月1日 酒田市に編入  | 酒田市                       | 平成17年11月1日 酒田市 | 酒田市 |
| 飽海郡 | 小牧新田村              | 小牧新田村     | 小牧新田村                 | 小牧新田村             | 飽海郡   | 小牧新田村                      | 中平田村                   | 中平田村                       | 中平田村                    | 中平田村                    | 昭和29年12月1日 酒田市に編入  | 酒田市                       | 平成17年11月1日 酒田市 | 酒田市 |
| 飽海郡 | 中野新田村              | 中野新田村     | 中野新田村                 | 中野新田村             | 飽海郡   | 中野新田村                      | 中平田村                   | 中平田村                       | 中平田村                    | 中平田村                    | 昭和29年12月1日 酒田市に編入  | 酒田市                       | 平成17年11月1日 酒田市 | 酒田市 |
| 飽海郡 | 勝保関村                | 勝保関村       | 勝保関村                   | 勝保関村               | 飽海郡   | 勝保関村                        | 中平田村                   | 中平田村                       | 中平田村                    | 中平田村                    | 昭和29年12月1日 酒田市に編入  | 酒田市                       | 平成17年11月1日 酒田市 | 酒田市 |
| 飽海郡 | 土崎村                  | 土崎村         | 土崎村                     | 土崎村                 | 飽海郡   | 土崎村                          | 中平田村                   | 中平田村                       | 中平田村                    | 中平田村                    | 昭和29年12月1日 酒田市に編入  | 酒田市                       | 平成17年11月1日 酒田市 | 酒田市 |
| 飽海郡 | 大多新田村              | 大多新田村     | 大多新田村                 | 大多新田村             | 飽海郡   | 大多新田村                      | 中平田村                   | 中平田村                       | 中平田村                    | 中平田村                    | 昭和29年12月1日 酒田市に編入  | 酒田市                       | 平成17年11月1日 酒田市 | 酒田市 |
| 飽海郡 | 小牧村                  | 小牧村         | 小牧村                     | 小牧村                 | 飽海郡   | 小牧村                          | 中平田村                   | 中平田村                       | 中平田村                    | 中平田村                    | 昭和29年12月1日 酒田市に編入  | 酒田市                       | 平成17年11月1日 酒田市 | 酒田市 |
| 飽海郡 | 大野新田村              | 大野新田村     | 大野新田村                 | 大野新田村             | 飽海郡   | 大野新田村                      | 中平田村                   | 中平田村                       | 中平田村                    | 中平田村                    | 昭和29年12月1日 酒田市に編入  | 酒田市                       | 平成17年11月1日 酒田市 | 酒田市 |
| 飽海郡 | 古荒新田村              | 古荒新田村     | 古荒新田村                 | 古荒新田村             | 飽海郡   | 古荒新田村                      | 中平田村                   | 中平田村                       | 中平田村                    | 中平田村                    | 昭和29年12月1日 酒田市に編入  | 酒田市                       | 平成17年11月1日 酒田市 | 酒田市 |
| 飽海郡 | 上漆曽根村              | 上漆曽根村     | 上漆曽根村                 | 明治9年 漆曽根村       | 飽海郡   | 漆曽根村                        | 北平田村                   | 北平田村                       | 北平田村                    | 北平田村                    | 昭和29年12月1日 酒田市に編入  | 酒田市                       | 平成17年11月1日 酒田市 | 酒田市 |
| 飽海郡 | 中漆曽根村              | 中漆曽根村     | 中漆曽根村                 | 明治9年 漆曽根村       | 飽海郡   | 漆曽根村                        | 北平田村                   | 北平田村                       | 北平田村                    | 北平田村                    | 昭和29年12月1日 酒田市に編入  | 酒田市                       | 平成17年11月1日 酒田市 | 酒田市 |
| 飽海郡 | 下漆曽根村              | 下漆曽根村     | 下漆曽根村                 | 明治9年 漆曽根村       | 飽海郡   | 漆曽根村                        | 北平田村                   | 北平田村                       | 北平田村                    | 北平田村                    | 昭和29年12月1日 酒田市に編入  | 酒田市                       | 平成17年11月1日 酒田市 | 酒田市 |
| 飽海郡 | 町屋村                  | 町屋村         | 町屋村                     | 明治9年 漆曽根村       | 飽海郡   | 漆曽根村                        | 北平田村                   | 北平田村                       | 北平田村                    | 北平田村                    | 昭和29年12月1日 酒田市に編入  | 酒田市                       | 平成17年11月1日 酒田市 | 酒田市 |
| 飽海郡 | 新青渡村                | 新青渡村       | 新青渡村                   | 明治9年 新青渡村       | 飽海郡   | 新青渡村                        | 北平田村                   | 北平田村                       | 北平田村                    | 北平田村                    | 昭和29年12月1日 酒田市に編入  | 酒田市                       | 平成17年11月1日 酒田市 | 酒田市 |
| 飽海郡 | 南興野村                | 南興野村       | 南興野村                   | 明治9年 新青渡村       | 飽海郡   | 新青渡村                        | 北平田村                   | 北平田村                       | 北平田村                    | 北平田村                    | 昭和29年12月1日 酒田市に編入  | 酒田市                       | 平成17年11月1日 酒田市 | 酒田市 |
| 飽海郡 | 久保田村                | 久保田村       | 久保田村                   | 久保田村               | 飽海郡   | 久保田村                        | 北平田村                   | 北平田村                       | 北平田村                    | 北平田村                    | 昭和29年12月1日 酒田市に編入  | 酒田市                       | 平成17年11月1日 酒田市 | 酒田市 |
| 飽海郡 | 曽根田村                | 曽根田村       | 曽根田村                   | 曽根田村               | 飽海郡   | 曽根田村                        | 北平田村                   | 北平田村                       | 北平田村                    | 北平田村                    | 昭和29年12月1日 酒田市に編入  | 酒田市                       | 平成17年11月1日 酒田市 | 酒田市 |
| 飽海郡 | 古青渡村                | 古青渡村       | 古青渡村                   | 古青渡村               | 飽海郡   | 古青渡村                        | 北平田村                   | 北平田村                       | 北平田村                    | 北平田村                    | 昭和29年12月1日 酒田市に編入  | 酒田市                       | 平成17年11月1日 酒田市 | 酒田市 |
| 飽海郡 | 円能寺村                | 円能寺村       | 円能寺村                   | 明治9年 円能寺村       | 飽海郡   | 円能寺村                        | 北平田村                   | 北平田村                       | 北平田村                    | 北平田村                    | 昭和29年12月1日 酒田市に編入  | 酒田市                       | 平成17年11月1日 酒田市 | 酒田市 |
| 飽海郡 | 中興野村                | 中興野村       | 中興野村                   | 明治9年 円能寺村       | 飽海郡   | 円能寺村                        | 北平田村                   | 北平田村                       | 北平田村                    | 北平田村                    | 昭和29年12月1日 酒田市に編入  | 酒田市                       | 平成17年11月1日 酒田市 | 酒田市 |
| 飽海郡 | 布目村                  | 布目村         | 布目村                     | 布目村                 | 飽海郡   | 布目村                          | 北平田村                   | 北平田村                       | 北平田村                    | 北平田村                    | 昭和29年12月1日 酒田市に編入  | 酒田市                       | 平成17年11月1日 酒田市 | 酒田市 |
| 飽海郡 | 上興野村                | 上興野村       | 上興野村                   | 上興野村               | 飽海郡   | 上興野村                        | 北平田村                   | 北平田村                       | 北平田村                    | 北平田村                    | 昭和29年12月1日 酒田市に編入  | 酒田市                       | 平成17年11月1日 酒田市 | 酒田市 |
| 飽海郡 | 中野曽根村              | 中野曽根村     | 中野曽根村                 | 中野曽根村             | 飽海郡   | 中野曽根村                      | 北平田村                   | 北平田村                       | 北平田村                    | 北平田村                    | 昭和29年12月1日 酒田市に編入  | 酒田市                       | 平成17年11月1日 酒田市 | 酒田市 |
| 飽海郡 | 牧曽根村                | 牧曽根村       | 牧曽根村                   | 牧曽根村               | 飽海郡   | 牧曽根村                        | 北平田村                   | 北平田村                       | 北平田村                    | 北平田村                    | 昭和29年12月1日 酒田市に編入  | 酒田市                       | 平成17年11月1日 酒田市 | 酒田市 |
| 飽海郡 | 大石村                  | 大石村         | 明治初年 大石村            | 大石村                 | 飽海郡   | 大石村                          | 東平田村                   | 東平田村                       | 東平田村                    | 東平田村                    | 昭和29年12月1日 酒田市に編入  | 酒田市                       | 平成17年11月1日 酒田市 | 酒田市 |
| 飽海郡 | 矢流川村                |                | 明治初年 大石村            | 大石村                 | 飽海郡   | 大石村                          | 東平田村                   | 東平田村                       | 東平田村                    | 東平田村                    | 昭和29年12月1日 酒田市に編入  | 酒田市                       | 平成17年11月1日 酒田市 | 酒田市 |
| 飽海郡 | 滝野沢村                |                | 明治初年 大石村            | 大石村                 | 飽海郡   | 大石村                          | 東平田村                   | 東平田村                       | 東平田村                    | 東平田村                    | 昭和29年12月1日 酒田市に編入  | 酒田市                       | 平成17年11月1日 酒田市 | 酒田市 |
| 飽海郡 | 大平村                  |                | 明治初年 大石村            | 大石村                 | 飽海郡   | 大石村                          | 東平田村                   | 東平田村                       | 東平田村                    | 東平田村                    | 昭和29年12月1日 酒田市に編入  | 酒田市                       | 平成17年11月1日 酒田市 | 酒田市 |
| 飽海郡 | 寺内村                  | 寺内村         | 寺内村                     | 明治9年 北沢村         | 飽海郡   | 北沢村                          | 東平田村                   | 東平田村                       | 東平田村                    | 東平田村                    | 昭和29年12月1日 酒田市に編入  | 酒田市                       | 平成17年11月1日 酒田市 | 酒田市 |
| 飽海郡 | 北境村                  | 北境村         | 北境村                     | 明治9年 北沢村         | 飽海郡   | 北沢村                          | 東平田村                   | 東平田村                       | 東平田村                    | 東平田村                    | 昭和29年12月1日 酒田市に編入  | 酒田市                       | 平成17年11月1日 酒田市 | 酒田市 |
| 飽海郡 | 金生沢村                | 金生沢村       | 金生沢村                   | 明治9年 北沢村         | 飽海郡   | 北沢村                          | 東平田村                   | 東平田村                       | 東平田村                    | 東平田村                    | 昭和29年12月1日 酒田市に編入  | 酒田市                       | 平成17年11月1日 酒田市 | 酒田市 |
| 飽海郡 | 関村                    | 関村           | 関村                       | 関村                   | 飽海郡   | 関村                            | 東平田村                   | 東平田村                       | 東平田村                    | 東平田村                    | 昭和29年12月1日 酒田市に編入  | 酒田市                       | 平成17年11月1日 酒田市 | 酒田市 |
| 飽海郡 | 横代村                  | 横代村         | 横代村                     | 横代村                 | 飽海郡   | 横代村                          | 東平田村                   | 東平田村                       | 東平田村                    | 東平田村                    | 昭和29年12月1日 酒田市に編入  | 酒田市                       | 平成17年11月1日 酒田市 | 酒田市 |
| 飽海郡 | 境興野村                | 境興野村       | 境興野村                   | 境興野村               | 飽海郡   | 境興野村                        | 東平田村                   | 東平田村                       | 東平田村                    | 東平田村                    | 昭和29年12月1日 酒田市に編入  | 酒田市                       | 平成17年11月1日 酒田市 | 酒田市 |
| 飽海郡 | 南吉田村                | 南吉田村       | 南吉田村                   | 明治9年 吉田村         | 飽海郡   | 吉田村                          | 上田村                     | 上田村                         | 上田村                      | 上田村                      | 昭和29年12月1日 酒田市に編入  | 酒田市                       | 平成17年11月1日 酒田市 | 酒田市 |
| 飽海郡 | 上野曽根村              | 上野曽根村     | 上野曽根村                 | 明治9年 吉田村         | 飽海郡   | 明治14年3月17日 分立 上野曽根村 | 上田村                     | 上田村                         | 上田村                      | 上田村                      | 昭和29年12月1日 酒田市に編入  | 酒田市                       | 平成17年11月1日 酒田市 | 酒田市 |
| 飽海郡 | 鶴田村                  | 鶴田村         | 鶴田村                     | 明治9年 吉田村         | 飽海郡   | 明治14年3月17日 分立 鶴田村     | 上田村                     | 上田村                         | 上田村                      | 上田村                      | 昭和29年12月1日 酒田市に編入  | 酒田市                       | 平成17年11月1日 酒田市 | 酒田市 |
| 飽海郡 | 吉田新田村              | 吉田新田村     | 吉田新田村                 | 吉田新田村             | 飽海郡   | 吉田新田村                      | 上田村                     | 上田村                         | 上田村                      | 上田村                      | 昭和29年12月1日 酒田市に編入  | 酒田市                       | 平成17年11月1日 酒田市 | 酒田市 |
| 飽海郡 | 安田興野村              | 安田興野村     | 安田興野村                 | 明治9年 安田村         | 飽海郡   | 安田村                          | 上田村                     | 上田村                         | 上田村                      | 上田村                      | 昭和29年12月1日 酒田市に編入  | 酒田市                       | 平成17年11月1日 酒田市 | 酒田市 |
| 飽海郡 | 地蔵寺村                | 地蔵寺村       | 地蔵寺村                   | 明治9年 安田村         | 飽海郡   | 安田村                          | 上田村                     | 上田村                         | 上田村                      | 上田村                      | 昭和29年12月1日 酒田市に編入  | 酒田市                       | 平成17年11月1日 酒田市 | 酒田市 |
| 飽海郡 | 下安田村                | 下安田村       | 下安田村                   | 明治9年 安田村         | 飽海郡   | 安田村                          | 上田村                     | 上田村                         | 上田村                      | 上田村                      | 昭和29年12月1日 酒田市に編入  | 酒田市                       | 平成17年11月1日 酒田市 | 酒田市 |
| 飽海郡 | 古川村                  | 古川村         | 古川村                     | 明治9年 苅穂村         | 飽海郡   | 苅穂村                          | 上田村                     | 上田村                         | 上田村                      | 上田村                      | 昭和29年12月1日 酒田市に編入  | 酒田市                       | 平成17年11月1日 酒田市 | 酒田市 |
| 飽海郡 | 上安田村                | 上安田村       | 上安田村                   | 明治9年 苅穂村         | 飽海郡   | 苅穂村                          | 上田村                     | 上田村                         | 上田村                      | 上田村                      | 昭和29年12月1日 酒田市に編入  | 酒田市                       | 平成17年11月1日 酒田市 | 酒田市 |
| 飽海郡 | 本楯村                  | 本楯村         | 本楯村                     | 明治9年 本楯村         | 飽海郡   | 本楯村                          | 本楯村                     | 本楯村                         | 本楯村                      | 本楯村                      | 昭和29年12月1日 酒田市に編入  | 酒田市                       | 平成17年11月1日 酒田市 | 酒田市 |
| 飽海郡 | 荒田目村                | 荒田目村       | 荒田目村                   | 明治9年 本楯村         | 飽海郡   | 本楯村                          | 本楯村                     | 本楯村                         | 本楯村                      | 本楯村                      | 昭和29年12月1日 酒田市に編入  | 酒田市                       | 平成17年11月1日 酒田市 | 酒田市 |
| 飽海郡 | 勝竜寺村                | 勝竜寺村       | 勝竜寺村                   | 明治9年 庭田村         | 飽海郡   | 庭田村                          | 本楯村                     | 本楯村                         | 本楯村                      | 本楯村                      | 昭和29年12月1日 酒田市に編入  | 酒田市                       | 平成17年11月1日 酒田市 | 酒田市 |
| 飽海郡 | 市野坪村                | 市野坪村       | 市野坪村                   | 明治9年 庭田村         | 飽海郡   | 庭田村                          | 本楯村                     | 本楯村                         | 本楯村                      | 本楯村                      | 昭和29年12月1日 酒田市に編入  | 酒田市                       | 平成17年11月1日 酒田市 | 酒田市 |
| 飽海郡 | 福升村                  | 福升村         | 福升村                     | 明治9年 豊原村         | 飽海郡   | 豊原村                          | 本楯村                     | 本楯村                         | 本楯村                      | 本楯村                      | 昭和29年12月1日 酒田市に編入  | 酒田市                       | 平成17年11月1日 酒田市 | 酒田市 |
| 飽海郡 | 二ツ柳村                | 二ツ柳村       | 二ツ柳村                   | 明治9年 豊原村         | 飽海郡   | 豊原村                          | 本楯村                     | 本楯村                         | 本楯村                      | 本楯村                      | 昭和29年12月1日 酒田市に編入  | 酒田市                       | 平成17年11月1日 酒田市 | 酒田市 |
| 飽海郡 | 宮形村                  | 宮形村         | 宮形村                     | 明治9年 城輪村         | 飽海郡   | 城輪村                          | 本楯村                     | 本楯村                         | 本楯村                      | 本楯村                      | 昭和29年12月1日 酒田市に編入  | 酒田市                       | 平成17年11月1日 酒田市 | 酒田市 |
| 飽海郡 | 木之内村                | 木之内村       | 木之内村                   | 明治9年 城輪村         | 飽海郡   | 城輪村                          | 本楯村                     | 本楯村                         | 本楯村                      | 本楯村                      | 昭和29年12月1日 酒田市に編入  | 酒田市                       | 平成17年11月1日 酒田市 | 酒田市 |
| 飽海郡 | 星川興野村              | 星川興野村     | 星川興野村                 | 明治9年 城輪村         | 飽海郡   | 城輪村                          | 本楯村                     | 本楯村                         | 本楯村                      | 本楯村                      | 昭和29年12月1日 酒田市に編入  | 酒田市                       | 平成17年11月1日 酒田市 | 酒田市 |
| 飽海郡 | 中川村                  | 中川村         | 中川村                     | 明治9年 豊川村         | 飽海郡   | 豊川村                          | 本楯村                     | 本楯村                         | 本楯村                      | 本楯村                      | 昭和29年12月1日 酒田市に編入  | 酒田市                       | 平成17年11月1日 酒田市 | 酒田市 |
| 飽海郡 | 苅屋村                  | 苅屋村         | 苅屋村                     | 明治9年 豊川村         | 飽海郡   | 豊川村                          | 本楯村                     | 本楯村                         | 本楯村                      | 本楯村                      | 昭和29年12月1日 酒田市に編入  | 酒田市                       | 平成17年11月1日 酒田市 | 酒田市 |
| 飽海郡 | 明成寺村                | 明成寺村       | 明成寺村                   | 明治9年 豊川村         | 飽海郡   | 豊川村                          | 本楯村                     | 本楯村                         | 本楯村                      | 本楯村                      | 昭和29年12月1日 酒田市に編入  | 酒田市                       | 平成17年11月1日 酒田市 | 酒田市 |
| 飽海郡 | 若王子村                | 若王子村       | 若王子村                   | 明治9年 豊川村         | 飽海郡   | 豊川村                          | 本楯村                     | 本楯村                         | 本楯村                      | 本楯村                      | 昭和29年12月1日 酒田市に編入  | 酒田市                       | 平成17年11月1日 酒田市 | 酒田市 |
| 飽海郡 | 館内村                  | 館内村         | 館内村                     | 明治9年 豊川村         | 飽海郡   | 豊川村                          | 本楯村                     | 本楯村                         | 本楯村                      | 本楯村                      | 昭和29年12月1日 酒田市に編入  | 酒田市                       | 平成17年11月1日 酒田市 | 酒田市 |
| 飽海郡 | 三ツ橋村                | 三ツ橋村       | 三ツ橋村                   | 明治9年 大豊田村       | 飽海郡   | 大豊田村                        | 本楯村                     | 本楯村                         | 本楯村                      | 本楯村                      | 昭和29年12月1日 酒田市に編入  | 酒田市                       | 平成17年11月1日 酒田市 | 酒田市 |
| 飽海郡 | 上星川村                | 上星川村       | 上星川村                   | 明治9年 大豊田村       | 飽海郡   | 大豊田村                        | 本楯村                     | 本楯村                         | 本楯村                      | 本楯村                      | 昭和29年12月1日 酒田市に編入  | 酒田市                       | 平成17年11月1日 酒田市 | 酒田市 |
| 飽海郡 | 中星川村                | 中星川村       | 中星川村                   | 明治9年 大豊田村       | 飽海郡   | 大豊田村                        | 本楯村                     | 本楯村                         | 本楯村                      | 本楯村                      | 昭和29年12月1日 酒田市に編入  | 酒田市                       | 平成17年11月1日 酒田市 | 酒田市 |
| 飽海郡 | 下星川村                | 下星川村       | 下星川村                   | 明治9年 大豊田村       | 飽海郡   | 大豊田村                        | 本楯村                     | 本楯村                         | 本楯村                      | 本楯村                      | 昭和29年12月1日 酒田市に編入  | 酒田市                       | 平成17年11月1日 酒田市 | 酒田市 |
| 飽海郡 | 中吉田村                | 中吉田村       | 中吉田村                   | 明治9年 保岡村         | 飽海郡   | 保岡村                          | 本楯村                     | 本楯村                         | 本楯村                      | 本楯村                      | 昭和29年12月1日 酒田市に編入  | 酒田市                       | 平成17年11月1日 酒田市 | 酒田市 |
| 飽海郡 | 北吉田村                | 北吉田村       | 北吉田村                   | 明治9年 保岡村         | 飽海郡   | 保岡村                          | 本楯村                     | 本楯村                         | 本楯村                      | 本楯村                      | 昭和29年12月1日 酒田市に編入  | 酒田市                       | 平成17年11月1日 酒田市 | 酒田市 |
| 飽海郡 | 越橋村                  | 越橋村         | 越橋村                     | 明治9年 保岡村         | 飽海郡   | 保岡村                          | 本楯村                     | 本楯村                         | 本楯村                      | 本楯村                      | 昭和29年12月1日 酒田市に編入  | 酒田市                       | 平成17年11月1日 酒田市 | 酒田市 |
| 飽海郡 | 高田新田村              | 高田新田村     | 高田新田村                 | 明治9年 保岡村         | 飽海郡   | 保岡村                          | 本楯村                     | 本楯村                         | 本楯村                      | 本楯村                      | 昭和29年12月1日 酒田市に編入  | 酒田市                       | 平成17年11月1日 酒田市 | 酒田市 |
| 飽海郡 | 京屋新田村              | 京屋新田村     | 京屋新田村                 | 明治9年 保岡村         | 飽海郡   | 保岡村                          | 本楯村                     | 本楯村                         | 本楯村                      | 本楯村                      | 昭和29年12月1日 酒田市に編入  | 酒田市                       | 平成17年11月1日 酒田市 | 酒田市 |
| 飽海郡 | 今泉村                  | 今泉村         | 今泉村                     | 明治9年 千代田村       | 飽海郡   | 千代田村                        | 南遊佐村                   | 南遊佐村                       | 南遊佐村                    | 南遊佐村                    | 昭和29年12月1日 酒田市に編入  | 酒田市                       | 平成17年11月1日 酒田市 | 酒田市 |
| 飽海郡 | 外野村                  | 外野村         | 外野村                     | 明治9年 千代田村       | 飽海郡   | 千代田村                        | 南遊佐村                   | 南遊佐村                       | 南遊佐村                    | 南遊佐村                    | 昭和29年12月1日 酒田市に編入  | 酒田市                       | 平成17年11月1日 酒田市 | 酒田市 |
| 飽海郡 | 宮野内村                | 宮野内村       | 宮野内村                   | 明治9年 宮内村         | 飽海郡   | 宮内村                          | 南遊佐村                   | 南遊佐村                       | 南遊佐村                    | 南遊佐村                    | 昭和29年12月1日 酒田市に編入  | 酒田市                       | 平成17年11月1日 酒田市 | 酒田市 |
| 飽海郡 | 宮野内新田村            | 宮野内新田村   | 宮野内新田村               | 明治9年 宮内村         | 飽海郡   | 宮内村                          | 南遊佐村                   | 南遊佐村                       | 南遊佐村                    | 南遊佐村                    | 昭和29年12月1日 酒田市に編入  | 酒田市                       | 平成17年11月1日 酒田市 | 酒田市 |
| 飽海郡 | 中島村                  | 中島村         | 中島村                     | 明治9年 米島村         | 飽海郡   | 米島村                          | 南遊佐村                   | 南遊佐村                       | 南遊佐村                    | 南遊佐村                    | 昭和29年12月1日 酒田市に編入  | 酒田市                       | 平成17年11月1日 酒田市 | 酒田市 |
| 飽海郡 | 興休村                  | 興休村         | 興休村                     | 明治9年 米島村         | 飽海郡   | 米島村                          | 南遊佐村                   | 南遊佐村                       | 南遊佐村                    | 南遊佐村                    | 昭和29年12月1日 酒田市に編入  | 酒田市                       | 平成17年11月1日 酒田市 | 酒田市 |
| 田川郡 | 黒森村                  | 黒森村         | 黒森村                     | 黒森村                 | 西田川郡 | 黒森村                          | 袖浦村                     | 袖浦村                         | 袖浦村                      | 袖浦村                      | 昭和29年12月1日 酒田市に編入  | 酒田市                       | 平成17年11月1日 酒田市 | 酒田市 |
| 田川郡 | 坂野辺新田村            | 坂野辺新田村   | 坂野辺新田村               | 坂野辺新田村           | 西田川郡 | 坂野辺新田村                    | 袖浦村                     | 袖浦村                         | 袖浦村                      | 袖浦村                      | 昭和29年12月1日 酒田市に編入  | 酒田市                       | 平成17年11月1日 酒田市 | 酒田市 |
| 田川郡 | 十里塚村                | 十里塚村       | 十里塚村                   | 十里塚村               | 西田川郡 | 十里塚村                        | 袖浦村                     | 袖浦村                         | 袖浦村                      | 袖浦村                      | 昭和29年12月1日 酒田市に編入  | 酒田市                       | 平成17年11月1日 酒田市 | 酒田市 |
| 田川郡 | 宮野浦村                | 宮野浦村       | 宮野浦村                   | 宮野浦村               | 西田川郡 | 宮野浦村                        | 袖浦村                     | 袖浦村                         | 袖浦村                      | 袖浦村                      | 昭和29年12月1日 酒田市に編入  | 酒田市                       | 平成17年11月1日 酒田市 | 酒田市 |
| 田川郡 | 浜中村                  | 浜中村         | 浜中村                     | 浜中村                 | 西田川郡 | 浜中村                          | 袖浦村                     | 袖浦村                         | 袖浦村                      | 袖浦村                      | 昭和29年12月1日 酒田市に編入  | 酒田市                       | 平成17年11月1日 酒田市 | 酒田市 |
| 田川郡 | 広岡新田村              | 広岡新田村     | 広岡新田村                 | 広岡新田村             | 西田川郡 | 広岡新田村                      | 袖浦村                     | 袖浦村                         | 袖浦村                      | 袖浦村                      | 昭和29年12月1日 酒田市に編入  | 酒田市                       | 平成17年11月1日 酒田市 | 酒田市 |
| 田川郡 | 広野新田村              | 広野新田村     | 広野新田村                 | 明治9年 広野新田村     | 東田川郡 | 広野新田村                      | 広野村                     | 広野村                         | 広野村                      | 広野村                      | 昭和29年12月1日 酒田市に編入  | 酒田市                       | 平成17年11月1日 酒田市 | 酒田市 |
| 田川郡 | 奥井新田村              | 奥井新田村     | 奥井新田村                 | 明治9年 広野新田村     | 東田川郡 | 広野新田村                      | 広野村                     | 広野村                         | 広野村                      | 広野村                      | 昭和29年12月1日 酒田市に編入  | 酒田市                       | 平成17年11月1日 酒田市 | 酒田市 |
| 田川郡 | 興屋村                  | 興屋村         | 興屋村                     | 明治9年 広野新田村     | 東田川郡 | 広野新田村                      | 広野村                     | 広野村                         | 広野村                      | 広野村                      | 昭和29年12月1日 酒田市に編入  | 酒田市                       | 平成17年11月1日 酒田市 | 酒田市 |
| 田川郡 | 大渕村                  | 大渕村         | 大渕村                     | 大渕村                 | 東田川郡 | 大渕村                          | 広野村                     | 広野村                         | 広野村                      | 広野村                      | 昭和29年12月1日 酒田市に編入  | 酒田市                       | 平成17年11月1日 酒田市 | 酒田市 |
| 田川郡 | 福岡村                  | 福岡村         | 福岡村                     | 福岡村                 | 東田川郡 | 福岡村                          | 広野村                     | 広野村                         | 広野村                      | 広野村                      | 昭和29年12月1日 酒田市に編入  | 酒田市                       | 平成17年11月1日 酒田市 | 酒田市 |
| 田川郡 | 丸沼村                  | 丸沼村         | 丸沼村                     | 丸沼村                 | 東田川郡 | 丸沼村                          | 新堀村                     | 新堀村                         | 新堀村                      | 新堀村                      | 昭和29年12月1日 酒田市に編入  | 酒田市                       | 平成17年11月1日 酒田市 | 酒田市 |
| 田川郡 | 新堀村                  | 新堀村         | 新堀村                     | 新堀村                 | 東田川郡 | 新堀村                          | 新堀村                     | 新堀村                         | 新堀村                      | 新堀村                      | 昭和29年12月1日 酒田市に編入  | 酒田市                       | 平成17年11月1日 酒田市 | 酒田市 |
| 田川郡 | 落野目村                | 落野目村       | 落野目村                   | 落野目村               | 東田川郡 | 落野目村                        | 新堀村                     | 新堀村                         | 新堀村                      | 新堀村                      | 昭和29年12月1日 酒田市に編入  | 酒田市                       | 平成17年11月1日 酒田市 | 酒田市 |
| 田川郡 | 板戸村                  | 板戸村         | 板戸村                     | 板戸村                 | 東田川郡 | 板戸村                          | 新堀村                     | 新堀村                         | 新堀村                      | 新堀村                      | 昭和29年12月1日 酒田市に編入  | 酒田市                       | 平成17年11月1日 酒田市 | 酒田市 |
| 田川郡 | 木川村                  | 木川村         | 木川村                     | 木川村                 | 東田川郡 | 木川村                          | 新堀村                     | 新堀村                         | 新堀村                      | 新堀村                      | 昭和29年12月1日 酒田市に編入  | 酒田市                       | 平成17年11月1日 酒田市 | 酒田市 |
| 田川郡 | 局村                    | 局村           | 局村                       | 局村                   | 東田川郡 | 局村                            | 新堀村                     | 新堀村                         | 新堀村                      | 新堀村                      | 昭和29年12月1日 酒田市に編入  | 酒田市                       | 平成17年11月1日 酒田市 | 酒田市 |
| 田川郡 | 門田村                  | 門田村         | 門田村                     | 明治9年 門田村         | 東田川郡 | 門田村                          | 新堀村                     | 新堀村                         | 新堀村                      | 新堀村                      | 昭和29年12月1日 酒田市に編入  | 酒田市                       | 平成17年11月1日 酒田市 | 酒田市 |
| 田川郡 | 久田村                  | 久田村         | 久田村                     | 明治9年 門田村         | 東田川郡 | 門田村                          | 栄村                       | 栄村                           | 栄村                        | 栄村                        | 昭和29年12月1日 余目町        | 余目町                       | 平成17年7月1日 庄内町  | 庄内町 |
| 田川郡 | 杉浦村                  | 杉浦村         | 杉浦村                     | 杉浦村                 | 東田川郡 | 杉浦村                          | 栄村                       | 栄村                           | 栄村                        | 栄村                        | 昭和29年12月1日 余目町        | 余目町                       | 平成17年7月1日 庄内町  | 庄内町 |
| 田川郡 | 高田麦村                | 高田麦村       | 高田麦村                   | 高田麦村               | 東田川郡 | 高田麦村                        | 栄村                       | 栄村                           | 栄村                        | 栄村                        | 昭和29年12月1日 余目町        | 余目町                       | 平成17年7月1日 庄内町  | 庄内町 |
| 田川郡 | 関根村                  | 関根村         | 関根村                     | 明治9年 家根合村       | 東田川郡 | 家根合村                        | 栄村                       | 栄村                           | 栄村                        | 栄村                        | 昭和29年12月1日 余目町        | 余目町                       | 平成17年7月1日 庄内町  | 庄内町 |
| 田川郡 | 落合村                  | 落合村         | 落合村                     | 明治9年 家根合村       | 東田川郡 | 家根合村                        | 栄村                       | 栄村                           | 栄村                        | 栄村                        | 昭和29年12月1日 余目町        | 余目町                       | 平成17年7月1日 庄内町  | 庄内町 |
| 田川郡 | 家居新田村              | 家居新田村     | 家居新田村                 | 明治9年 家根合村       | 東田川郡 | 家根合村                        | 栄村                       | 栄村                           | 栄村                        | 栄村                        | 昭和29年12月1日 余目町        | 余目町                       | 平成17年7月1日 庄内町  | 庄内町 |
| 田川郡 | 宮曽根村                | 宮曽根村       | 宮曽根村                   | 宮曽根村               | 東田川郡 | 宮曽根村                        | 栄村                       | 栄村                           | 栄村                        | 栄村                        | 昭和29年12月1日 余目町        | 余目町                       | 平成17年7月1日 庄内町  | 庄内町 |
| 田川郡 | 深川村                  | 深川村         | 深川村                     | 深川村                 | 東田川郡 | 深川村                          | 栄村                       | 栄村                           | 栄村                        | 栄村                        | 昭和29年12月1日 余目町        | 余目町                       | 平成17年7月1日 庄内町  | 庄内町 |
| 田川郡 | 西野村                  | 西野村         | 西野村                     | 西野村                 | 東田川郡 | 西野村                          | 栄村                       | 栄村                           | 栄村                        | 栄村                        | 昭和29年12月1日 余目町        | 余目町                       | 平成17年7月1日 庄内町  | 庄内町 |
| 田川郡 | 町村                    | 町村           | 町村                       | 明治9年 余目村         | 東田川郡 | 余目村                          | 余目村                     | 大正7年5月5日 町制 余目町      | 余目町                      | 余目町                      | 昭和29年12月1日 余目町        | 余目町                       | 平成17年7月1日 庄内町  | 庄内町 |
| 田川郡 | 興野村                  | 興野村         | 興野村                     | 明治9年 余目村         | 東田川郡 | 余目村                          | 余目村                     | 大正7年5月5日 町制 余目町      | 余目町                      | 余目町                      | 昭和29年12月1日 余目町        | 余目町                       | 平成17年7月1日 庄内町  | 庄内町 |
| 田川郡 | 南口村                  | 南口村         | 南口村                     | 明治9年 余目村         | 東田川郡 | 余目村                          | 余目村                     | 大正7年5月5日 町制 余目町      | 余目町                      | 余目町                      | 昭和29年12月1日 余目町        | 余目町                       | 平成17年7月1日 庄内町  | 庄内町 |
| 田川郡 | 朝丸村                  | 朝丸村         | 朝丸村                     | 明治9年 余目村         | 東田川郡 | 余目村                          | 余目村                     | 大正7年5月5日 町制 余目町      | 余目町                      | 余目町                      | 昭和29年12月1日 余目町        | 余目町                       | 平成17年7月1日 庄内町  | 庄内町 |
| 田川郡 | 廿六木村                | 廿六木村       | 廿六木村                   | 廿六木村               | 東田川郡 | 廿六木村                        | 余目村                     | 大正7年5月5日 町制 余目町      | 余目町                      | 余目町                      | 昭和29年12月1日 余目町        | 余目町                       | 平成17年7月1日 庄内町  | 庄内町 |
| 田川郡 | 槇島村                  | 槇島村         | 槇島村                     | 槇島村                 | 東田川郡 | 槇島村                          | 余目村                     | 大正7年5月5日 町制 余目町      | 余目町                      | 余目町                      | 昭和29年12月1日 余目町        | 余目町                       | 平成17年7月1日 庄内町  | 庄内町 |
| 田川郡 | 千河原村                | 千河原村       | 千河原村                   | 千河原村               | 東田川郡 | 千河原村                        | 余目村                     | 大正7年5月5日 町制 余目町      | 余目町                      | 余目町                      | 昭和29年12月1日 余目町        | 余目町                       | 平成17年7月1日 庄内町  | 庄内町 |
| 田川郡 | 平岡村                  | 平岡村         | 平岡村                     | 平岡村                 | 東田川郡 | 平岡村                          | 余目村                     | 大正7年5月5日 町制 余目町      | 余目町                      | 余目町                      | 昭和29年12月1日 余目町        | 余目町                       | 平成17年7月1日 庄内町  | 庄内町 |
| 田川郡 | 榎木村                  | 榎木村         | 榎木村                     | 榎木村                 | 東田川郡 | 榎木村                          | 余目村                     | 大正7年5月5日 町制 余目町      | 余目町                      | 余目町                      | 昭和29年12月1日 余目町        | 余目町                       | 平成17年7月1日 庄内町  | 庄内町 |
| 田川郡 | 跡村                    | 跡村           | 跡村                       | 跡村                   | 東田川郡 | 跡村                            | 余目村                     | 大正7年5月5日 町制 余目町      | 余目町                      | 余目町                      | 昭和29年12月1日 余目町        | 余目町                       | 平成17年7月1日 庄内町  | 庄内町 |
| 田川郡 | 提興屋村                | 提興屋村       | 提興屋村                   | 明治9年 田川郡提興屋村 | 東田川郡 | 提興屋村                        | 余目村                     | 大正7年5月5日 町制 余目町      | 余目町                      | 余目町                      | 昭和29年12月1日 余目町        | 余目町                       | 平成17年7月1日 庄内町  | 庄内町 |
| 飽海郡 | 田尻村                  | 田尻村         | 田尻村                     | 明治9年 田川郡提興屋村 | 東田川郡 | 提興屋村                        | 余目村                     | 大正7年5月5日 町制 余目町      | 余目町                      | 余目町                      | 昭和29年12月1日 余目町        | 余目町                       | 平成17年7月1日 庄内町  | 庄内町 |
| 飽海郡 | 小出新田村              | 小出新田村     | 小出新田村                 | 明治9年 小出新田村     | 飽海郡   | 小出新田村                      | 田川郡 大和村              | 大和村                         | 大和村                      | 大和村                      | 昭和29年12月1日 余目町        | 余目町                       | 平成17年7月1日 庄内町  | 庄内町 |
| 飽海郡 | した新田村              | した新田村     | した新田村                 | 明治9年 小出新田村     | 飽海郡   | 小出新田村                      | 田川郡 大和村              | 大和村                         | 大和村                      | 大和村                      | 昭和29年12月1日 余目町        | 余目町                       | 平成17年7月1日 庄内町  | 庄内町 |
| 飽海郡 | 正次郎新田村            | 正次郎新田村   | 正次郎新田村               | 明治9年 小出新田村     | 飽海郡   | 小出新田村                      | 田川郡 大和村              | 大和村                         | 大和村                      | 大和村                      | 昭和29年12月1日 余目町        | 余目町                       | 平成17年7月1日 庄内町  | 庄内町 |
| 飽海郡 | 堤新田村                | 堤新田村       | 堤新田村                   | 堤新田村               | 飽海郡   | 堤新田村                        | 田川郡 大和村              | 大和村                         | 大和村                      | 大和村                      | 昭和29年12月1日 余目町        | 余目町                       | 平成17年7月1日 庄内町  | 庄内町 |
| 田川郡 | 古関村                  | 古関村         | 古関村                     | 古関村                 | 東田川郡 | 古関村                          | 田川郡 大和村              | 大和村                         | 大和村                      | 大和村                      | 昭和29年12月1日 余目町        | 余目町                       | 平成17年7月1日 庄内町  | 庄内町 |
| 田川郡 | 沢新田村                | 沢新田村       | 沢新田村                   | 沢新田村               | 東田川郡 | 沢新田村                        | 田川郡 大和村              | 大和村                         | 大和村                      | 大和村                      | 昭和29年12月1日 余目町        | 余目町                       | 平成17年7月1日 庄内町  | 庄内町 |
| 田川郡 | 赤淵新田村              | 赤淵新田村     | 赤淵新田村                 | 赤淵新田村             | 東田川郡 | 赤淵新田村                      | 田川郡 大和村              | 大和村                         | 大和村                      | 大和村                      | 昭和29年12月1日 余目町        | 余目町                       | 平成17年7月1日 庄内町  | 庄内町 |
| 田川郡 | 廻館村                  | 廻館村         | 廻館村                     | 明治9年 廻館村         | 東田川郡 | 廻館村                          | 田川郡 大和村              | 大和村                         | 大和村                      | 大和村                      | 昭和29年12月1日 余目町        | 余目町                       | 平成17年7月1日 庄内町  | 庄内町 |
| 田川郡 | 三本柳村                | 三本柳村       | 三本柳村                   | 明治9年 廻館村         | 東田川郡 | 廻館村                          | 田川郡 大和村              | 大和村                         | 大和村                      | 大和村                      | 昭和29年12月1日 余目町        | 余目町                       | 平成17年7月1日 庄内町  | 庄内町 |
| 田川郡 | 荒興屋村                | 荒興屋村       | 荒興屋村                   | 明治9年 廻館村         | 東田川郡 | 廻館村                          | 田川郡 大和村              | 大和村                         | 大和村                      | 大和村                      | 昭和29年12月1日 余目町        | 余目町                       | 平成17年7月1日 庄内町  | 庄内町 |
| 田川郡 | 南野村                  | 南野村         | 南野村                     | 南野村                 | 東田川郡 | 南野村                          | 田川郡 大和村              | 大和村                         | 大和村                      | 大和村                      | 昭和29年12月1日 余目町        | 余目町                       | 平成17年7月1日 庄内町  | 庄内町 |
| 田川郡 | 常万村                  | 常万村         | 常万村                     | 常万村                 | 東田川郡 | 常万村                          | 五七里村                   | 明治24年3月31日 改称 常万村    | 常万村                      | 常万村                      | 昭和29年12月1日 余目町        | 余目町                       | 平成17年7月1日 庄内町  | 庄内町 |
| 田川郡 | 余目新田村              | 余目新田村     | 余目新田村                 | 明治9年 余目新田村     | 東田川郡 | 余目新田村                      | 五七里村                   | 明治24年3月31日 改称 常万村    | 常万村                      | 常万村                      | 昭和29年12月1日 余目町        | 余目町                       | 平成17年7月1日 庄内町  | 庄内町 |
| 田川郡 | 境新田村                | 境新田村       | 境新田村                   | 明治9年 余目新田村     | 東田川郡 | 余目新田村                      | 五七里村                   | 明治24年3月31日 改称 常万村    | 常万村                      | 常万村                      | 昭和29年12月1日 余目町        | 余目町                       | 平成17年7月1日 庄内町  | 庄内町 |
| 田川郡 | 堀場村                  | 堀場村         | 堀場村                     | 明治9年 堀野村         | 東田川郡 | 堀野村                          | 五七里村                   | 明治24年3月31日 改称 常万村    | 常万村                      | 常万村                      | 昭和29年12月1日 余目町        | 余目町                       | 平成17年7月1日 庄内町  | 庄内町 |
| 田川郡 | 柴野村                  | 柴野村         | 柴野村                     | 明治9年 堀野村         | 東田川郡 | 堀野村                          | 五七里村                   | 明治24年3月31日 改称 常万村    | 常万村                      | 常万村                      | 昭和29年12月1日 余目町        | 余目町                       | 平成17年7月1日 庄内町  | 庄内町 |
| 田川郡 | 福原村                  | 福原村         | 福原村                     | 福原村                 | 東田川郡 | 福原村                          | 五七里村                   | 明治24年3月31日 改称 常万村    | 常万村                      | 常万村                      | 昭和29年12月1日 余目町        | 余目町                       | 平成17年7月1日 庄内町  | 庄内町 |
| 田川郡 | 田谷村                  | 田谷村         | 田谷村                     | 田谷村                 | 東田川郡 | 田谷村                          | 五七里村                   | 明治23年10月28日 分立 八栄里村 | 八栄里村                    | 八栄里村                    | 昭和29年12月1日 余目町        | 余目町                       | 平成17年7月1日 庄内町  | 庄内町 |
| 田川郡 | 大野村                  | 大野村         | 大野村                     | 大野村                 | 東田川郡 | 大野村                          | 五七里村                   | 明治23年10月28日 分立 八栄里村 | 八栄里村                    | 八栄里村                    | 昭和29年12月1日 余目町        | 余目町                       | 平成17年7月1日 庄内町  | 庄内町 |
| 田川郡 | 西小野方村              | 西小野方村     | 西小野方村                 | 西小野方村             | 東田川郡 | 西小野方村                      | 五七里村                   | 明治23年10月28日 分立 八栄里村 | 八栄里村                    | 八栄里村                    | 昭和29年12月1日 余目町        | 余目町                       | 平成17年7月1日 庄内町  | 庄内町 |
| 田川郡 | 吉岡村                  | 吉岡村         | 吉岡村                     | 明治9年 吉岡村         | 東田川郡 | 吉岡村                          | 五七里村                   | 明治23年10月28日 分立 八栄里村 | 八栄里村                    | 八栄里村                    | 昭和29年12月1日 余目町        | 余目町                       | 平成17年7月1日 庄内町  | 庄内町 |
| 田川郡 | 生田新田村              | 生田新田村     | 生田新田村                 | 明治9年 吉岡村         | 東田川郡 | 吉岡村                          | 五七里村                   | 明治23年10月28日 分立 八栄里村 | 八栄里村                    | 八栄里村                    | 昭和29年12月1日 余目町        | 余目町                       | 平成17年7月1日 庄内町  | 庄内町 |
| 田川郡 | 茗荷瀬村                | 茗荷瀬村       | 茗荷瀬村                   | 茗荷瀬村               | 東田川郡 | 茗荷瀬村                        | 五七里村                   | 明治23年10月28日 分立 八栄里村 | 八栄里村                    | 八栄里村                    | 昭和29年12月1日 余目町        | 余目町                       | 平成17年7月1日 庄内町  | 庄内町 |
| 田川郡 | 払田村                  | 払田村         | 払田村                     | 払田村                 | 東田川郡 | 払田村                          | 五七里村                   | 明治23年10月28日 分立 八栄里村 | 八栄里村                    | 八栄里村                    | 昭和29年12月1日 余目町        | 余目町                       | 平成17年7月1日 庄内町  | 庄内町 |
| 田川郡 | 島田村                  | 島田村         | 島田村                     | 島田村                 | 東田川郡 | 島田村                          | 五七里村                   | 明治23年10月28日 分立 八栄里村 | 八栄里村                    | 八栄里村                    | 昭和29年12月1日 余目町        | 余目町                       | 平成17年7月1日 庄内町  | 庄内町 |
| 田川郡 | 近江新田村              | 近江新田村     | 近江新田村                 | 近江新田村             | 東田川郡 | 近江新田村                      | 五七里村                   | 明治23年10月28日 分立 八栄里村 | 八栄里村                    | 八栄里村                    | 昭和29年12月1日 余目町        | 余目町                       | 平成17年7月1日 庄内町  | 庄内町 |
| 田川郡 | 主殿新田村              | 主殿新田村     | 主殿新田村                 | 主殿新田村             | 東田川郡 | 主殿新田村                      | 十六合村                   | 十六合村                       | 十六合村                    | 十六合村                    | 昭和29年12月1日 余目町        | 余目町                       | 平成17年7月1日 庄内町  | 庄内町 |
| 田川郡 | 南野新田村              | 南野新田村     | 南野新田村                 | 南野新田村             | 東田川郡 | 南野新田村                      | 十六合村                   | 十六合村                       | 十六合村                    | 十六合村                    | 昭和29年12月1日 余目町        | 余目町                       | 平成17年7月1日 庄内町  | 庄内町 |
| 田川郡 | 福島村                  | 福島村         | 福島村                     | 福島村                 | 東田川郡 | 福島村                          | 十六合村                   | 十六合村                       | 十六合村                    | 十六合村                    | 昭和29年12月1日 余目町        | 余目町                       | 平成17年7月1日 庄内町  | 庄内町 |
| 田川郡 | 小真木村                | 小真木村       | 小真木村                   | 明治9年 改称 大真木村  | 東田川郡 | 大真木村                        | 十六合村                   | 十六合村                       | 十六合村                    | 十六合村                    | 昭和29年12月1日 余目町        | 余目町                       | 平成17年7月1日 庄内町  | 庄内町 |
| 田川郡 | 中島村                  | 中島村         | 中島村                     | 明治9年 改称 京島村    | 東田川郡 | 京島村                          | 十六合村                   | 十六合村                       | 十六合村                    | 十六合村                    | 昭和29年12月1日 余目町        | 余目町                       | 平成17年7月1日 庄内町  | 庄内町 |
| 田川郡 | 吉田村                  | 吉田村         | 吉田村                     | 明治9年 返吉村         | 東田川郡 | 返吉村                          | 十六合村                   | 十六合村                       | 十六合村                    | 十六合村                    | 昭和29年12月1日 余目町        | 余目町                       | 平成17年7月1日 庄内町  | 庄内町 |
| 田川郡 | 反町村                  | 反町村         | 反町村                     | 明治9年 返吉村         | 東田川郡 | 返吉村                          | 十六合村                   | 十六合村                       | 十六合村                    | 十六合村                    | 昭和29年12月1日 余目町        | 余目町                       | 平成17年7月1日 庄内町  | 庄内町 |
| 田川郡 | 前田野目村              | 前田野目村     | 前田野目村                 | 前田野目村             | 東田川郡 | 前田野目村                      | 十六合村                   | 十六合村                       | 十六合村                    | 十六合村                    | 昭和29年12月1日 余目町        | 余目町                       | 平成17年7月1日 庄内町  | 庄内町 |
| 田川郡 | 新田目村                | 新田目村       | 新田目村                   | 明治9年 新田目村       | 東田川郡 | 新田目村                        | 十六合村                   | 十六合村                       | 十六合村                    | 十六合村                    | 昭和29年12月1日 余目町        | 余目町                       | 平成17年7月1日 庄内町  | 庄内町 |
| 田川郡 | 三ツ口村                | 三ツ口村       | 三ツ口村                   | 明治9年 新田目村       | 東田川郡 | 新田目村                        | 十六合村                   | 十六合村                       | 十六合村                    | 十六合村                    | 昭和29年12月1日 余目町        | 余目町                       | 平成17年7月1日 庄内町  | 庄内町 |
| 田川郡 | 本小野方村              | 本小野方村     | 本小野方村                 | 本小野方村             | 東田川郡 | 本小野方村                      | 十六合村                   | 十六合村                       | 十六合村                    | 十六合村                    | 昭和29年12月1日 余目町        | 余目町                       | 平成17年7月1日 庄内町  | 庄内町 |
| 田川郡 | 吉方村                  | 吉方村         | 吉方村                     | 吉方村                 | 東田川郡 | 吉方村                          | 十六合村                   | 十六合村                       | 十六合村                    | 十六合村                    | 昭和29年12月1日 余目町        | 余目町                       | 平成17年7月1日 庄内町  | 庄内町 |
| 田川郡 | 中野村                  | 中野村         | 中野村                     | 中野村                 | 東田川郡 | 中野村                          | 十六合村                   | 十六合村                       | 十六合村                    | 十六合村                    | 昭和29年12月1日 余目町        | 余目町                       | 平成17年7月1日 庄内町  | 庄内町 |
| 田川郡 | 南興野村                | 南興野村       | 南興野村                   | 南興野村               | 東田川郡 | 南興野村                        | 十六合村                   | 十六合村                       | 十六合村                    | 十六合村                    | 昭和29年12月1日 余目町        | 余目町                       | 平成17年7月1日 庄内町  | 庄内町 |
| 田川郡 | 境興野村                | 境興野村       | 境興野村                   | 境興野村               | 東田川郡 | 境興野村                        | 十六合村                   | 十六合村                       | 十六合村                    | 十六合村                    | 昭和29年12月1日 余目町        | 余目町                       | 平成17年7月1日 庄内町  | 庄内町 |
| 田川郡 | 西袋村                  | 西袋村         | 西袋村                     | 西袋村                 | 東田川郡 | 西袋村                          | 十六合村                   | 十六合村                       | 十六合村                    | 十六合村                    | 昭和29年12月1日 余目町        | 余目町                       | 平成17年7月1日 庄内町  | 庄内町 |
| 田川郡 | 桑田村                  | 桑田村         | 桑田村                     | 桑田村                 | 東田川郡 | 桑田村                          | 十六合村                   | 十六合村                       | 十六合村                    | 十六合村                    | 昭和29年12月1日 余目町        | 昭和31年10月1日 立川町に編入 | 平成17年7月1日 庄内町  | 庄内町 |
| 田川郡 | 千本杉村                | 千本杉村       | 千本杉村                   | 千本杉村               | 東田川郡 | 千本杉村                        | 十六合村                   | 十六合村                       | 十六合村                    | 十六合村                    | 昭和29年12月1日 余目町        | 昭和31年10月1日 立川町に編入 | 平成17年7月1日 庄内町  | 庄内町 |
| 田川郡 | 狩川村                  | 狩川村         | 狩川村                     | 明治9年 狩川村         | 東田川郡 | 狩川村                          | 狩川村                     | 狩川村                         | 狩川村                      | 昭和12年4月1日 町制 狩川町  | 昭和29年10月1日 立川町        | 立川町                       | 平成17年7月1日 庄内町  | 庄内町 |
| 田川郡 | 貢地目村                | 貢地目村       | 貢地目村                   | 明治9年 狩川村         | 東田川郡 | 狩川村                          | 狩川村                     | 狩川村                         | 狩川村                      | 昭和12年4月1日 町制 狩川町  | 昭和29年10月1日 立川町        | 立川町                       | 平成17年7月1日 庄内町  | 庄内町 |
| 田川郡 | 今新町村                | 今新町村       | 今新町村                   | 明治9年 狩川村         | 東田川郡 | 狩川村                          | 狩川村                     | 狩川村                         | 狩川村                      | 昭和12年4月1日 町制 狩川町  | 昭和29年10月1日 立川町        | 立川町                       | 平成17年7月1日 庄内町  | 庄内町 |
| 田川郡 | 東興屋村                | 東興屋村       | 東興屋村                   | 明治9年 狩川村         | 東田川郡 | 狩川村                          | 狩川村                     | 狩川村                         | 狩川村                      | 昭和12年4月1日 町制 狩川町  | 昭和29年10月1日 立川町        | 立川町                       | 平成17年7月1日 庄内町  | 庄内町 |
| 田川郡 | 西興屋村                | 西興屋村       | 西興屋村                   | 明治9年 狩川村         | 東田川郡 | 狩川村                          | 狩川村                     | 狩川村                         | 狩川村                      | 昭和12年4月1日 町制 狩川町  | 昭和29年10月1日 立川町        | 立川町                       | 平成17年7月1日 庄内町  | 庄内町 |
| 田川郡 | 荒鍋新田村              | 荒鍋新田村     | 荒鍋新田村                 | 明治9年 狩川村         | 東田川郡 | 狩川村                          | 狩川村                     | 狩川村                         | 狩川村                      | 昭和12年4月1日 町制 狩川町  | 昭和29年10月1日 立川町        | 立川町                       | 平成17年7月1日 庄内町  | 庄内町 |
| 田川郡 | 添津村                  | 添津村         | 添津村                     | 添津村                 | 東田川郡 | 添津村                          | 狩川村                     | 狩川村                         | 狩川村                      | 昭和12年4月1日 町制 狩川町  | 昭和29年10月1日 立川町        | 立川町                       | 平成17年7月1日 庄内町  | 庄内町 |
| 田川郡 | 三ヶ沢村                | 三ヶ沢村       | 三ヶ沢村                   | 三ヶ沢村               | 東田川郡 | 三ヶ沢村                        | 狩川村                     | 狩川村                         | 狩川村                      | 昭和12年4月1日 町制 狩川町  | 昭和29年10月1日 立川町        | 立川町                       | 平成17年7月1日 庄内町  | 庄内町 |
| 田川郡 | 清川村                  | 清川村         | 清川村                     | 清川村                 | 東田川郡 | 清川村                          | 狩川村                     | 明治24年4月14日 分立 清川村    | 清川村                      | 清川村                      | 昭和29年10月1日 立川町        | 立川町                       | 平成17年7月1日 庄内町  | 庄内町 |
| 田川郡 | 大中島村                | 大中島村       | 大中島村                   | 明治9年 立谷沢村       | 東田川郡 | 立谷沢村                        | 立谷沢村                   | 立谷沢村                       | 立谷沢村                    | 立谷沢村                    | 昭和29年10月1日 立川町        | 立川町                       | 平成17年7月1日 庄内町  | 庄内町 |
| 田川郡 | 市郎右衛門新田          | 市郎右衛門新田 | 市郎右衛門新田             | 明治9年 立谷沢村       | 東田川郡 | 立谷沢村                        | 立谷沢村                   | 立谷沢村                       | 立谷沢村                    | 立谷沢村                    | 昭和29年10月1日 立川町        | 立川町                       | 平成17年7月1日 庄内町  | 庄内町 |
| 田川郡 | 瀬場村                  | 瀬場村         | 瀬場村                     | 明治9年 立谷沢村       | 東田川郡 | 立谷沢村                        | 立谷沢村                   | 立谷沢村                       | 立谷沢村                    | 立谷沢村                    | 昭和29年10月1日 立川町        | 立川町                       | 平成17年7月1日 庄内町  | 庄内町 |
| 田川郡 | 科沢村                  | 科沢村         | 科沢村                     | 科沢村                 | 東田川郡 | 科沢村                          | 立谷沢村                   | 立谷沢村                       | 立谷沢村                    | 立谷沢村                    | 昭和29年10月1日 立川町        | 立川町                       | 平成17年7月1日 庄内町  | 庄内町 |
| 田川郡 | 肝煎村                  | 肝煎村         | 肝煎村                     | 明治9年 肝煎村         | 東田川郡 | 肝煎村                          | 立谷沢村                   | 立谷沢村                       | 立谷沢村                    | 立谷沢村                    | 昭和29年10月1日 立川町        | 立川町                       | 平成17年7月1日 庄内町  | 庄内町 |
| 田川郡 | 立谷沢村                | 立谷沢村       | 立谷沢村                   | 明治9年 肝煎村         | 東田川郡 | 肝煎村                          | 立谷沢村                   | 立谷沢村                       | 立谷沢村                    | 立谷沢村                    | 昭和29年10月1日 立川町        | 立川町                       | 平成17年7月1日 庄内町  | 庄内町 |
| 田川郡 | 川原新田村              | 川原新田村     | 川原新田村                 | 明治9年 肝煎村         | 東田川郡 | 肝煎村                          | 立谷沢村                   | 立谷沢村                       | 立谷沢村                    | 立谷沢村                    | 昭和29年10月1日 立川町        | 立川町                       | 平成17年7月1日 庄内町  | 庄内町 |
| 田川郡 | 須部野新田              | 須部野新田     | 須部野新田                 | 明治9年 肝煎村         | 東田川郡 | 肝煎村                          | 立谷沢村                   | 立谷沢村                       | 立谷沢村                    | 立谷沢村                    | 昭和29年10月1日 立川町        | 立川町                       | 平成17年7月1日 庄内町  | 庄内町 |
| 田川郡 | 尾花村                  | 尾花村         | 尾花村                     | 明治9年 神花村         | 西田川郡 | 神花村                          | 東郷村                     | 東郷村                         | 東郷村                      | 東郷村                      | 昭和30年1月1日 東田川郡三川村 | 昭和43年6月1日 町制 三川町   | 三川町                 | 三川町 |
| 田川郡 | 天神堂村                | 天神堂村       | 天神堂村                   | 明治9年 神花村         | 西田川郡 | 神花村                          | 東郷村                     | 東郷村                         | 東郷村                      | 東郷村                      | 昭和30年1月1日 東田川郡三川村 | 昭和43年6月1日 町制 三川町   | 三川町                 | 三川町 |
| 田川郡 | 猪子村                  | 猪子村         | 猪子村                     | 猪子村                 | 西田川郡 | 猪子村                          | 東郷村                     | 東郷村                         | 東郷村                      | 東郷村                      | 昭和30年1月1日 東田川郡三川村 | 昭和43年6月1日 町制 三川町   | 三川町                 | 三川町 |
| 田川郡 | 成田新田村              | 成田新田村     | 成田新田村                 | 成田新田村             | 西田川郡 | 成田新田村                      | 東郷村                     | 東郷村                         | 東郷村                      | 東郷村                      | 昭和30年1月1日 東田川郡三川村 | 昭和43年6月1日 町制 三川町   | 三川町                 | 三川町 |
| 田川郡 | 青山村                  | 青山村         | 青山村                     | 青山村                 | 西田川郡 | 青山村                          | 東郷村                     | 東郷村                         | 東郷村                      | 東郷村                      | 昭和30年1月1日 東田川郡三川村 | 昭和43年6月1日 町制 三川町   | 三川町                 | 三川町 |
| 田川郡 | 東沼村                  | 東沼村         | 東沼村                     | 東沼村                 | 西田川郡 | 東沼村                          | 東郷村                     | 東郷村                         | 東郷村                      | 東郷村                      | 昭和30年1月1日 東田川郡三川村 | 昭和43年6月1日 町制 三川町   | 三川町                 | 三川町 |
| 田川郡 | 善阿弥村                | 善阿弥村       | 善阿弥村                   | 善阿弥村               | 西田川郡 | 善阿弥村                        | 東郷村                     | 東郷村                         | 東郷村                      | 東郷村                      | 昭和30年1月1日 東田川郡三川村 | 昭和43年6月1日 町制 三川町   | 三川町                 | 三川町 |
| 田川郡 | 角田二口村              | 角田二口村     | 角田二口村                 | 角田二口村             | 西田川郡 | 角田二口村                      | 東郷村                     | 東郷村                         | 東郷村                      | 東郷村                      | 昭和30年1月1日 東田川郡三川村 | 昭和43年6月1日 町制 三川町   | 三川町                 | 三川町 |
| 田川郡 | 押切新田村              | 押切新田村     | 押切新田村                 | 押切新田村             | 東田川郡 | 押切新田村                      | 押切村                     | 押切村                         | 押切村                      | 押切村                      | 昭和30年1月1日 東田川郡三川村 | 昭和43年6月1日 町制 三川町   | 三川町                 | 三川町 |
| 田川郡 | 上土口村                | 上土口村       | 上土口村                   | 明治9年 土口村         | 東田川郡 | 土口村                          | 押切村                     | 押切村                         | 押切村                      | 押切村                      | 昭和30年1月1日 東田川郡三川村 | 昭和43年6月1日 町制 三川町   | 三川町                 | 三川町 |
| 田川郡 | 下土口村                | 下土口村       | 下土口村                   | 明治9年 土口村         | 東田川郡 | 土口村                          | 押切村                     | 押切村                         | 押切村                      | 押切村                      | 昭和30年1月1日 東田川郡三川村 | 昭和43年6月1日 町制 三川町   | 三川町                 | 三川町 |
| 田川郡 | 助川村                  | 助川村         | 助川村                     | 助川村                 | 東田川郡 | 助川村                          | 横山村                     | 横山村                         | 横山村                      | 横山村                      | 昭和30年1月1日 東田川郡三川村 | 昭和43年6月1日 町制 三川町   | 三川町                 | 三川町 |
| 田川郡 | 堤野村                  | 堤野村         | 堤野村                     | 明治9年 堤野村         | 東田川郡 | 堤野村                          | 横山村                     | 横山村                         | 横山村                      | 横山村                      | 昭和30年1月1日 東田川郡三川村 | 昭和43年6月1日 町制 三川町   | 三川町                 | 三川町 |
| 田川郡 | 幕野内新田村            | 幕野内新田村   | 幕野内新田村               | 明治9年 堤野村         | 東田川郡 | 堤野村                          | 横山村                     | 横山村                         | 横山村                      | 横山村                      | 昭和30年1月1日 東田川郡三川村 | 昭和43年6月1日 町制 三川町   | 三川町                 | 三川町 |
| 田川郡 | 横内村                  | 横内村         | 横内村                     | 横内村                 | 東田川郡 | 横内村                          | 横山村                     | 横山村                         | 横山村                      | 横山村                      | 昭和30年1月1日 東田川郡三川村 | 昭和43年6月1日 町制 三川町   | 三川町                 | 三川町 |
| 田川郡 | 竹原田村                | 竹原田村       | 竹原田村                   | 竹原田村               | 東田川郡 | 竹原田村                        | 横山村                     | 横山村                         | 横山村                      | 横山村                      | 昭和30年1月1日 東田川郡三川村 | 昭和43年6月1日 町制 三川町   | 三川町                 | 三川町 |
| 田川郡 | 菱沼村                  | 菱沼村         | 菱沼村                     | 菱沼村                 | 東田川郡 | 菱沼村                          | 横山村                     | 横山村                         | 横山村                      | 横山村                      | 昭和30年1月1日 東田川郡三川村 | 昭和43年6月1日 町制 三川町   | 三川町                 | 三川町 |
| 田川郡 | 加藤村                  | 加藤村         | 加藤村                     | 加藤村                 | 東田川郡 | 加藤村                          | 横山村                     | 横山村                         | 横山村                      | 横山村                      | 昭和30年1月1日 東田川郡三川村 | 昭和43年6月1日 町制 三川町   | 三川町                 | 三川町 |
| 田川郡 | 小尺村                  | 小尺村         | 小尺村                     | 小尺村                 | 東田川郡 | 小尺村                          | 横山村                     | 横山村                         | 横山村                      | 横山村                      | 昭和30年1月1日 東田川郡三川村 | 昭和43年6月1日 町制 三川町   | 三川町                 | 三川町 |
| 田川郡 | 横川村                  | 横川村         | 横川村                     | 横川村                 | 東田川郡 | 横川村                          | 横山村                     | 横山村                         | 横山村                      | 横山村                      | 昭和30年1月1日 東田川郡三川村 | 昭和43年6月1日 町制 三川町   | 三川町                 | 三川町 |
| 田川郡 | 横川新田村              | 横川新田村     | 横川新田村                 | 横川新田村             | 東田川郡 | 横川新田村                      | 横山村                     | 横山村                         | 横山村                      | 横山村                      | 昭和30年1月1日 東田川郡三川村 | 昭和43年6月1日 町制 三川町   | 三川町                 | 三川町 |
| 田川郡 | 横山村                  | 横山村         | 横山村                     | 横山村                 | 東田川郡 | 横山村                          | 横山村                     | 横山村                         | 横山村                      | 横山村                      | 昭和30年1月1日 東田川郡三川村 | 昭和43年6月1日 町制 三川町   | 三川町                 | 三川町 |
| 田川郡 | 大半田村                | 一部           | 大半田村                   | 大半田村               | 東田川郡 | 大半田村                        | 横山村                     | 横山村                         | 横山村                      | 横山村                      | 昭和30年1月1日 東田川郡三川村 | 昭和43年6月1日 町制 三川町   | 三川町                 | 三川町 |
| 田川郡 | 大半田村                | 大部分         | 大半田村                   | 大半田村               | 東田川郡 | 大半田村                        | 渡前村                     | 渡前村                         | 渡前村                      | 渡前村                      | 昭和30年1月10日 藤島町に編入  | 藤島町                       | 平成17年10月1日 鶴岡市 | 鶴岡市 |
| 田川郡 | 柳久瀬村                | 柳久瀬村       | 柳久瀬村                   | 柳久瀬村               | 東田川郡 | 柳久瀬村                        | 渡前村                     | 渡前村                         | 渡前村                      | 渡前村                      | 昭和30年1月10日 藤島町に編入  | 藤島町                       | 平成17年10月1日 鶴岡市 | 鶴岡市 |
| 田川郡 | 荒俣村                  | 荒俣村         | 荒俣村                     | 荒俣村                 | 東田川郡 | 荒俣村                          | 渡前村                     | 渡前村                         | 渡前村                      | 渡前村                      | 昭和30年1月10日 藤島町に編入  | 藤島町                       | 平成17年10月1日 鶴岡市 | 鶴岡市 |
| 田川郡 | 箕升新田村              | 箕升新田村     | 箕升新田村                 | 箕升新田村             | 東田川郡 | 箕升新田村                      | 渡前村                     | 渡前村                         | 渡前村                      | 渡前村                      | 昭和30年1月10日 藤島町に編入  | 藤島町                       | 平成17年10月1日 鶴岡市 | 鶴岡市 |
| 田川郡 | 東渡前村                | 東渡前村       | 東渡前村                   | 明治9年 渡前村         | 東田川郡 | 渡前村                          | 渡前村                     | 渡前村                         | 渡前村                      | 渡前村                      | 昭和30年1月10日 藤島町に編入  | 藤島町                       | 平成17年10月1日 鶴岡市 | 鶴岡市 |
| 田川郡 | 西渡前村                | 西渡前村       | 西渡前村                   | 明治9年 渡前村         | 東田川郡 | 渡前村                          | 渡前村                     | 渡前村                         | 渡前村                      | 渡前村                      | 昭和30年1月10日 藤島町に編入  | 藤島町                       | 平成17年10月1日 鶴岡市 | 鶴岡市 |
| 田川郡 | 平形村                  | 平形村         | 平形村                     | 平形村                 | 東田川郡 | 平形村                          | 渡前村                     | 渡前村                         | 渡前村                      | 渡前村                      | 昭和30年1月10日 藤島町に編入  | 藤島町                       | 平成17年10月1日 鶴岡市 | 鶴岡市 |
| 田川郡 | 新屋敷村                | 新屋敷村       | 新屋敷村                   | 新屋敷村               | 東田川郡 | 新屋敷村                        | 渡前村                     | 渡前村                         | 渡前村                      | 渡前村                      | 昭和30年1月10日 藤島町に編入  | 藤島町                       | 平成17年10月1日 鶴岡市 | 鶴岡市 |
| 田川郡 | 上藤島村                | 上藤島村       | 上藤島村                   | 上藤島村               | 東田川郡 | 上藤島村                        | 渡前村                     | 渡前村                         | 渡前村                      | 渡前村                      | 昭和30年1月10日 藤島町に編入  | 藤島町                       | 平成17年10月1日 鶴岡市 | 鶴岡市 |
| 田川郡 | 和名川村                | 和名川村       | 和名川村                   | 和名川村               | 東田川郡 | 和名川村                        | 渡前村                     | 渡前村                         | 渡前村                      | 渡前村                      | 昭和30年1月10日 藤島町に編入  | 藤島町                       | 平成17年10月1日 鶴岡市 | 鶴岡市 |
| 田川郡 | 砂塚村                  | 砂塚村         | 砂塚村                     | 砂塚村                 | 東田川郡 | 砂塚村                          | 渡前村                     | 渡前村                         | 渡前村                      | 渡前村                      | 昭和30年1月10日 藤島町に編入  | 藤島町                       | 平成17年10月1日 鶴岡市 | 鶴岡市 |
| 田川郡 | 幕野内村                | 幕野内村       | 幕野内村                   | 幕野内村               | 東田川郡 | 幕野内村                        | 渡前村                     | 渡前村                         | 渡前村                      | 渡前村                      | 昭和30年1月10日 藤島町に編入  | 藤島町                       | 平成17年10月1日 鶴岡市 | 鶴岡市 |
| 田川郡 | 須走村                  | 須走村         | 須走村                     | 須走村                 | 東田川郡 | 須走村                          | 藤島村                     | 藤島村                         | 大正11年5月10日 町制 藤島町 | 藤島町                      | 昭和29年12月1日 藤島町        | 藤島町                       | 平成17年10月1日 鶴岡市 | 鶴岡市 |
| 田川郡 | 下七曲村                | 下七曲村       | 下七曲村                   | 明治9年 三和村         | 東田川郡 | 三和村                          | 藤島村                     | 藤島村                         | 大正11年5月10日 町制 藤島町 | 藤島町                      | 昭和29年12月1日 藤島町        | 藤島町                       | 平成17年10月1日 鶴岡市 | 鶴岡市 |
| 田川郡 | 上七曲村                | 上七曲村       | 上七曲村                   | 明治9年 三和村         | 東田川郡 | 三和村                          | 藤島村                     | 藤島村                         | 大正11年5月10日 町制 藤島町 | 藤島町                      | 昭和29年12月1日 藤島町        | 藤島町                       | 平成17年10月1日 鶴岡市 | 鶴岡市 |
| 田川郡 | 四ツ興屋村              | 四ツ興屋村     | 四ツ興屋村                 | 明治9年 三和村         | 東田川郡 | 三和村                          | 藤島村                     | 藤島村                         | 大正11年5月10日 町制 藤島町 | 藤島町                      | 昭和29年12月1日 藤島町        | 藤島町                       | 平成17年10月1日 鶴岡市 | 鶴岡市 |
| 田川郡 | 西荒屋村                | 西荒屋村       | 西荒屋村                   | 明治9年 改称 藤岡村    | 東田川郡 | 藤岡村                          | 藤島村                     | 藤島村                         | 大正11年5月10日 町制 藤島町 | 藤島町                      | 昭和29年12月1日 藤島町        | 藤島町                       | 平成17年10月1日 鶴岡市 | 鶴岡市 |
| 田川郡 | 古郡村                  | 古郡村         | 古郡村                     | 古郡村                 | 東田川郡 | 古郡村                          | 藤島村                     | 藤島村                         | 大正11年5月10日 町制 藤島町 | 藤島町                      | 昭和29年12月1日 藤島町        | 藤島町                       | 平成17年10月1日 鶴岡市 | 鶴岡市 |
| 田川郡 | 大川渡村                | 大川渡村       | 大川渡村                   | 大川渡村               | 東田川郡 | 大川渡村                        | 藤島村                     | 藤島村                         | 大正11年5月10日 町制 藤島町 | 藤島町                      | 昭和29年12月1日 藤島町        | 藤島町                       | 平成17年10月1日 鶴岡市 | 鶴岡市 |
| 田川郡 | 野田目村                | 野田目村       | 野田目村                   | 野田目村               | 東田川郡 | 野田目村                        | 藤島村                     | 藤島村                         | 大正11年5月10日 町制 藤島町 | 藤島町                      | 昭和29年12月1日 藤島町        | 藤島町                       | 平成17年10月1日 鶴岡市 | 鶴岡市 |
| 田川郡 | 越後京田村              | 越後京田村     | 越後京田村                 | 越後京田村             | 東田川郡 | 越後京田村                      | 藤島村                     | 藤島村                         | 大正11年5月10日 町制 藤島町 | 藤島町                      | 昭和29年12月1日 藤島町        | 藤島町                       | 平成17年10月1日 鶴岡市 | 鶴岡市 |
| 田川郡 | 谷地興屋村              | 谷地興屋村     | 谷地興屋村                 | 谷地興屋村             | 東田川郡 | 谷地興屋村                      | 藤島村                     | 藤島村                         | 大正11年5月10日 町制 藤島町 | 藤島町                      | 昭和29年12月1日 藤島町        | 藤島町                       | 平成17年10月1日 鶴岡市 | 鶴岡市 |
| 田川郡 | 藤島村                  | 藤島村         | 藤島村                     | 藤島村                 | 東田川郡 | 藤島村                          | 藤島村                     | 藤島村                         | 大正11年5月10日 町制 藤島町 | 藤島町                      | 昭和29年12月1日 藤島町        | 藤島町                       | 平成17年10月1日 鶴岡市 | 鶴岡市 |
| 田川郡 | 下中野目村              | 一部           | 下中野目村                 | 下中野目村             | 東田川郡 | 下中野目村                      | 藤島村                     | 藤島村                         | 大正11年5月10日 町制 藤島町 | 藤島町                      | 昭和29年12月1日 藤島町        | 藤島町                       | 平成17年10月1日 鶴岡市 | 鶴岡市 |
| 田川郡 | 下中野目村              | 一部           | 下中野目村                 | 下中野目村             | 東田川郡 | 下中野目村                      | 東栄村                     | 東栄村                         | 東栄村                      | 東栄村                      | 昭和29年12月1日 藤島町        | 藤島町                       | 平成17年10月1日 鶴岡市 | 鶴岡市 |
| 田川郡 | 無音村                  | 無音村         | 無音村                     | 無音村                 | 東田川郡 | 無音村                          | 東栄村                     | 東栄村                         | 東栄村                      | 東栄村                      | 昭和29年12月1日 藤島町        | 藤島町                       | 平成17年10月1日 鶴岡市 | 鶴岡市 |
| 田川郡 | 楪村                    | 楪村           | 楪村                       | 楪村                   | 東田川郡 | 楪村                            | 東栄村                     | 東栄村                         | 東栄村                      | 東栄村                      | 昭和29年12月1日 藤島町        | 藤島町                       | 平成17年10月1日 鶴岡市 | 鶴岡市 |
| 田川郡 | 関根村                  | 関根村         | 関根村                     | 関根村                 | 東田川郡 | 関根村                          | 東栄村                     | 東栄村                         | 東栄村                      | 東栄村                      | 昭和29年12月1日 藤島町        | 藤島町                       | 平成17年10月1日 鶴岡市 | 鶴岡市 |
| 田川郡 | 添川村                  | 添川村         | 添川村                     | 添川村                 | 東田川郡 | 添川村                          | 東栄村                     | 東栄村                         | 東栄村                      | 東栄村                      | 昭和29年12月1日 藤島町        | 藤島町                       | 平成17年10月1日 鶴岡市 | 鶴岡市 |
| 田川郡 | 鷺畑村                  | 鷺畑村         | 鷺畑村                     | 鷺畑村                 | 東田川郡 | 鷺畑村                          | 東栄村                     | 東栄村                         | 東栄村                      | 東栄村                      | 昭和29年12月1日 藤島町        | 藤島町                       | 平成17年10月1日 鶴岡市 | 鶴岡市 |
| 田川郡 | 川尻村                  | 川尻村         | 川尻村                     | 川尻村                 | 東田川郡 | 川尻村                          | 東栄村                     | 東栄村                         | 東栄村                      | 東栄村                      | 昭和29年12月1日 藤島町        | 藤島町                       | 平成17年10月1日 鶴岡市 | 鶴岡市 |
| 田川郡 | 平足村                  | 平足村         | 平足村                     | 平足村                 | 東田川郡 | 平足村                          | 東栄村                     | 東栄村                         | 東栄村                      | 東栄村                      | 昭和29年12月1日 藤島町        | 藤島町                       | 平成17年10月1日 鶴岡市 | 鶴岡市 |
| 田川郡 | 上中野目村              | 上中野目村     | 上中野目村                 | 上中野目村             | 東田川郡 | 上中野目村                      | 東栄村                     | 東栄村                         | 東栄村                      | 東栄村                      | 昭和29年12月1日 藤島町        | 藤島町                       | 平成17年10月1日 鶴岡市 | 鶴岡市 |
| 田川郡 | 蛸井興屋村              | 蛸井興屋村     | 蛸井興屋村                 | 蛸井興屋村             | 東田川郡 | 蛸井興屋村                      | 東栄村                     | 東栄村                         | 東栄村                      | 東栄村                      | 昭和29年12月1日 藤島町        | 藤島町                       | 平成17年10月1日 鶴岡市 | 鶴岡市 |
| 田川郡 | 東堀越村                | 東堀越村       | 東堀越村                   | 東堀越村               | 東田川郡 | 東堀越村                        | 東栄村                     | 東栄村                         | 東栄村                      | 東栄村                      | 昭和29年12月1日 藤島町        | 藤島町                       | 平成17年10月1日 鶴岡市 | 鶴岡市 |
| 田川郡 | 長沼村                  | 長沼村         | 長沼村                     | 明治9年 長沼村         | 東田川郡 | 長沼村                          | 長沼村                     | 長沼村                         | 長沼村                      | 長沼村                      | 昭和29年12月1日 藤島町        | 藤島町                       | 平成17年10月1日 鶴岡市 | 鶴岡市 |
| 田川郡 | 十文字村                | 十文字村       | 十文字村                   | 明治9年 長沼村         | 東田川郡 | 長沼村                          | 長沼村                     | 長沼村                         | 長沼村                      | 長沼村                      | 昭和29年12月1日 藤島町        | 藤島町                       | 平成17年10月1日 鶴岡市 | 鶴岡市 |
| 田川郡 | 八色木村                | 八色木村       | 八色木村                   | 八色木村               | 東田川郡 | 八色木村                        | 八栄島村                   | 八栄島村                       | 八栄島村                    | 八栄島村                    | 昭和29年12月1日 藤島町        | 藤島町                       | 平成17年10月1日 鶴岡市 | 鶴岡市 |
| 田川郡 | 落野目村                | 落野目村       | 落野目村                   | 明治9年 改称 豊栄村    | 東田川郡 | 豊栄村                          | 八栄島村                   | 八栄島村                       | 八栄島村                    | 八栄島村                    | 昭和29年12月1日 藤島町        | 藤島町                       | 平成17年10月1日 鶴岡市 | 鶴岡市 |
| 田川郡 | 小中島村                | 小中島村       | 小中島村                   | 小中島村               | 東田川郡 | 小中島村                        | 八栄島村                   | 八栄島村                       | 八栄島村                    | 八栄島村                    | 昭和29年12月1日 藤島町        | 藤島町                       | 平成17年10月1日 鶴岡市 | 鶴岡市 |
| 田川郡 | 大鳥村                  | 大鳥村         | 大鳥村                     | 大鳥村                 | 東田川郡 | 大鳥村                          | 大泉村                     | 大泉村                         | 大泉村                      | 大泉村                      | 昭和29年8月1日 朝日村         | 朝日村                       | 平成17年10月1日 鶴岡市 | 鶴岡市 |
| 田川郡 | 荒沢村                  | 荒沢村         | 荒沢村                     | 荒沢村                 | 東田川郡 | 荒沢村                          | 大泉村                     | 大泉村                         | 大泉村                      | 大泉村                      | 昭和29年8月1日 朝日村         | 朝日村                       | 平成17年10月1日 鶴岡市 | 鶴岡市 |
| 田川郡 | 上田沢村                | 上田沢村       | 上田沢村                   | 上田沢村               | 東田川郡 | 上田沢村                        | 大泉村                     | 大泉村                         | 大泉村                      | 大泉村                      | 昭和29年8月1日 朝日村         | 朝日村                       | 平成17年10月1日 鶴岡市 | 鶴岡市 |
| 田川郡 | 下田沢村                | 下田沢村       | 下田沢村                   | 明治9年 下田沢村       | 東田川郡 | 下田沢村                        | 大泉村                     | 大泉村                         | 大泉村                      | 大泉村                      | 昭和29年8月1日 朝日村         | 朝日村                       | 平成17年10月1日 鶴岡市 | 鶴岡市 |
| 田川郡 | 大平村                  | 大平村         | 大平村                     | 明治9年 下田沢村       | 東田川郡 | 下田沢村                        | 大泉村                     | 大泉村                         | 大泉村                      | 大泉村                      | 昭和29年8月1日 朝日村         | 朝日村                       | 平成17年10月1日 鶴岡市 | 鶴岡市 |
| 田川郡 | 倉沢村                  | 倉沢村         | 倉沢村                     | 明治9年 倉沢村         | 東田川郡 | 倉沢村                          | 大泉村                     | 大泉村                         | 大泉村                      | 大泉村                      | 昭和29年8月1日 朝日村         | 朝日村                       | 平成17年10月1日 鶴岡市 | 鶴岡市 |
| 田川郡 | 仙納村                  | 仙納村         | 仙納村                     | 明治9年 倉沢村         | 東田川郡 | 倉沢村                          | 大泉村                     | 大泉村                         | 大泉村                      | 大泉村                      | 昭和29年8月1日 朝日村         | 朝日村                       | 平成17年10月1日 鶴岡市 | 鶴岡市 |
| 田川郡 | 松沢村                  | 松沢村         | 松沢村                     | 松沢村                 | 東田川郡 | 松沢村                          | 大泉村                     | 大泉村                         | 大泉村                      | 大泉村                      | 昭和29年8月1日 朝日村         | 朝日村                       | 平成17年10月1日 鶴岡市 | 鶴岡市 |
| 田川郡 | 大針村                  | 大針村         | 大針村                     | 明治9年 大針村         | 東田川郡 | 大針村                          | 本郷村                     | 本郷村                         | 本郷村                      | 本郷村                      | 昭和29年8月1日 朝日村         | 朝日村                       | 平成17年10月1日 鶴岡市 | 鶴岡市 |
| 田川郡 | 川上村                  | 川上村         | 川上村                     | 明治9年 大針村         | 東田川郡 | 大針村                          | 本郷村                     | 本郷村                         | 本郷村                      | 本郷村                      | 昭和29年8月1日 朝日村         | 朝日村                       | 平成17年10月1日 鶴岡市 | 鶴岡市 |
| 田川郡 | 砂川村                  | 砂川村         | 砂川村                     | 砂川村                 | 東田川郡 | 砂川村                          | 本郷村                     | 本郷村                         | 本郷村                      | 本郷村                      | 昭和29年8月1日 朝日村         | 朝日村                       | 平成17年10月1日 鶴岡市 | 鶴岡市 |
| 田川郡 | 行沢村                  | 行沢村         | 行沢村                     | 行沢村                 | 東田川郡 | 行沢村                          | 本郷村                     | 本郷村                         | 本郷村                      | 本郷村                      | 昭和29年8月1日 朝日村         | 朝日村                       | 平成17年10月1日 鶴岡市 | 鶴岡市 |
| 田川郡 | 本郷村                  | 本郷村         | 本郷村                     | 明治9年 本郷村         | 東田川郡 | 本郷村                          | 本郷村                     | 本郷村                         | 本郷村                      | 本郷村                      | 昭和29年8月1日 朝日村         | 朝日村                       | 平成17年10月1日 鶴岡市 | 鶴岡市 |
| 田川郡 | 小綱木村                | 小綱木村       | 小綱木村                   | 明治9年 本郷村         | 東田川郡 | 本郷村                          | 本郷村                     | 本郷村                         | 本郷村                      | 本郷村                      | 昭和29年8月1日 朝日村         | 朝日村                       | 平成17年10月1日 鶴岡市 | 鶴岡市 |
| 田川郡 | 上名川村                | 上名川村       | 上名川村                   | 上名川村               | 東田川郡 | 上名川村                        | 本郷村                     | 本郷村                         | 本郷村                      | 本郷村                      | 昭和29年8月1日 朝日村         | 朝日村                       | 平成17年10月1日 鶴岡市 | 鶴岡市 |
| 田川郡 | 下名川村                | 下名川村       | 下名川村                   | 下名川村               | 東田川郡 | 下名川村                        | 本郷村                     | 本郷村                         | 本郷村                      | 本郷村                      | 昭和29年8月1日 朝日村         | 朝日村                       | 平成17年10月1日 鶴岡市 | 鶴岡市 |
| 田川郡 | 熊出村                  | 熊出村         | 熊出村                     | 熊出村                 | 東田川郡 | 熊出村                          | 本郷村                     | 本郷村                         | 本郷村                      | 本郷村                      | 昭和29年8月1日 朝日村         | 朝日村                       | 平成17年10月1日 鶴岡市 | 鶴岡市 |
| 田川郡 | 田麦俣村                | 田麦俣村       | 田麦俣村                   | 田麦俣村               | 東田川郡 | 田麦俣村                        | 東村                       | 東村                           | 東村                        | 東村                        | 昭和29年8月1日 朝日村         | 朝日村                       | 平成17年10月1日 鶴岡市 | 鶴岡市 |
| 田川郡 | 大網村                  | 大網村         | 大網村                     | 大網村                 | 東田川郡 | 大網村                          | 東村                       | 東村                           | 東村                        | 東村                        | 昭和29年8月1日 朝日村         | 朝日村                       | 平成17年10月1日 鶴岡市 | 鶴岡市 |
| 田川郡 | 越中山村                | 越中山村       | 越中山村                   | 越中山村               | 東田川郡 | 越中山村                        | 東村                       | 東村                           | 東村                        | 東村                        | 昭和29年8月1日 朝日村         | 朝日村                       | 平成17年10月1日 鶴岡市 | 鶴岡市 |
| 田川郡 | 中野新田村              | 中野新田村     | 中野新田村                 | 中野新田村             | 東田川郡 | 中野新田村                      | 東村                       | 東村                           | 東村                        | 東村                        | 昭和29年8月1日 朝日村         | 朝日村                       | 平成17年10月1日 鶴岡市 | 鶴岡市 |
| 田川郡 | 東岩本村                | 東岩本村       | 東岩本村                   | 東岩本村               | 東田川郡 | 東岩本村                        | 東村                       | 東村                           | 東村                        | 東村                        | 昭和29年8月1日 朝日村         | 朝日村                       | 平成17年10月1日 鶴岡市 | 鶴岡市 |
| 田川郡 | 手向村                  | 手向村         | 手向村                     | 手向村                 | 東田川郡 | 手向村                          | 手向村                     | 手向村                         | 手向村                      | 手向村                      | 昭和30年2月1日 羽黒町         | 羽黒町                       | 平成17年10月1日 鶴岡市 | 鶴岡市 |
| 田川郡 | 仙道村                  | 仙道村         | 仙道村                     | 仙道村                 | 東田川郡 | 仙道村                          | 泉村                       | 泉村                           | 泉村                        | 泉村                        | 昭和30年2月1日 羽黒町         | 羽黒町                       | 平成17年10月1日 鶴岡市 | 鶴岡市 |
| 田川郡 | 野田村                  | 野田村         | 野田村                     | 野田村                 | 東田川郡 | 野田村                          | 泉村                       | 泉村                           | 泉村                        | 泉村                        | 昭和30年2月1日 羽黒町         | 羽黒町                       | 平成17年10月1日 鶴岡市 | 鶴岡市 |
| 田川郡 | 増川新田村              | 増川新田村     | 増川新田村                 | 増川新田村             | 東田川郡 | 増川新田村                      | 泉村                       | 泉村                           | 泉村                        | 泉村                        | 昭和30年2月1日 羽黒町         | 羽黒町                       | 平成17年10月1日 鶴岡市 | 鶴岡市 |
| 田川郡 | 川代村                  | 川代村         | 川代村                     | 明治9年 川代村         | 東田川郡 | 川代村                          | 泉村                       | 泉村                           | 泉村                        | 泉村                        | 昭和30年2月1日 羽黒町         | 羽黒町                       | 平成17年10月1日 鶴岡市 | 鶴岡市 |
| 田川郡 | 真木坂村                | 真木坂村       | 真木坂村                   | 明治9年 川代村         | 東田川郡 | 川代村                          | 泉村                       | 泉村                           | 泉村                        | 泉村                        | 昭和30年2月1日 羽黒町         | 羽黒町                       | 平成17年10月1日 鶴岡市 | 鶴岡市 |
| 田川郡 | 国見村                  | 国見村         | 国見村                     | 明治9年 玉川村         | 東田川郡 | 玉川村                          | 泉村                       | 泉村                           | 泉村                        | 泉村                        | 昭和30年2月1日 羽黒町         | 羽黒町                       | 平成17年10月1日 鶴岡市 | 鶴岡市 |
| 田川郡 | 村杉番村                | 村杉番村       | 村杉番村                   | 明治9年 玉川村         | 東田川郡 | 玉川村                          | 泉村                       | 泉村                           | 泉村                        | 泉村                        | 昭和30年2月1日 羽黒町         | 羽黒町                       | 平成17年10月1日 鶴岡市 | 鶴岡市 |
| 田川郡 | 大口村                  | 大口村         | 大口村                     | 大口村                 | 東田川郡 | 大口村                          | 泉村                       | 泉村                           | 泉村                        | 泉村                        | 昭和30年2月1日 羽黒町         | 羽黒町                       | 平成17年10月1日 鶴岡市 | 鶴岡市 |
| 田川郡 | 市野山村                | 市野山村       | 市野山村                   | 市野山村               | 東田川郡 | 市野山村                        | 泉村                       | 泉村                           | 泉村                        | 泉村                        | 昭和30年2月1日 羽黒町         | 羽黒町                       | 平成17年10月1日 鶴岡市 | 鶴岡市 |
| 田川郡 | 戸野村                  | 戸野村         | 戸野村                     | 戸野村                 | 東田川郡 | 戸野村                          | 泉村                       | 泉村                           | 泉村                        | 泉村                        | 昭和30年2月1日 羽黒町         | 羽黒町                       | 平成17年10月1日 鶴岡市 | 鶴岡市 |
| 田川郡 | 野荒町村                | 野荒町村       | 野荒町村                   | 野荒町村               | 東田川郡 | 野荒町村                        | 泉村                       | 泉村                           | 泉村                        | 泉村                        | 昭和30年2月1日 羽黒町         | 羽黒町                       | 平成17年10月1日 鶴岡市 | 鶴岡市 |
| 田川郡 | 荒川村                  | 荒川村         | 荒川村                     | 明治9年 荒川村         | 東田川郡 | 荒川村                          | 泉村                       | 泉村                           | 泉村                        | 泉村                        | 昭和30年2月1日 羽黒町         | 羽黒町                       | 平成17年10月1日 鶴岡市 | 鶴岡市 |
| 田川郡 | 鎌田村                  | 鎌田村         | 鎌田村                     | 明治9年 荒川村         | 東田川郡 | 荒川村                          | 泉村                       | 泉村                           | 泉村                        | 泉村                        | 昭和30年2月1日 羽黒町         | 羽黒町                       | 平成17年10月1日 鶴岡市 | 鶴岡市 |
| 田川郡 | 西荒川村                | 西荒川村       | 西荒川村                   | 明治9年 荒川村         | 東田川郡 | 荒川村                          | 泉村                       | 泉村                           | 泉村                        | 泉村                        | 昭和30年2月1日 羽黒町         | 羽黒町                       | 平成17年10月1日 鶴岡市 | 鶴岡市 |
| 田川郡 | 町屋村                  | 町屋村         | 町屋村                     | 明治9年 町屋村         | 東田川郡 | 町屋村                          | 泉村                       | 泉村                           | 泉村                        | 泉村                        | 昭和30年2月1日 羽黒町         | 羽黒町                       | 平成17年10月1日 鶴岡市 | 鶴岡市 |
| 田川郡 | 田屋村                  | 田屋村         | 田屋村                     | 明治9年 町屋村         | 東田川郡 | 町屋村                          | 泉村                       | 泉村                           | 泉村                        | 泉村                        | 昭和30年2月1日 羽黒町         | 羽黒町                       | 平成17年10月1日 鶴岡市 | 鶴岡市 |
| 田川郡 | 金森目村                | 金森目村       | 金森目村                   | 金森目村               | 東田川郡 | 金森目村                        | 泉村                       | 泉村                           | 泉村                        | 泉村                        | 昭和30年2月1日 羽黒町         | 羽黒町                       | 平成17年10月1日 鶴岡市 | 鶴岡市 |
| 田川郡 | 中村                    | 中村           | 中村                       | 明治9年 小増川村       | 東田川郡 | 小増川村                        | 泉村                       | 泉村                           | 泉村                        | 泉村                        | 昭和30年2月1日 羽黒町         | 羽黒町                       | 平成17年10月1日 鶴岡市 | 鶴岡市 |
| 田川郡 | 谷地楯村                | 谷地楯村       | 谷地楯村                   | 明治9年 小増川村       | 東田川郡 | 小増川村                        | 泉村                       | 泉村                           | 泉村                        | 泉村                        | 昭和30年2月1日 羽黒町         | 羽黒町                       | 平成17年10月1日 鶴岡市 | 鶴岡市 |
| 田川郡 | 興屋村                  | 興屋村         | 興屋村                     | 明治9年 改称 染興屋村  | 東田川郡 | 染興屋村                        | 泉村                       | 泉村                           | 泉村                        | 泉村                        | 昭和30年2月1日 羽黒町         | 羽黒町                       | 平成17年10月1日 鶴岡市 | 鶴岡市 |
| 田川郡 | 川行村                  | 川行村         | 川行村                     | 川行村                 | 東田川郡 | 川行村                          | 泉村                       | 泉村                           | 泉村                        | 泉村                        | 昭和30年2月1日 羽黒町         | 羽黒町                       | 平成17年10月1日 鶴岡市 | 鶴岡市 |
| 田川郡 | 中里村                  | 中里村         | 中里村                     | 中里村                 | 東田川郡 | 中里村                          | 泉村                       | 泉村                           | 泉村                        | 泉村                        | 昭和30年2月1日 羽黒町         | 羽黒町                       | 平成17年10月1日 鶴岡市 | 鶴岡市 |
| 田川郡 | 上野新田村              | 上野新田村     | 上野新田村                 | 上野新田村             | 東田川郡 | 上野新田村                      | 広瀬村                     | 広瀬村                         | 広瀬村                      | 広瀬村                      | 昭和30年2月1日 羽黒町         | 羽黒町                       | 平成17年10月1日 鶴岡市 | 鶴岡市 |
| 田川郡 | 猪俣新田村              | 猪俣新田村     | 猪俣新田村                 | 猪俣新田村             | 東田川郡 | 猪俣新田村                      | 広瀬村                     | 広瀬村                         | 広瀬村                      | 広瀬村                      | 昭和30年2月1日 羽黒町         | 羽黒町                       | 平成17年10月1日 鶴岡市 | 鶴岡市 |
| 田川郡 | 高寺村                  | 高寺村         | 高寺村                     | 高寺村                 | 東田川郡 | 高寺村                          | 広瀬村                     | 広瀬村                         | 広瀬村                      | 広瀬村                      | 昭和30年2月1日 羽黒町         | 羽黒町                       | 平成17年10月1日 鶴岡市 | 鶴岡市 |
| 田川郡 | 後田村                  | 後田村         | 後田村                     | 明治9年 後田村         | 東田川郡 | 後田村                          | 広瀬村                     | 広瀬村                         | 広瀬村                      | 広瀬村                      | 昭和30年2月1日 羽黒町         | 羽黒町                       | 平成17年10月1日 鶴岡市 | 鶴岡市 |
| 田川郡 | 中島村                  | 中島村         | 中島村                     | 明治9年 後田村         | 東田川郡 | 後田村                          | 広瀬村                     | 広瀬村                         | 広瀬村                      | 広瀬村                      | 昭和30年2月1日 羽黒町         | 羽黒町                       | 平成17年10月1日 鶴岡市 | 鶴岡市 |
| 田川郡 | 松尾村                  | 松尾村         | 松尾村                     | 明治9年 松尾村         | 東田川郡 | 松尾村                          | 広瀬村                     | 広瀬村                         | 広瀬村                      | 広瀬村                      | 昭和30年2月1日 羽黒町         | 羽黒町                       | 平成17年10月1日 鶴岡市 | 鶴岡市 |
| 田川郡 | 西川原村                | 西川原村       | 西川原村                   | 明治9年 松尾村         | 東田川郡 | 松尾村                          | 広瀬村                     | 広瀬村                         | 広瀬村                      | 広瀬村                      | 昭和30年2月1日 羽黒町         | 羽黒町                       | 平成17年10月1日 鶴岡市 | 鶴岡市 |
| 田川郡 | 東川原村                | 東川原村       | 東川原村                   | 明治9年 松尾村         | 東田川郡 | 松尾村                          | 広瀬村                     | 広瀬村                         | 広瀬村                      | 広瀬村                      | 昭和30年2月1日 羽黒町         | 羽黒町                       | 平成17年10月1日 鶴岡市 | 鶴岡市 |
| 田川郡 | 赤川村                  | 赤川村         | 赤川村                     | 赤川村                 | 東田川郡 | 赤川村                          | 広瀬村                     | 広瀬村                         | 広瀬村                      | 広瀬村                      | 昭和30年2月1日 羽黒町         | 羽黒町                       | 平成17年10月1日 鶴岡市 | 鶴岡市 |
| 田川郡 | 細谷村                  | 細谷村         | 細谷村                     | 明治9年 細谷村         | 東田川郡 | 細谷村                          | 広瀬村                     | 広瀬村                         | 広瀬村                      | 広瀬村                      | 昭和30年2月1日 羽黒町         | 羽黒町                       | 平成17年10月1日 鶴岡市 | 鶴岡市 |
| 田川郡 | 押口村                  | 押口村         | 押口村                     | 明治9年 細谷村         | 東田川郡 | 細谷村                          | 広瀬村                     | 広瀬村                         | 広瀬村                      | 広瀬村                      | 昭和30年2月1日 羽黒町         | 羽黒町                       | 平成17年10月1日 鶴岡市 | 鶴岡市 |
| 田川郡 | 三ツ橋村                | 三ツ橋村       | 三ツ橋村                   | 三ツ橋村               | 東田川郡 | 三ツ橋村                        | 広瀬村                     | 広瀬村                         | 広瀬村                      | 広瀬村                      | 昭和30年2月1日 羽黒町         | 羽黒町                       | 平成17年10月1日 鶴岡市 | 鶴岡市 |
| 田川郡 | 狩谷野目村              | 狩谷野目村     | 狩谷野目村                 | 狩谷野目村             | 東田川郡 | 狩谷野目村                      | 広瀬村                     | 広瀬村                         | 広瀬村                      | 広瀬村                      | 昭和30年2月1日 羽黒町         | 羽黒町                       | 平成17年10月1日 鶴岡市 | 鶴岡市 |
| 田川郡 | 石野新田村              | 石野新田村     | 石野新田村                 | 石野新田村             | 東田川郡 | 石野新田村                      | 広瀬村                     | 広瀬村                         | 広瀬村                      | 広瀬村                      | 昭和30年2月1日 羽黒町         | 羽黒町                       | 平成17年10月1日 鶴岡市 | 鶴岡市 |
| 田川郡 | 富沢村                  | 富沢村         | 富沢村                     | 富沢村                 | 東田川郡 | 富沢村                          | 広瀬村                     | 広瀬村                         | 広瀬村                      | 広瀬村                      | 昭和30年2月1日 羽黒町         | 羽黒町                       | 平成17年10月1日 鶴岡市 | 鶴岡市 |
| 田川郡 | 昼田村                  | 昼田村         | 昼田村                     | 昼田村                 | 東田川郡 | 昼田村                          | 広瀬村                     | 広瀬村                         | 広瀬村                      | 広瀬村                      | 昭和30年2月1日 羽黒町         | 羽黒町                       | 平成17年10月1日 鶴岡市 | 鶴岡市 |
| 田川郡 | 馬渡村                  | 上             | 馬渡村                     | 馬渡村                 | 東田川郡 | 馬渡村                          | 広瀬村                     | 広瀬村                         | 広瀬村                      | 広瀬村                      | 昭和30年2月1日 羽黒町         | 羽黒町                       | 平成17年10月1日 鶴岡市 | 鶴岡市 |
| 田川郡 | 馬渡村                  | 下             | 馬渡村                     | 馬渡村                 | 東田川郡 | 馬渡村                          | 黒川村                     | 黒川村                         | 黒川村                      | 黒川村                      | 昭和29年12月1日 櫛引村        | 昭和41年12月1日 町制 櫛引町  | 平成17年10月1日 鶴岡市 | 鶴岡市 |
| 田川郡 | 黒川村                  | 黒川村         | 黒川村                     | 黒川村                 | 東田川郡 | 黒川村                          | 黒川村                     | 黒川村                         | 黒川村                      | 黒川村                      | 昭和29年12月1日 櫛引村        | 昭和41年12月1日 町制 櫛引町  | 平成17年10月1日 鶴岡市 | 鶴岡市 |
| 田川郡 | 宝谷村                  | 宝谷村         | 宝谷村                     | 宝谷村                 | 東田川郡 | 宝谷村                          | 黒川村                     | 黒川村                         | 黒川村                      | 黒川村                      | 昭和29年12月1日 櫛引村        | 昭和41年12月1日 町制 櫛引町  | 平成17年10月1日 鶴岡市 | 鶴岡市 |
| 田川郡 | たらのき代村            | たらのき代村   | たらのき代村               | たらのき代村           | 東田川郡 | たらのき代村                    | 黒川村                     | 黒川村                         | 黒川村                      | 黒川村                      | 昭和29年12月1日 櫛引村        | 昭和41年12月1日 町制 櫛引町  | 平成17年10月1日 鶴岡市 | 鶴岡市 |
| 田川郡 | 田代村                  | 田代村         | 田代村                     | 田代村                 | 東田川郡 | 田代村                          | 黒川村                     | 黒川村                         | 黒川村                      | 黒川村                      | 昭和29年12月1日 櫛引村        | 昭和41年12月1日 町制 櫛引町  | 平成17年10月1日 鶴岡市 | 鶴岡市 |
| 田川郡 | 松根村                  | 松根村         | 松根村                     | 松根村                 | 東田川郡 | 松根村                          | 黒川村                     | 黒川村                         | 黒川村                      | 黒川村                      | 昭和29年12月1日 櫛引村        | 昭和41年12月1日 町制 櫛引町  | 平成17年10月1日 鶴岡市 | 鶴岡市 |
| 田川郡 | 板井川村                | 板井川村       | 板井川村                   | 板井川村               | 東田川郡 | 板井川村                        | 山添村                     | 山添村                         | 山添村                      | 山添村                      | 昭和29年12月1日 櫛引村        | 昭和41年12月1日 町制 櫛引町  | 平成17年10月1日 鶴岡市 | 鶴岡市 |
| 田川郡 | 片貝村                  | 片貝村         | 片貝村                     | 明治9年 西片屋村       | 東田川郡 | 西片屋村                        | 山添村                     | 山添村                         | 山添村                      | 山添村                      | 昭和29年12月1日 櫛引村        | 昭和41年12月1日 町制 櫛引町  | 平成17年10月1日 鶴岡市 | 鶴岡市 |
| 田川郡 | 興屋村                  | 興屋村         | 興屋村                     | 明治9年 西片屋村       | 東田川郡 | 西片屋村                        | 山添村                     | 山添村                         | 山添村                      | 山添村                      | 昭和29年12月1日 櫛引村        | 昭和41年12月1日 町制 櫛引町  | 平成17年10月1日 鶴岡市 | 鶴岡市 |
| 田川郡 | 西岩本村                | 西岩本村       | 西岩本村                   | 明治9年 西片屋村       | 東田川郡 | 西片屋村                        | 山添村                     | 山添村                         | 山添村                      | 山添村                      | 昭和29年12月1日 櫛引村        | 昭和41年12月1日 町制 櫛引町  | 平成17年10月1日 鶴岡市 | 鶴岡市 |
| 田川郡 | 東荒屋村                | 東荒屋村       | 東荒屋村                   | 東荒屋村               | 東田川郡 | 東荒屋村                        | 山添村                     | 山添村                         | 山添村                      | 山添村                      | 昭和29年12月1日 櫛引村        | 昭和41年12月1日 町制 櫛引町  | 平成17年10月1日 鶴岡市 | 鶴岡市 |
| 田川郡 | 西荒屋村                | 西荒屋村       | 西荒屋村                   | 西荒屋村               | 東田川郡 | 西荒屋村                        | 山添村                     | 山添村                         | 山添村                      | 山添村                      | 昭和29年12月1日 櫛引村        | 昭和41年12月1日 町制 櫛引町  | 平成17年10月1日 鶴岡市 | 鶴岡市 |
| 田川郡 | 中臼井村                | 中臼井村       | 中臼井村                   | 明治9年 常盤木村       | 東田川郡 | 常盤木村                        | 山添村                     | 山添村                         | 山添村                      | 山添村                      | 昭和29年12月1日 櫛引村        | 昭和41年12月1日 町制 櫛引町  | 平成17年10月1日 鶴岡市 | 鶴岡市 |
| 田川郡 | 湯殿村                  | 湯殿村         | 湯殿村                     | 明治9年 常盤木村       | 東田川郡 | 常盤木村                        | 山添村                     | 山添村                         | 山添村                      | 山添村                      | 昭和29年12月1日 櫛引村        | 昭和41年12月1日 町制 櫛引町  | 平成17年10月1日 鶴岡市 | 鶴岡市 |
| 田川郡 | 大臼井村                | 大臼井村       | 大臼井村                   | 明治9年 常盤木村       | 東田川郡 | 常盤木村                        | 山添村                     | 山添村                         | 山添村                      | 山添村                      | 昭和29年12月1日 櫛引村        | 昭和41年12月1日 町制 櫛引町  | 平成17年10月1日 鶴岡市 | 鶴岡市 |
| 田川郡 | 関口村                  | 関口村         | 関口村                     | 明治9年 常盤木村       | 東田川郡 | 常盤木村                        | 山添村                     | 山添村                         | 山添村                      | 山添村                      | 昭和29年12月1日 櫛引村        | 昭和41年12月1日 町制 櫛引町  | 平成17年10月1日 鶴岡市 | 鶴岡市 |
| 田川郡 | 高橋村                  | 高橋村         | 高橋村                     | 明治9年 常盤木村       | 東田川郡 | 常盤木村                        | 山添村                     | 山添村                         | 山添村                      | 山添村                      | 昭和29年12月1日 櫛引村        | 昭和41年12月1日 町制 櫛引町  | 平成17年10月1日 鶴岡市 | 鶴岡市 |
| 田川郡 | 備前村                  | 備前村         | 備前村                     | 備前村                 | 東田川郡 | 備前村                          | 山添村                     | 山添村                         | 山添村                      | 山添村                      | 昭和29年12月1日 櫛引村        | 昭和41年12月1日 町制 櫛引町  | 平成17年10月1日 鶴岡市 | 鶴岡市 |
| 田川郡 | 丸岡村                  | 丸岡村         | 丸岡村                     | 丸岡村                 | 東田川郡 | 丸岡村                          | 山添村                     | 山添村                         | 山添村                      | 山添村                      | 昭和29年12月1日 櫛引村        | 昭和41年12月1日 町制 櫛引町  | 平成17年10月1日 鶴岡市 | 鶴岡市 |
| 田川郡 | 中村                    | 中村           | 中村                       | 明治9年 改称 中田村    | 東田川郡 | 中田村                          | 山添村                     | 山添村                         | 山添村                      | 山添村                      | 昭和29年12月1日 櫛引村        | 昭和41年12月1日 町制 櫛引町  | 平成17年10月1日 鶴岡市 | 鶴岡市 |
| 田川郡 | 上桂俣村                | 上桂俣村       | 上桂俣村                   | 明治9年 桂荒俣村       | 東田川郡 | 桂荒俣村                        | 山添村                     | 山添村                         | 山添村                      | 山添村                      | 昭和29年12月1日 櫛引村        | 昭和41年12月1日 町制 櫛引町  | 平成17年10月1日 鶴岡市 | 鶴岡市 |
| 田川郡 | 下桂俣村                | 下桂俣村       | 下桂俣村                   | 明治9年 桂荒俣村       | 東田川郡 | 桂荒俣村                        | 山添村                     | 山添村                         | 山添村                      | 山添村                      | 昭和29年12月1日 櫛引村        | 昭和41年12月1日 町制 櫛引町  | 平成17年10月1日 鶴岡市 | 鶴岡市 |
| 田川郡 | 備前荒屋敷村            | 備前荒屋敷村   | 備前荒屋敷村               | 明治9年 桂荒俣村       | 東田川郡 | 桂荒俣村                        | 山添村                     | 山添村                         | 山添村                      | 山添村                      | 昭和29年12月1日 櫛引村        | 昭和41年12月1日 町制 櫛引町  | 平成17年10月1日 鶴岡市 | 鶴岡市 |
| 田川郡 | 上山添村                | 上山添村       | 上山添村                   | 上山添村               | 東田川郡 | 上山添村                        | 山添村                     | 山添村                         | 山添村                      | 山添村                      | 昭和29年12月1日 櫛引村        | 昭和41年12月1日 町制 櫛引町  | 平成17年10月1日 鶴岡市 | 鶴岡市 |
| 田川郡 | 下山添村                | 下山添村       | 下山添村                   | 下山添村               | 東田川郡 | 下山添村                        | 山添村                     | 山添村                         | 山添村                      | 山添村                      | 昭和29年12月1日 櫛引村        | 昭和41年12月1日 町制 櫛引町  | 平成17年10月1日 鶴岡市 | 鶴岡市 |
| 田川郡 | 鳥飼島村                | 鳥飼島村       | 鳥飼島村                   | 鳥飼島村               | 東田川郡 | 鳥飼島村                        | 山添村                     | 山添村                         | 山添村                      | 山添村                      | 昭和29年12月1日 櫛引村        | 昭和41年12月1日 町制 櫛引町  | 平成17年10月1日 鶴岡市 | 鶴岡市 |
| 田川郡 | 塩田村                  | 一部           | 塩田村                     | 明治9年 寿村           | 東田川郡 | 寿村                            | 山添村                     | 山添村                         | 山添村                      | 山添村                      | 昭和29年12月1日 櫛引村        | 昭和41年12月1日 町制 櫛引町  | 平成17年10月1日 鶴岡市 | 鶴岡市 |
| 田川郡 | 塩田村                  | 大部分         | 塩田村                     | 明治9年 寿村           | 東田川郡 | 寿村                            | 黄金村                     | 黄金村                         | 黄金村                      | 黄金村                      | 昭和30年4月1日 鶴岡市に編入   | 鶴岡市                       | 平成17年10月1日 鶴岡市 | 鶴岡市 |
| 田川郡 | 川口村                  | 川口村         | 川口村                     | 明治9年 寿村           | 東田川郡 | 寿村                            | 黄金村                     | 黄金村                         | 黄金村                      | 黄金村                      | 昭和30年4月1日 鶴岡市に編入   | 鶴岡市                       | 平成17年10月1日 鶴岡市 | 鶴岡市 |
| 田川郡 | 漆原村                  | 漆原村         | 漆原村                     | 明治9年 寿村           | 東田川郡 | 寿村                            | 黄金村                     | 黄金村                         | 黄金村                      | 黄金村                      | 昭和30年4月1日 鶴岡市に編入   | 鶴岡市                       | 平成17年10月1日 鶴岡市 | 鶴岡市 |
| 田川郡 | 谷定村                  | 谷定村         | 谷定村                     | 谷定村                 | 東田川郡 | 谷定村                          | 黄金村                     | 黄金村                         | 黄金村                      | 黄金村                      | 昭和30年4月1日 鶴岡市に編入   | 鶴岡市                       | 平成17年10月1日 鶴岡市 | 鶴岡市 |
| 田川郡 | 金谷村                  | 金谷村         | 金谷村                     | 金谷村                 | 東田川郡 | 金谷村                          | 黄金村                     | 黄金村                         | 黄金村                      | 黄金村                      | 昭和30年4月1日 鶴岡市に編入   | 鶴岡市                       | 平成17年10月1日 鶴岡市 | 鶴岡市 |
| 田川郡 | 滝沢村                  | 滝沢村         | 滝沢村                     | 滝沢村                 | 東田川郡 | 滝沢村                          | 黄金村                     | 黄金村                         | 黄金村                      | 黄金村                      | 昭和30年4月1日 鶴岡市に編入   | 鶴岡市                       | 平成17年10月1日 鶴岡市 | 鶴岡市 |
| 田川郡 | 青竜寺村                | 青竜寺村       | 青竜寺村                   | 青竜寺村               | 東田川郡 | 青竜寺村                        | 黄金村                     | 黄金村                         | 黄金村                      | 黄金村                      | 昭和30年4月1日 鶴岡市に編入   | 鶴岡市                       | 平成17年10月1日 鶴岡市 | 鶴岡市 |
| 田川郡 | 山谷村                  | 山谷村         | 山谷村                     | 明治9年 改称 上山谷村  | 東田川郡 | 上山谷村                        | 黄金村                     | 黄金村                         | 黄金村                      | 黄金村                      | 昭和30年4月1日 鶴岡市に編入   | 鶴岡市                       | 平成17年10月1日 鶴岡市 | 鶴岡市 |
| 田川郡 | 下中島村                | 下中島村       | 下中島村                   | 明治9年 中橋村         | 東田川郡 | 中橋村                          | 黄金村                     | 黄金村                         | 黄金村                      | 黄金村                      | 昭和30年4月1日 鶴岡市に編入   | 鶴岡市                       | 平成17年10月1日 鶴岡市 | 鶴岡市 |
| 田川郡 | 折橋村                  | 折橋村         | 折橋村                     | 明治9年 中橋村         | 東田川郡 | 中橋村                          | 黄金村                     | 黄金村                         | 黄金村                      | 黄金村                      | 昭和30年4月1日 鶴岡市に編入   | 鶴岡市                       | 平成17年10月1日 鶴岡市 | 鶴岡市 |
| 田川郡 | 上中島村                | 上中島村       | 上中島村                   | 明治9年 中橋村         | 東田川郡 | 中橋村                          | 黄金村                     | 黄金村                         | 黄金村                      | 黄金村                      | 昭和30年4月1日 鶴岡市に編入   | 鶴岡市                       | 平成17年10月1日 鶴岡市 | 鶴岡市 |
| 田川郡 | 民田村                  | 民田村         | 民田村                     | 民田村                 | 東田川郡 | 民田村                          | 黄金村                     | 黄金村                         | 黄金村                      | 黄金村                      | 昭和30年4月1日 鶴岡市に編入   | 鶴岡市                       | 平成17年10月1日 鶴岡市 | 鶴岡市 |
| 田川郡 | 高坂村                  | 高坂村         | 高坂村                     | 明治9年 高坂村         | 東田川郡 | 高坂村                          | 黄金村                     | 黄金村                         | 黄金村                      | 黄金村                      | 昭和30年4月1日 鶴岡市に編入   | 鶴岡市                       | 平成17年10月1日 鶴岡市 | 鶴岡市 |
| 田川郡 | 赤坂村                  | 赤坂村         | 赤坂村                     | 明治9年 高坂村         | 東田川郡 | 高坂村                          | 黄金村                     | 黄金村                         | 黄金村                      | 黄金村                      | 昭和30年4月1日 鶴岡市に編入   | 鶴岡市                       | 平成17年10月1日 鶴岡市 | 鶴岡市 |
| 田川郡 | 勝福寺村                | 勝福寺村       | 勝福寺村                   | 明治9年 勝福寺村       | 東田川郡 | 勝福寺村                        | 斎村                       | 斎村                           | 斎村                        | 斎村                        | 昭和30年4月1日 鶴岡市に編入   | 鶴岡市                       | 平成17年10月1日 鶴岡市 | 鶴岡市 |
| 田川郡 | 藤掛村                  | 藤掛村         | 藤掛村                     | 明治9年 勝福寺村       | 東田川郡 | 勝福寺村                        | 斎村                       | 斎村                           | 斎村                        | 斎村                        | 昭和30年4月1日 鶴岡市に編入   | 鶴岡市                       | 平成17年10月1日 鶴岡市 | 鶴岡市 |
| 田川郡 | 我老林村                | 我老林村       | 我老林村                   | 我老林村               | 東田川郡 | 我老林村                        | 斎村                       | 斎村                           | 斎村                        | 斎村                        | 昭和30年4月1日 鶴岡市に編入   | 鶴岡市                       | 平成17年10月1日 鶴岡市 | 鶴岡市 |
| 田川郡 | 斎藤川原村              | 斎藤川原村     | 斎藤川原村                 | 斎藤川原村             | 東田川郡 | 斎藤川原村                      | 斎村                       | 斎村                           | 斎村                        | 斎村                        | 昭和30年4月1日 鶴岡市に編入   | 鶴岡市                       | 平成17年10月1日 鶴岡市 | 鶴岡市 |
| 田川郡 | 伊勢横内村              | 伊勢横内村     | 伊勢横内村                 | 伊勢横内村             | 東田川郡 | 伊勢横内村                      | 斎村                       | 斎村                           | 斎村                        | 斎村                        | 昭和30年4月1日 鶴岡市に編入   | 鶴岡市                       | 平成17年10月1日 鶴岡市 | 鶴岡市 |
| 田川郡 | 苗津村                  | 苗津村         | 苗津村                     | 明治9年 苗津村         | 東田川郡 | 苗津村                          | 斎村                       | 斎村                           | 斎村                        | 斎村                        | 昭和30年4月1日 鶴岡市に編入   | 鶴岡市                       | 平成17年10月1日 鶴岡市 | 鶴岡市 |
| 田川郡 | 川村                    | 川村           | 川村                       | 明治9年 苗津村         | 東田川郡 | 苗津村                          | 斎村                       | 斎村                           | 斎村                        | 斎村                        | 昭和30年4月1日 鶴岡市に編入   | 鶴岡市                       | 平成17年10月1日 鶴岡市 | 鶴岡市 |
| 田川郡 | 八ツ興屋村              | 八ツ興屋村     | 八ツ興屋村                 | 八ツ興屋村             | 東田川郡 | 八ツ興屋村                      | 斎村                       | 斎村                           | 斎村                        | 斎村                        | 昭和30年4月1日 鶴岡市に編入   | 鶴岡市                       | 平成17年10月1日 鶴岡市 | 鶴岡市 |
| 田川郡 | 藤原村                  | 藤原村         | 藤原村                     | 明治9年 遠賀原村       | 東田川郡 | 遠賀原村                        | 斎村                       | 斎村                           | 斎村                        | 斎村                        | 昭和30年4月1日 鶴岡市に編入   | 鶴岡市                       | 平成17年10月1日 鶴岡市 | 鶴岡市 |
| 田川郡 | 稲荷村                  | 稲荷村         | 稲荷村                     | 明治9年 遠賀原村       | 東田川郡 | 遠賀原村                        | 斎村                       | 斎村                           | 斎村                        | 斎村                        | 昭和30年4月1日 鶴岡市に編入   | 鶴岡市                       | 平成17年10月1日 鶴岡市 | 鶴岡市 |
| 田川郡 | 下外内島村              | 下外内島村     | 下外内島村                 | 明治9年 外内島村       | 東田川郡 | 外内島村                        | 斎村                       | 斎村                           | 斎村                        | 斎村                        | 昭和30年4月1日 鶴岡市に編入   | 鶴岡市                       | 平成17年10月1日 鶴岡市 | 鶴岡市 |
| 田川郡 | 信州村                  | 信州村         | 信州村                     | 明治9年 外内島村       | 東田川郡 | 外内島村                        | 斎村                       | 斎村                           | 斎村                        | 斎村                        | 昭和30年4月1日 鶴岡市に編入   | 鶴岡市                       | 平成17年10月1日 鶴岡市 | 鶴岡市 |
| 田川郡 | 上外内島村              | 上外内島村     | 上外内島村                 | 明治9年 外内島村       | 東田川郡 | 外内島村                        | 斎村                       | 斎村                           | 斎村                        | 斎村                        | 昭和30年4月1日 鶴岡市に編入   | 鶴岡市                       | 平成17年10月1日 鶴岡市 | 鶴岡市 |
| 田川郡 | 荒井京田村              | 荒井京田村     | 荒井京田村                 | 荒井京田村             | 西田川郡 | 荒井京田村                      | 京田村                     | 京田村                         | 京田村                      | 京田村                      | 昭和30年4月1日 鶴岡市に編入   | 鶴岡市                       | 平成17年10月1日 鶴岡市 | 鶴岡市 |
| 田川郡 | 覚岸寺村                | 覚岸寺村       | 覚岸寺村                   | 覚岸寺村               | 西田川郡 | 覚岸寺村                        | 京田村                     | 京田村                         | 京田村                      | 京田村                      | 昭和30年4月1日 鶴岡市に編入   | 鶴岡市                       | 平成17年10月1日 鶴岡市 | 鶴岡市 |
| 田川郡 | 北京田村                | 北京田村       | 北京田村                   | 北京田村               | 西田川郡 | 北京田村                        | 京田村                     | 京田村                         | 京田村                      | 京田村                      | 昭和30年4月1日 鶴岡市に編入   | 鶴岡市                       | 平成17年10月1日 鶴岡市 | 鶴岡市 |
| 田川郡 | 高田麦村                | 高田麦村       | 高田麦村                   | 明治9年 改称 高田村    | 西田川郡 | 高田村                          | 京田村                     | 京田村                         | 京田村                      | 京田村                      | 昭和30年4月1日 鶴岡市に編入   | 鶴岡市                       | 平成17年10月1日 鶴岡市 | 鶴岡市 |
| 田川郡 | 西京田村                | 西京田村       | 西京田村                   | 西京田村               | 西田川郡 | 西京田村                        | 京田村                     | 京田村                         | 京田村                      | 京田村                      | 昭和30年4月1日 鶴岡市に編入   | 鶴岡市                       | 平成17年10月1日 鶴岡市 | 鶴岡市 |
| 田川郡 | 平京田村                | 平京田村       | 平京田村                   | 平京田村               | 西田川郡 | 平京田村                        | 京田村                     | 京田村                         | 京田村                      | 京田村                      | 昭和30年4月1日 鶴岡市に編入   | 鶴岡市                       | 平成17年10月1日 鶴岡市 | 鶴岡市 |
| 田川郡 | 中野京田村              | 中野京田村     | 中野京田村                 | 中野京田村             | 西田川郡 | 中野京田村                      | 京田村                     | 京田村                         | 京田村                      | 京田村                      | 昭和30年4月1日 鶴岡市に編入   | 鶴岡市                       | 平成17年10月1日 鶴岡市 | 鶴岡市 |
| 田川郡 | 千安村                  | 千安村         | 千安村                     | 明治9年 安丹村         | 西田川郡 | 安丹村                          | 京田村                     | 京田村                         | 京田村                      | 京田村                      | 昭和30年4月1日 鶴岡市に編入   | 鶴岡市                       | 平成17年10月1日 鶴岡市 | 鶴岡市 |
| 田川郡 | 丹波興屋村              | 丹波興屋村     | 丹波興屋村                 | 明治9年 安丹村         | 西田川郡 | 安丹村                          | 京田村                     | 京田村                         | 京田村                      | 京田村                      | 昭和30年4月1日 鶴岡市に編入   | 鶴岡市                       | 平成17年10月1日 鶴岡市 | 鶴岡市 |
| 田川郡 | 林崎村                  | 林崎村         | 林崎村                     | 林崎村                 | 西田川郡 | 林崎村                          | 京田村                     | 京田村                         | 京田村                      | 京田村                      | 昭和30年4月1日 鶴岡市に編入   | 鶴岡市                       | 平成17年10月1日 鶴岡市 | 鶴岡市 |
| 田川郡 | 野興屋村                | 野興屋村       | 野興屋村                   | 明治9年 豊田村         | 西田川郡 | 豊田村                          | 京田村                     | 京田村                         | 京田村                      | 京田村                      | 昭和30年4月1日 鶴岡市に編入   | 鶴岡市                       | 平成17年10月1日 鶴岡市 | 鶴岡市 |
| 田川郡 | 漆島村                  | 漆島村         | 漆島村                     | 明治9年 豊田村         | 西田川郡 | 豊田村                          | 京田村                     | 京田村                         | 京田村                      | 京田村                      | 昭和30年4月1日 鶴岡市に編入   | 鶴岡市                       | 平成17年10月1日 鶴岡市 | 鶴岡市 |
| 田川郡 | 阿部興屋村              | 阿部興屋村     | 阿部興屋村                 | 明治9年 福田村         | 西田川郡 | 福田村                          | 京田村                     | 京田村                         | 京田村                      | 京田村                      | 昭和30年4月1日 鶴岡市に編入   | 鶴岡市                       | 平成17年10月1日 鶴岡市 | 鶴岡市 |
| 田川郡 | 論田村                  | 論田村         | 論田村                     | 明治9年 福田村         | 西田川郡 | 福田村                          | 京田村                     | 京田村                         | 京田村                      | 京田村                      | 昭和30年4月1日 鶴岡市に編入   | 鶴岡市                       | 平成17年10月1日 鶴岡市 | 鶴岡市 |
| 田川郡 | 小京田村                | 小京田村       | 小京田村                   | 小京田村               | 西田川郡 | 小京田村                        | 栄村                       | 栄村                           | 栄村                        | 栄村                        | 昭和30年4月1日 鶴岡市に編入   | 鶴岡市                       | 平成17年10月1日 鶴岡市 | 鶴岡市 |
| 田川郡 | 本郷村                  | 本郷村         | 本郷村                     | 明治9年 改称 本田村    | 西田川郡 | 本田村                          | 栄村                       | 栄村                           | 栄村                        | 栄村                        | 昭和30年4月1日 鶴岡市に編入   | 鶴岡市                       | 平成17年10月1日 鶴岡市 | 鶴岡市 |
| 田川郡 | 播磨京田村              | 播磨京田村     | 播磨京田村                 | 明治9年 播磨村         | 西田川郡 | 播磨村                          | 栄村                       | 栄村                           | 栄村                        | 栄村                        | 昭和30年4月1日 鶴岡市に編入   | 鶴岡市                       | 平成17年10月1日 鶴岡市 | 鶴岡市 |
| 田川郡 | 野中新田村              | 野中新田村     | 野中新田村                 | 明治9年 播磨村         | 西田川郡 | 播磨村                          | 栄村                       | 栄村                           | 栄村                        | 栄村                        | 昭和30年4月1日 鶴岡市に編入   | 鶴岡市                       | 平成17年10月1日 鶴岡市 | 鶴岡市 |
| 田川郡 | 中京田村                | 中京田村       | 中京田村                   | 中京田村               | 西田川郡 | 中京田村                        | 栄村                       | 栄村                           | 栄村                        | 栄村                        | 昭和30年4月1日 鶴岡市に編入   | 鶴岡市                       | 平成17年10月1日 鶴岡市 | 鶴岡市 |
| 田川郡 | 菖蒲沼村                | 菖蒲沼村       | 菖蒲沼村                   | 明治9年 平田村         | 西田川郡 | 平田村                          | 栄村                       | 栄村                           | 栄村                        | 栄村                        | 昭和30年4月1日 鶴岡市に編入   | 鶴岡市                       | 平成17年10月1日 鶴岡市 | 鶴岡市 |
| 田川郡 | 新興屋村                | 新興屋村       | 新興屋村                   | 明治9年 平田村         | 西田川郡 | 平田村                          | 栄村                       | 栄村                           | 栄村                        | 栄村                        | 昭和30年4月1日 鶴岡市に編入   | 鶴岡市                       | 平成17年10月1日 鶴岡市 | 鶴岡市 |
| 田川郡 | 湯野沢村                | 湯野沢村       | 湯野沢村                   | 湯野沢村               | 西田川郡 | 湯野沢村                        | 栄村                       | 栄村                           | 栄村                        | 栄村                        | 昭和30年4月1日 鶴岡市に編入   | 鶴岡市                       | 平成17年10月1日 鶴岡市 | 鶴岡市 |
| 田川郡 | 白山林村                | 白山林村       | 白山林村                   | 明治9年 白山林村       | 西田川郡 | 白山林村                        | 大泉村                     | 大泉村                         | 大泉村                      | 大泉村                      | 昭和30年4月1日 鶴岡市に編入   | 鶴岡市                       | 平成17年10月1日 鶴岡市 | 鶴岡市 |
| 田川郡 | 興屋村                  | 興屋村         | 興屋村                     | 明治9年 白山林村       | 西田川郡 | 白山林村                        | 大泉村                     | 大泉村                         | 大泉村                      | 大泉村                      | 昭和30年4月1日 鶴岡市に編入   | 鶴岡市                       | 平成17年10月1日 鶴岡市 | 鶴岡市 |
| 田川郡 | 木村新田村              | 木村新田村     | 木村新田村                 | 明治9年 白山林村       | 西田川郡 | 白山林村                        | 大泉村                     | 大泉村                         | 大泉村                      | 大泉村                      | 昭和30年4月1日 鶴岡市に編入   | 鶴岡市                       | 平成17年10月1日 鶴岡市 | 鶴岡市 |
| 田川郡 | 森片村                  | 森片村         | 森片村                     | 森片村                 | 西田川郡 | 森片村                          | 大泉村                     | 大泉村                         | 大泉村                      | 大泉村                      | 昭和30年4月1日 鶴岡市に編入   | 鶴岡市                       | 平成17年10月1日 鶴岡市 | 鶴岡市 |
| 田川郡 | 下清水村                | 下清水村       | 下清水村                   | 下清水村               | 西田川郡 | 下清水村                        | 大泉村                     | 大泉村                         | 大泉村                      | 大泉村                      | 昭和30年4月1日 鶴岡市に編入   | 鶴岡市                       | 平成17年10月1日 鶴岡市 | 鶴岡市 |
| 田川郡 | 矢馳村                  | 矢馳村         | 矢馳村                     | 矢馳村                 | 西田川郡 | 矢馳村                          | 大泉村                     | 大泉村                         | 大泉村                      | 大泉村                      | 昭和30年4月1日 鶴岡市に編入   | 鶴岡市                       | 平成17年10月1日 鶴岡市 | 鶴岡市 |
| 田川郡 | 山田村                  | 山田村         | 山田村                     | 山田村                 | 西田川郡 | 山田村                          | 大泉村                     | 大泉村                         | 大泉村                      | 大泉村                      | 昭和30年4月1日 鶴岡市に編入   | 鶴岡市                       | 平成17年10月1日 鶴岡市 | 鶴岡市 |
| 田川郡 | 大淀川村                | 大淀川村       | 大淀川村                   | 明治9年 大淀川村       | 西田川郡 | 大淀川村                        | 大泉村                     | 大泉村                         | 大泉村                      | 大泉村                      | 昭和30年4月1日 鶴岡市に編入   | 鶴岡市                       | 平成17年10月1日 鶴岡市 | 鶴岡市 |
| 田川郡 | 長沼村                  | 長沼村         | 長沼村                     | 明治9年 大淀川村       | 西田川郡 | 大淀川村                        | 大泉村                     | 大泉村                         | 大泉村                      | 大泉村                      | 昭和30年4月1日 鶴岡市に編入   | 鶴岡市                       | 平成17年10月1日 鶴岡市 | 鶴岡市 |
| 田川郡 | けぬき橋村              | けぬき橋村     | けぬき橋村                 | 明治9年 大淀川村       | 西田川郡 | 大淀川村                        | 大泉村                     | 大泉村                         | 大泉村                      | 大泉村                      | 昭和30年4月1日 鶴岡市に編入   | 鶴岡市                       | 平成17年10月1日 鶴岡市 | 鶴岡市 |
| 田川郡 | 三軒在家村              | 三軒在家村     | 三軒在家村                 | 三軒在家村             | 西田川郡 | 三軒在家村                      | 大泉村                     | 大泉村                         | 大泉村                      | 大泉村                      | 昭和30年4月1日 鶴岡市に編入   | 鶴岡市                       | 平成17年10月1日 鶴岡市 | 鶴岡市 |
| 田川郡 | 布目村                  | 布目村         | 布目村                     | 布目村                 | 西田川郡 | 布目村                          | 大泉村                     | 大泉村                         | 大泉村                      | 大泉村                      | 昭和30年4月1日 鶴岡市に編入   | 鶴岡市                       | 平成17年10月1日 鶴岡市 | 鶴岡市 |
| 田川郡 | 小淀川村                | 小淀川村       | 小淀川村                   | 小淀川村               | 西田川郡 | 小淀川村                        | 大泉村                     | 大泉村                         | 大泉村                      | 大泉村                      | 昭和30年4月1日 鶴岡市に編入   | 鶴岡市                       | 平成17年10月1日 鶴岡市 | 鶴岡市 |
| 田川郡 | 寺田村                  | 寺田村         | 寺田村                     | 寺田村                 | 西田川郡 | 寺田村                          | 大泉村                     | 大泉村                         | 大泉村                      | 大泉村                      | 昭和30年4月1日 鶴岡市に編入   | 鶴岡市                       | 平成17年10月1日 鶴岡市 | 鶴岡市 |
| 田川郡 | 井岡村                  | 井岡村         | 井岡村                     | 井岡村                 | 西田川郡 | 井岡村                          | 大泉村                     | 大泉村                         | 大泉村                      | 大泉村                      | 昭和30年4月1日 鶴岡市に編入   | 鶴岡市                       | 平成17年10月1日 鶴岡市 | 鶴岡市 |
| 田川郡 | 山屋村                  | 山屋村         | 山屋村                     | 明治9年 改称 岡山村    | 西田川郡 | 岡山村                          | 大泉村                     | 大泉村                         | 大泉村                      | 大泉村                      | 昭和30年4月1日 鶴岡市に編入   | 鶴岡市                       | 平成17年10月1日 鶴岡市 | 鶴岡市 |
| 田川郡 | 上清水村                | 上清水村       | 上清水村                   | 上清水村               | 西田川郡 | 上清水村                        | 大泉村                     | 大泉村                         | 大泉村                      | 大泉村                      | 昭和30年4月1日 鶴岡市に編入   | 鶴岡市                       | 平成17年10月1日 鶴岡市 | 鶴岡市 |
| 田川郡 | 清水新田村              | 清水新田村     | 清水新田村                 | 清水新田村             | 西田川郡 | 清水新田村                      | 大泉村                     | 大泉村                         | 大泉村                      | 大泉村                      | 昭和30年4月1日 鶴岡市に編入   | 鶴岡市                       | 平成17年10月1日 鶴岡市 | 鶴岡市 |
| 田川郡 | 田川湯村                | 田川湯村       | 田川湯村                   | 明治9年 田川湯村       | 西田川郡 | 田川湯村                        | 田川村                     | 明治25年10月7日 分立 湯田川村  | 湯田川村                    | 湯田川村                    | 昭和30年4月1日 鶴岡市に編入   | 鶴岡市                       | 平成17年10月1日 鶴岡市 | 鶴岡市 |
| 田川郡 | 山谷村                  | 山谷村         | 山谷村                     | 明治9年 田川湯村       | 西田川郡 | 田川湯村                        | 田川村                     | 明治25年10月7日 分立 湯田川村  | 湯田川村                    | 湯田川村                    | 昭和30年4月1日 鶴岡市に編入   | 鶴岡市                       | 平成17年10月1日 鶴岡市 | 鶴岡市 |
| 田川郡 | 藤沢村                  | 藤沢村         | 藤沢村                     | 藤沢村                 | 西田川郡 | 藤沢村                          | 田川村                     | 明治25年10月7日 分立 湯田川村  | 湯田川村                    | 湯田川村                    | 昭和30年4月1日 鶴岡市に編入   | 鶴岡市                       | 平成17年10月1日 鶴岡市 | 鶴岡市 |
| 田川郡 | 田川村                  | 田川村         | 田川村                     | 田川村                 | 西田川郡 | 田川村                          | 田川村                     | 田川村                         | 田川村                      | 田川村                      | 昭和30年7月29日 鶴岡市に編入  | 鶴岡市                       | 平成17年10月1日 鶴岡市 | 鶴岡市 |
| 田川郡 | 少連寺村                | 少連寺村       | 少連寺村                   | 少連寺村               | 西田川郡 | 少連寺村                        | 田川村                     | 田川村                         | 田川村                      | 田川村                      | 昭和30年7月29日 鶴岡市に編入  | 鶴岡市                       | 平成17年10月1日 鶴岡市 | 鶴岡市 |
| 田川郡 | 砂谷村                  | 砂谷村         | 砂谷村                     | 明治9年 砂谷村         | 西田川郡 | 砂谷村                          | 田川村                     | 田川村                         | 田川村                      | 田川村                      | 昭和30年7月29日 鶴岡市に編入  | 鶴岡市                       | 平成17年10月1日 鶴岡市 | 鶴岡市 |
| 田川郡 | 長滝村                  | 長滝村         | 長滝村                     | 明治9年 砂谷村         | 西田川郡 | 砂谷村                          | 田川村                     | 田川村                         | 田川村                      | 田川村                      | 昭和30年7月29日 鶴岡市に編入  | 鶴岡市                       | 平成17年10月1日 鶴岡市 | 鶴岡市 |
| 田川郡 | 関根村                  | 関根村         | 関根村                     | 関根村                 | 西田川郡 | 関根村                          | 田川村                     | 田川村                         | 田川村                      | 田川村                      | 昭和30年7月29日 鶴岡市に編入  | 鶴岡市                       | 平成17年10月1日 鶴岡市 | 鶴岡市 |
| 田川郡 | 東目村                  | 東目村         | 東目村                     | 東目村                 | 西田川郡 | 東目村                          | 田川村                     | 田川村                         | 田川村                      | 田川村                      | 昭和30年7月29日 鶴岡市に編入  | 鶴岡市                       | 平成17年10月1日 鶴岡市 | 鶴岡市 |
| 田川郡 | 坂野下村                | 坂野下村       | 坂野下村                   | 坂野下村               | 西田川郡 | 坂野下村                        | 田川村                     | 田川村                         | 田川村                      | 田川村                      | 昭和30年7月29日 鶴岡市に編入  | 鶴岡市                       | 平成17年10月1日 鶴岡市 | 鶴岡市 |
| 田川郡 | 大机村                  | 大机村         | 大机村                     | 大机村                 | 西田川郡 | 大机村                          | 田川村                     | 田川村                         | 田川村                      | 田川村                      | 昭和30年7月29日 鶴岡市に編入  | 鶴岡市                       | 平成17年10月1日 鶴岡市 | 鶴岡市 |
| 田川郡 | 加茂村                  | 加茂村         | 加茂村                     | 加茂村                 | 西田川郡 | 加茂村                          | 加茂村                     | 明治23年10月27日 町制 加茂町   | 加茂町                      | 加茂町                      | 昭和30年7月29日 鶴岡市に編入  | 鶴岡市                       | 平成17年10月1日 鶴岡市 | 鶴岡市 |
| 田川郡 | 今泉村                  | 今泉村         | 今泉村                     | 今泉村                 | 西田川郡 | 今泉村                          | 加茂村                     | 明治23年10月27日 町制 加茂町   | 加茂町                      | 加茂町                      | 昭和30年7月29日 鶴岡市に編入  | 鶴岡市                       | 平成17年10月1日 鶴岡市 | 鶴岡市 |
| 田川郡 | 湯野浜村                | 湯野浜村       | 湯野浜村                   | 湯野浜村               | 西田川郡 | 湯野浜村                        | 加茂村                     | 明治23年10月27日 町制 加茂町   | 加茂町                      | 加茂町                      | 昭和30年7月29日 鶴岡市に編入  | 鶴岡市                       | 平成17年10月1日 鶴岡市 | 鶴岡市 |
| 田川郡 | 金沢村                  | 金沢村         | 金沢村                     | 金沢村                 | 西田川郡 | 金沢村                          | 加茂村                     | 明治23年10月27日 町制 加茂町   | 加茂町                      | 加茂町                      | 昭和30年7月29日 鶴岡市に編入  | 鶴岡市                       | 平成17年10月1日 鶴岡市 | 鶴岡市 |
| 田川郡 | 油戸村                  | 油戸村         | 油戸村                     | 油戸村                 | 西田川郡 | 油戸村                          | 加茂村                     | 明治23年10月27日 町制 加茂町   | 加茂町                      | 加茂町                      | 昭和30年7月29日 鶴岡市に編入  | 鶴岡市                       | 平成17年10月1日 鶴岡市 | 鶴岡市 |
| 田川郡 |                         |                | 明治初年 起立 宮沢村       | 宮沢村                 | 西田川郡 | 宮沢村                          | 加茂村                     | 明治23年10月27日 町制 加茂町   | 加茂町                      | 加茂町                      | 昭和30年7月29日 鶴岡市に編入  | 鶴岡市                       | 平成17年10月1日 鶴岡市 | 鶴岡市 |
| 田川郡 | 三瀬村                  | 三瀬村         | 三瀬村                     | 三瀬村                 | 西田川郡 | 三瀬村                          | 豊浦村                     | 豊浦村                         | 豊浦村                      | 豊浦村                      | 昭和30年7月29日 鶴岡市に編入  | 鶴岡市                       | 平成17年10月1日 鶴岡市 | 鶴岡市 |
| 田川郡 | 小波渡村                | 小波渡村       | 小波渡村                   | 小波渡村               | 西田川郡 | 小波渡村                        | 豊浦村                     | 豊浦村                         | 豊浦村                      | 豊浦村                      | 昭和30年7月29日 鶴岡市に編入  | 鶴岡市                       | 平成17年10月1日 鶴岡市 | 鶴岡市 |
| 田川郡 | 堅苔沢村                | 堅苔沢村       | 堅苔沢村                   | 堅苔沢村               | 西田川郡 | 堅苔沢村                        | 豊浦村                     | 豊浦村                         | 豊浦村                      | 豊浦村                      | 昭和30年7月29日 鶴岡市に編入  | 鶴岡市                       | 平成17年10月1日 鶴岡市 | 鶴岡市 |
| 田川郡 | 由良村                  | 由良村         | 由良村                     | 由良村                 | 西田川郡 | 由良村                          | 豊浦村                     | 豊浦村                         | 豊浦村                      | 豊浦村                      | 昭和30年7月29日 鶴岡市に編入  | 鶴岡市                       | 平成17年10月1日 鶴岡市 | 鶴岡市 |
| 田川郡 | 大谷村                  | 大谷村         | 大谷村                     | 明治9年 大広村         | 西田川郡 | 大広村                          | 上郷村                     | 上郷村                         | 上郷村                      | 上郷村                      | 昭和30年7月29日 鶴岡市に編入  | 鶴岡市                       | 平成17年10月1日 鶴岡市 | 鶴岡市 |
| 田川郡 | 広浜村                  | 広浜村         | 広浜村                     | 明治9年 大広村         | 西田川郡 | 大広村                          | 上郷村                     | 上郷村                         | 上郷村                      | 上郷村                      | 昭和30年7月29日 鶴岡市に編入  | 鶴岡市                       | 平成17年10月1日 鶴岡市 | 鶴岡市 |
| 田川郡 | 中沢村                  | 中沢村         | 中沢村                     | 中沢村                 | 西田川郡 | 中沢村                          | 上郷村                     | 上郷村                         | 上郷村                      | 上郷村                      | 昭和30年7月29日 鶴岡市に編入  | 鶴岡市                       | 平成17年10月1日 鶴岡市 | 鶴岡市 |
| 田川郡 | 片貝村                  | 片貝村         | 片貝村                     | 明治9年 改称 矢引村    | 西田川郡 | 矢引村                          | 上郷村                     | 上郷村                         | 上郷村                      | 上郷村                      | 昭和30年7月29日 鶴岡市に編入  | 鶴岡市                       | 平成17年10月1日 鶴岡市 | 鶴岡市 |
| 田川郡 | 大戸村                  | 大戸村         | 大戸村                     | 明治9年 大荒村         | 西田川郡 | 大荒村                          | 上郷村                     | 上郷村                         | 上郷村                      | 上郷村                      | 昭和30年7月29日 鶴岡市に編入  | 鶴岡市                       | 平成17年10月1日 鶴岡市 | 鶴岡市 |
| 田川郡 | 荒沢村                  | 荒沢村         | 荒沢村                     | 明治9年 大荒村         | 西田川郡 | 大荒村                          | 上郷村                     | 上郷村                         | 上郷村                      | 上郷村                      | 昭和30年7月29日 鶴岡市に編入  | 鶴岡市                       | 平成17年10月1日 鶴岡市 | 鶴岡市 |
| 田川郡 | 上京田村                | 上京田村       | 上京田村                   | 明治9年 西目村         | 西田川郡 | 西目村                          | 上郷村                     | 上郷村                         | 上郷村                      | 上郷村                      | 昭和30年7月29日 鶴岡市に編入  | 鶴岡市                       | 平成17年10月1日 鶴岡市 | 鶴岡市 |
| 田川郡 | 金山村                  | 金山村         | 金山村                     | 明治9年 西目村         | 西田川郡 | 西目村                          | 上郷村                     | 上郷村                         | 上郷村                      | 上郷村                      | 昭和30年7月29日 鶴岡市に編入  | 鶴岡市                       | 平成17年10月1日 鶴岡市 | 鶴岡市 |
| 田川郡 | 山口村                  | 山口村         | 山口村                     | 明治9年 西目村         | 西田川郡 | 西目村                          | 上郷村                     | 上郷村                         | 上郷村                      | 上郷村                      | 昭和30年7月29日 鶴岡市に編入  | 鶴岡市                       | 平成17年10月1日 鶴岡市 | 鶴岡市 |
| 田川郡 | 竹野浦村                | 竹野浦村       | 竹野浦村                   | 明治9年 西目村         | 西田川郡 | 西目村                          | 上郷村                     | 上郷村                         | 上郷村                      | 上郷村                      | 昭和30年7月29日 鶴岡市に編入  | 鶴岡市                       | 平成17年10月1日 鶴岡市 | 鶴岡市 |
| 田川郡 | 草井谷村                | 草井谷村       | 草井谷村                   | 明治9年 西目村         | 西田川郡 | 西目村                          | 上郷村                     | 上郷村                         | 上郷村                      | 上郷村                      | 昭和30年7月29日 鶴岡市に編入  | 鶴岡市                       | 平成17年10月1日 鶴岡市 | 鶴岡市 |
| 田川郡 | 水沢村                  | 水沢村         | 水沢村                     | 水沢村                 | 西田川郡 | 水沢村                          | 上郷村                     | 上郷村                         | 上郷村                      | 上郷村                      | 昭和30年7月29日 鶴岡市に編入  | 鶴岡市                       | 平成17年10月1日 鶴岡市 | 鶴岡市 |
| 田川郡 | 中山村                  | 中山村         | 中山村                     | 中山村                 | 西田川郡 | 中山村                          | 上郷村                     | 上郷村                         | 上郷村                      | 上郷村                      | 昭和30年7月29日 鶴岡市に編入  | 鶴岡市                       | 平成17年10月1日 鶴岡市 | 鶴岡市 |
| 田川郡 | 大宝寺村                | 大宝寺村       | 大宝寺村                   | 大宝寺村               | 西田川郡 | 大宝寺村                        | 大宝寺村                   | 大正9年4月1日 鶴岡町に編入     | 大正13年10月1日 市制 鶴岡市 | 鶴岡市                      | 鶴岡市                        | 鶴岡市                       | 平成17年10月1日 鶴岡市 | 鶴岡市 |
| 田川郡 | 新潟村                  | 新潟村         | 新潟村                     | 新潟村                 | 西田川郡 | 新潟村                          | 大宝寺村                   | 大正9年4月1日 鶴岡町に編入     | 大正13年10月1日 市制 鶴岡市 | 鶴岡市                      | 鶴岡市                        | 鶴岡市                       | 平成17年10月1日 鶴岡市 | 鶴岡市 |
| 田川郡 | 茅原村                  | 茅原村         | 茅原村                     | 茅原村                 | 西田川郡 | 茅原村                          | 大宝寺村                   | 大正9年4月1日 鶴岡町に編入     | 大正13年10月1日 市制 鶴岡市 | 鶴岡市                      | 鶴岡市                        | 鶴岡市                       | 平成17年10月1日 鶴岡市 | 鶴岡市 |
| 田川郡 | 道形村                  | 道形村         | 道形村                     | 道形村                 | 西田川郡 | 道形村                          | 大宝寺村                   | 大正9年4月1日 鶴岡町に編入     | 大正13年10月1日 市制 鶴岡市 | 鶴岡市                      | 鶴岡市                        | 鶴岡市                       | 平成17年10月1日 鶴岡市 | 鶴岡市 |
| 田川郡 | 文下村                  | 文下村         | 文下村                     | 文下村                 | 西田川郡 | 文下村                          | 大宝寺村                   | 大正9年4月1日 鶴岡町に編入     | 大正13年10月1日 市制 鶴岡市 | 鶴岡市                      | 鶴岡市                        | 鶴岡市                       | 平成17年10月1日 鶴岡市 | 鶴岡市 |
| 田川郡 | 斎藤興屋村              | 斎藤興屋村     | 斎藤興屋村                 | 明治9年 新斎部村       | 西田川郡 | 新斎部村                        | 大宝寺村                   | 大正9年4月1日 鶴岡町に編入     | 大正13年10月1日 市制 鶴岡市 | 鶴岡市                      | 鶴岡市                        | 鶴岡市                       | 平成17年10月1日 鶴岡市 | 鶴岡市 |
| 田川郡 | 大部京田村              | 大部京田村     | 大部京田村                 | 明治9年 新斎部村       | 西田川郡 | 新斎部村                        | 大宝寺村                   | 大正9年4月1日 鶴岡町に編入     | 大正13年10月1日 市制 鶴岡市 | 鶴岡市                      | 鶴岡市                        | 鶴岡市                       | 平成17年10月1日 鶴岡市 | 鶴岡市 |
| 田川郡 | 新町村                  | 新町村         | 新町村                     | 明治9年 新斎部村       | 西田川郡 | 新斎部村                        | 大宝寺村                   | 大正9年4月1日 鶴岡町に編入     | 大正13年10月1日 市制 鶴岡市 | 鶴岡市                      | 鶴岡市                        | 鶴岡市                       | 平成17年10月1日 鶴岡市 | 鶴岡市 |
| 田川郡 | 鶴岡城下各町            | 万年橋         | 鶴岡城下各町               | 明治9年 新斎部村       | 西田川郡 | 新斎部村                        | 大宝寺村                   | 大正9年4月1日 鶴岡町に編入     | 大正13年10月1日 市制 鶴岡市 | 鶴岡市                      | 鶴岡市                        | 鶴岡市                       | 平成17年10月1日 鶴岡市 | 鶴岡市 |
| 田川郡 | 鶴岡城下各町            | 万年橋を除く   | 鶴岡城下各町               | 鶴岡城下各町           | 西田川郡 | 鶴岡城下各町                    | 鶴岡町                     | 鶴岡町                         | 大正13年10月1日 市制 鶴岡市 | 鶴岡市                      | 鶴岡市                        | 鶴岡市                       | 平成17年10月1日 鶴岡市 | 鶴岡市 |
| 田川郡 | 八日町村                | 八日町村       | 八日町村                   | 八日町村               | 西田川郡 | 八日町村                        | 稲生村                     | 大正7年4月1日 鶴岡町に編入     | 大正13年10月1日 市制 鶴岡市 | 鶴岡市                      | 鶴岡市                        | 鶴岡市                       | 平成17年10月1日 鶴岡市 | 鶴岡市 |
| 田川郡 | 番田村                  | 番田村         | 番田村                     | 番田村                 | 西田川郡 | 番田村                          | 稲生村                     | 大正7年4月1日 鶴岡町に編入     | 大正13年10月1日 市制 鶴岡市 | 鶴岡市                      | 鶴岡市                        | 鶴岡市                       | 平成17年10月1日 鶴岡市 | 鶴岡市 |
| 田川郡 | 小真木村                | 小真木村       | 小真木村                   | 明治9年 日枝村         | 西田川郡 | 日枝村                          | 稲生村                     | 大正7年4月1日 鶴岡町に編入     | 大正13年10月1日 市制 鶴岡市 | 鶴岡市                      | 鶴岡市                        | 鶴岡市                       | 平成17年10月1日 鶴岡市 | 鶴岡市 |
| 田川郡 | 海老島村                | 海老島村       | 海老島村                   | 明治9年 日枝村         | 西田川郡 | 日枝村                          | 稲生村                     | 大正7年4月1日 鶴岡町に編入     | 大正13年10月1日 市制 鶴岡市 | 鶴岡市                      | 鶴岡市                        | 鶴岡市                       | 平成17年10月1日 鶴岡市 | 鶴岡市 |
| 田川郡 | 柳田村                  | 柳田村         | 柳田村                     | 柳田村                 | 西田川郡 | 柳田村                          | 稲生村                     | 大正7年4月1日 鶴岡町に編入     | 大正13年10月1日 市制 鶴岡市 | 鶴岡市                      | 鶴岡市                        | 鶴岡市                       | 平成17年10月1日 鶴岡市 | 鶴岡市 |
| 田川郡 | 島村                    | 島村           | 島村                       | 島村                   | 西田川郡 | 島村                            | 稲生村                     | 大正7年4月1日 鶴岡町に編入     | 大正13年10月1日 市制 鶴岡市 | 鶴岡市                      | 鶴岡市                        | 鶴岡市                       | 平成17年10月1日 鶴岡市 | 鶴岡市 |
| 田川郡 | 大山村                  | 大山村         | 大山村                     | 明治9年 大山村         | 西田川郡 | 大山村                          | 大山村                     | 明治23年6月14日 町制 大山町    | 大山町                      | 大山町                      | 昭和30年7月29日 大山町        | 昭和38年9月1日 鶴岡市に編入  | 平成17年10月1日 鶴岡市 | 鶴岡市 |
| 田川郡 | 柳原新田村              | 柳原新田村     | 柳原新田村                 | 明治9年 大山村         | 西田川郡 | 大山村                          | 大山村                     | 明治23年6月14日 町制 大山町    | 大山町                      | 大山町                      | 昭和30年7月29日 大山町        | 昭和38年9月1日 鶴岡市に編入  | 平成17年10月1日 鶴岡市 | 鶴岡市 |
| 田川郡 | 砂押村                  | 砂押村         | 砂押村                     | 明治9年 大山村         | 西田川郡 | 大山村                          | 大山村                     | 明治23年6月14日 町制 大山町    | 大山町                      | 大山町                      | 昭和30年7月29日 大山町        | 昭和38年9月1日 鶴岡市に編入  | 平成17年10月1日 鶴岡市 | 鶴岡市 |
| 田川郡 | 下興屋村                | 下興屋村       | 下興屋村                   | 下興屋村               | 西田川郡 | 下興屋村                        | 大山村                     | 明治23年6月14日 町制 大山町    | 大山町                      | 大山町                      | 昭和30年7月29日 大山町        | 昭和38年9月1日 鶴岡市に編入  | 平成17年10月1日 鶴岡市 | 鶴岡市 |
| 田川郡 | 下小中村                | 下小中村       | 下小中村                   | 下小中村               | 西田川郡 | 下小中村                        | 大山村                     | 明治23年6月14日 町制 大山町    | 大山町                      | 大山町                      | 昭和30年7月29日 大山町        | 昭和38年9月1日 鶴岡市に編入  | 平成17年10月1日 鶴岡市 | 鶴岡市 |
| 田川郡 | 上小中村                | 上小中村       | 上小中村                   | 明治9年 中楯村         | 西田川郡 | 中楯村                          | 大山村                     | 明治23年6月14日 町制 大山町    | 大山町                      | 大山町                      | 昭和30年7月29日 大山町        | 昭和38年9月1日 鶴岡市に編入  | 平成17年10月1日 鶴岡市 | 鶴岡市 |
| 田川郡 | 谷地楯村                | 谷地楯村       | 谷地楯村                   | 明治9年 中楯村         | 西田川郡 | 中楯村                          | 大山村                     | 明治23年6月14日 町制 大山町    | 大山町                      | 大山町                      | 昭和30年7月29日 大山町        | 昭和38年9月1日 鶴岡市に編入  | 平成17年10月1日 鶴岡市 | 鶴岡市 |
| 田川郡 | 栃屋村                  | 栃屋村         | 栃屋村                     | 栃屋村                 | 西田川郡 | 栃屋村                          | 大山村                     | 明治23年6月14日 町制 大山町    | 大山町                      | 大山町                      | 昭和30年7月29日 大山町        | 昭和38年9月1日 鶴岡市に編入  | 平成17年10月1日 鶴岡市 | 鶴岡市 |
| 田川郡 | 友江村                  | 友江村         | 友江村                     | 友江村                 | 西田川郡 | 友江村                          | 大山村                     | 明治23年6月14日 町制 大山町    | 大山町                      | 大山町                      | 昭和30年7月29日 大山町        | 昭和38年9月1日 鶴岡市に編入  | 平成17年10月1日 鶴岡市 | 鶴岡市 |
| 田川郡 | 菱津村                  | 菱津村         | 菱津村                     | 菱津村                 | 西田川郡 | 菱津村                          | 大山村                     | 明治23年6月14日 町制 大山町    | 大山町                      | 大山町                      | 昭和30年7月29日 大山町        | 昭和38年9月1日 鶴岡市に編入  | 平成17年10月1日 鶴岡市 | 鶴岡市 |
| 田川郡 | 下川村                  | 下川村         | 下川村                     | 下川村                 | 西田川郡 | 下川村                          | 西郷村                     | 西郷村                         | 西郷村                      | 西郷村                      | 昭和30年7月29日 大山町        | 昭和38年9月1日 鶴岡市に編入  | 平成17年10月1日 鶴岡市 | 鶴岡市 |
| 田川郡 | 馬町村                  | 馬町村         | 馬町村                     | 馬町村                 | 西田川郡 | 馬町村                          | 西郷村                     | 西郷村                         | 西郷村                      | 西郷村                      | 昭和30年7月29日 大山町        | 昭和38年9月1日 鶴岡市に編入  | 平成17年10月1日 鶴岡市 | 鶴岡市 |
| 田川郡 | 長崎村                  | 長崎村         | 長崎村                     | 長崎村                 | 西田川郡 | 長崎村                          | 西郷村                     | 西郷村                         | 西郷村                      | 西郷村                      | 昭和30年7月29日 大山町        | 昭和38年9月1日 鶴岡市に編入  | 平成17年10月1日 鶴岡市 | 鶴岡市 |
| 田川郡 | 辻興屋村                | 辻興屋村       | 辻興屋村                   | 辻興屋村               | 西田川郡 | 辻興屋村                        | 西郷村                     | 西郷村                         | 西郷村                      | 西郷村                      | 昭和30年7月29日 大山町        | 昭和38年9月1日 鶴岡市に編入  | 平成17年10月1日 鶴岡市 | 鶴岡市 |
| 田川郡 | 面野山村                | 面野山村       | 面野山村                   | 面野山村               | 西田川郡 | 面野山村                        | 西郷村                     | 西郷村                         | 西郷村                      | 西郷村                      | 昭和30年7月29日 大山町        | 昭和38年9月1日 鶴岡市に編入  | 平成17年10月1日 鶴岡市 | 鶴岡市 |
| 田川郡 | 千安京田村              | 千安京田村     | 千安京田村                 | 千安京田村             | 西田川郡 | 千安京田村                      | 西郷村                     | 西郷村                         | 西郷村                      | 西郷村                      | 昭和30年7月29日 大山町        | 昭和38年9月1日 鶴岡市に編入  | 平成17年10月1日 鶴岡市 | 鶴岡市 |
| 田川郡 | 西沼村                  | 西沼村         | 西沼村                     | 西沼村                 | 西田川郡 | 西沼村                          | 西郷村                     | 西郷村                         | 西郷村                      | 西郷村                      | 昭和30年7月29日 大山町        | 昭和38年9月1日 鶴岡市に編入  | 平成17年10月1日 鶴岡市 | 鶴岡市 |
| 田川郡 | 茨新田村                | 茨新田村       | 茨新田村                   | 明治9年 茨新田村       | 西田川郡 | 茨新田村                        | 西郷村                     | 西郷村                         | 西郷村                      | 西郷村                      | 昭和30年7月29日 大山町        | 昭和38年9月1日 鶴岡市に編入  | 平成17年10月1日 鶴岡市 | 鶴岡市 |
| 田川郡 | 西茅原村                | 西茅原村       | 西茅原村                   | 明治9年 茨新田村       | 西田川郡 | 茨新田村                        | 西郷村                     | 西郷村                         | 西郷村                      | 西郷村                      | 昭和30年7月29日 大山町        | 昭和38年9月1日 鶴岡市に編入  | 平成17年10月1日 鶴岡市 | 鶴岡市 |
| 田川郡 | 温海村                  | 温海村         | 温海村                     | 温海村                 | 西田川郡 | 温海村                          | 温海村                     | 温海村                         | 温海村                      | 昭和13年4月1日 町制 温海町  | 昭和29年12月1日 温海町        | 温海町                       | 平成17年10月1日 鶴岡市 | 鶴岡市 |
| 田川郡 | 温海村                  | 温海村         | 温海村                     | 温海村                 | 西田川郡 | 明治14年 分立 湯温海村          | 温海村                     | 温海村                         | 温海村                      | 昭和13年4月1日 町制 温海町  | 昭和29年12月1日 温海町        | 温海町                       | 平成17年10月1日 鶴岡市 | 鶴岡市 |
| 田川郡 | 一霞村                  | 一霞村         | 一霞村                     | 一霞村                 | 西田川郡 | 一霞村                          | 温海村                     | 温海村                         | 温海村                      | 昭和13年4月1日 町制 温海町  | 昭和29年12月1日 温海町        | 温海町                       | 平成17年10月1日 鶴岡市 | 鶴岡市 |
| 田川郡 | 五十川村                | 五十川村       | 五十川村                   | 五十川村               | 西田川郡 | 五十川村                        | 温海村                     | 温海村                         | 温海村                      | 昭和13年4月1日 町制 温海町  | 昭和29年12月1日 温海町        | 温海町                       | 平成17年10月1日 鶴岡市 | 鶴岡市 |
| 田川郡 | 小菅野代村              | 小菅野代村     | 小菅野代村                 | 小菅野代村             | 西田川郡 | 小菅野代村                      | 温海村                     | 温海村                         | 温海村                      | 昭和13年4月1日 町制 温海町  | 昭和29年12月1日 温海町        | 温海町                       | 平成17年10月1日 鶴岡市 | 鶴岡市 |
| 田川郡 | 蕨野村                  | 蕨野村         | 蕨野村                     | 明治9年 山五十川村     | 西田川郡 | 山五十川村                      | 温海村                     | 明治25年10月7日 分立 山戸村    | 山戸村                      | 山戸村                      | 昭和29年12月1日 温海町        | 温海町                       | 平成17年10月1日 鶴岡市 | 鶴岡市 |
| 田川郡 | 実俣村                  | 実俣村         | 実俣村                     | 明治9年 山五十川村     | 西田川郡 | 山五十川村                      | 温海村                     | 明治25年10月7日 分立 山戸村    | 山戸村                      | 山戸村                      | 昭和29年12月1日 温海町        | 温海町                       | 平成17年10月1日 鶴岡市 | 鶴岡市 |
| 田川郡 | 戸沢村                  | 戸沢村         | 戸沢村                     | 戸沢村                 | 西田川郡 | 戸沢村                          | 温海村                     | 明治25年10月7日 分立 山戸村    | 山戸村                      | 山戸村                      | 昭和29年12月1日 温海町        | 温海町                       | 平成17年10月1日 鶴岡市 | 鶴岡市 |
| 田川郡 | 木野俣村                | 木野俣村       | 木野俣村                   | 木野俣村               | 西田川郡 | 木野俣村                        | 福栄村                     | 福栄村                         | 福栄村                      | 福栄村                      | 昭和29年12月1日 温海町        | 温海町                       | 平成17年10月1日 鶴岡市 | 鶴岡市 |
| 田川郡 | 温海川村                | 温海川村       | 温海川村                   | 温海川村               | 西田川郡 | 温海川村                        | 福栄村                     | 福栄村                         | 福栄村                      | 福栄村                      | 昭和29年12月1日 温海町        | 温海町                       | 平成17年10月1日 鶴岡市 | 鶴岡市 |
| 田川郡 | 菅野代村                | 菅野代村       | 菅野代村                   | 菅野代村               | 西田川郡 | 菅野代村                        | 福栄村                     | 福栄村                         | 福栄村                      | 福栄村                      | 昭和29年12月1日 温海町        | 温海町                       | 平成17年10月1日 鶴岡市 | 鶴岡市 |
| 田川郡 | 越沢村                  | 越沢村         | 越沢村                     | 越沢村                 | 西田川郡 | 越沢村                          | 福栄村                     | 福栄村                         | 福栄村                      | 福栄村                      | 昭和29年12月1日 温海町        | 温海町                       | 平成17年10月1日 鶴岡市 | 鶴岡市 |
| 田川郡 | 関川村                  | 関川村         | 関川村                     | 関川村                 | 西田川郡 | 関川村                          | 福栄村                     | 福栄村                         | 福栄村                      | 福栄村                      | 昭和29年12月1日 温海町        | 温海町                       | 平成17年10月1日 鶴岡市 | 鶴岡市 |
| 田川郡 | 小国村                  | 小国村         | 小国村                     | 小国村                 | 西田川郡 | 小国村                          | 福栄村                     | 福栄村                         | 福栄村                      | 福栄村                      | 昭和29年12月1日 温海町        | 温海町                       | 平成17年10月1日 鶴岡市 | 鶴岡市 |
| 田川郡 | 鼠ヶ関村                | 鼠ヶ関村       | 鼠ヶ関村                   | 鼠ヶ関村               | 西田川郡 | 鼠ヶ関村                        | 念珠関村                   | 念珠関村                       | 念珠関村                    | 念珠関村                    | 昭和29年12月1日 温海町        | 温海町                       | 平成17年10月1日 鶴岡市 | 鶴岡市 |
| 田川郡 | 鼠ヶ関村                | 鼠ヶ関村       | 鼠ヶ関村                   | 鼠ヶ関村               | 西田川郡 | 明治14年 分立 早田村            | 念珠関村                   | 念珠関村                       | 念珠関村                    | 念珠関村                    | 昭和29年12月1日 温海町        | 温海町                       | 平成17年10月1日 鶴岡市 | 鶴岡市 |
| 田川郡 | 小名部村                | 小名部村       | 小名部村                   | 小名部村               | 西田川郡 | 小名部村                        | 念珠関村                   | 念珠関村                       | 念珠関村                    | 念珠関村                    | 昭和29年12月1日 温海町        | 温海町                       | 平成17年10月1日 鶴岡市 | 鶴岡市 |
| 田川郡 | 小岩川村                | 小岩川村       | 小岩川村                   | 小岩川村               | 西田川郡 | 小岩川村                        | 念珠関村                   | 念珠関村                       | 念珠関村                    | 念珠関村                    | 昭和29年12月1日 温海町        | 温海町                       | 平成17年10月1日 鶴岡市 | 鶴岡市 |
| 田川郡 | 大岩川村                | 大岩川村       | 大岩川村                   | 大岩川村               | 西田川郡 | 大岩川村                        | 念珠関村                   | 念珠関村                       | 念珠関村                    | 念珠関村                    | 昭和29年12月1日 温海町        | 温海町                       | 平成17年10月1日 鶴岡市 | 鶴岡市 |
| 田川郡 | 槇野代村                | 槇野代村       | 槇野代村                   | 槇野代村               | 西田川郡 | 槇野代村                        | 念珠関村                   | 念珠関村                       | 念珠関村                    | 念珠関村                    | 昭和29年12月1日 温海町        | 温海町                       | 平成17年10月1日 鶴岡市 | 鶴岡市 |

## 交通
国道7号と羽越本線が、幹線として南北を貫いている。内陸側や太平洋側とは、国道47号や陸羽西線によって新庄や石巻と、国道112号や山形自動車道によって山形と結ばれている。

### 交通史
庄内地方は、日本海と朝日山地に挟まれている為、古くから内陸部よりも、日本海沿岸の港町や畿内との海運による繋がりが深かった。鉄道が発達して海運が衰えた明治時代以後も、羽越本線や国道7号で日本海沿岸の地域と結ばれており、特に隣接する新潟県下越地方と秋田県南西部との交流が深い。朝日山地を越えた内陸部へのルートとしては、東の山形へは峠道の国道112号で、新庄へは陸羽西線・国道47号、列びに最上川の舟運で結ばれていた。
1982年（昭和57年）には上越新幹線が大宮駅 - 新潟駅間で開業し、陸路では4時間以内に東京と結ばれるようになった。1991年(平成3年)には庄内空港が開設され、東京（羽田）との直行便が就航したほか、かつては千歳や大阪（伊丹・関西）などにも就航していた。
高速道路については、日本海沿岸の路線（日本海東北自動車道）ではなく、朝日山地を挟んだ山形市などを経由する山形自動車道の建設が先行した。東北地方の内陸部からの交通利便性が高まったことにより、同地方内の山形市や仙台市からの高速バスが開設されている。なお、日本海東北自動車道は、2023年（令和5年）時点では遊佐比子ICからあつみ温泉ICまでの一部の区間のみ供用されている。

#### 中距離移動

##### 鶴岡市や酒田市から周辺都市への交通網
- 秋田市へ - 羽越本線・特急いなほ
- 由利本荘市へ - 高速バス・仙台 - 酒田・本荘線
- 新潟市へ - 羽越本線・特急いなほ　
  - 新潟 - 酒田間で、快速海里が1往復/日（所要151-188分）で運行される日がある。
- 山形市へ - 高速バス・山形 - 鶴岡・酒田線
- 新庄市へ - 陸羽西線
- 仙台市へ - 高速バス・仙台 - 酒田・本荘線
- 大崎市古川へ - 陸羽西線と陸羽東線

新潟 - 鶴岡／酒田 - 秋田との間には直通の高速バスがない。現在、新潟県下越地方から秋田県沿岸部の間で、日本海東北自動車道が建設中である。

##### 酒田市からの距離および、上記交通機関による所要時間
- 秋田市へ - 約 105 km、85分程度
- 新潟市へ - 約 170 km、130分程度
- 山形市へ - 約 120 km、140分程度
- 仙台市へ - 約 180 km、190分 - 215分

#### 長距離移動

##### 東京との間の交通
- 高速バス：夕陽号（夜行）1往復/日、約9時間
- 新潟駅経由 - 特急いなほ（羽越本線）＋上越新幹線　7往復/日、約4時間20分（最速3時間55分）
- 新庄駅経由 - 陸羽西線＋山形新幹線　8往復/日、約5時間10分
- 古川駅経由 - 陸羽西線＋陸羽東線＋東北新幹線　約5時間20分
- 航空路 - 庄内空港 - 東京国際空港(全日本空輸)　4往復/日、約1時間

#### 生活圏間流動
国土交通省の「第5回全国幹線旅客純流動調査」（2010年度）の生活圏間流動において、庄内地方を出発地・居住地とする者の目的地・旅行先は以下のようになっている。ただし、同調査では同じ都道府県内の生活圏へのデータがないため、それらを除く。
- 207地域生活圏 (PDF)
- 東北地方は白地、関東地方は「■」、それ以外は「■」。

| 順 | 目的地             | 万人/年 |
| -- | ------------------ | ------- |
| 1  | 秋田県・秋田臨海   | 79.9    |
| 2  | 宮城県・仙台       | 64.7    |
| 3  | 宮城県・古川       | 26.9    |
| 4  | 東京都・23区       | 16.0    |
| 5  | 秋田県・雄物川流域 | 11.8    |
| 6  | 青森県・青森       | 9.0     |
| 7  | 新潟県・村上       | 8.8     |
| 8  | 新潟県・新潟       | 6.6     |

| 順 | 旅行先           | 万人/年 |
| -- | ---------------- | ------- |
| 1  | 秋田県・秋田臨海 | 59.9    |
| 2  | 宮城県・古川     | 27.8    |
| 3  | 東京都・23区     | 17.7    |
| 4  | 宮城県・仙台     | 13.9    |
| 5  | 新潟県・村上     | 10.4    |
| 6  | 新潟県・新潟     | 3.6     |
| 7  | 東京都・多摩     | 3.4     |

### 鉄道
全てJR東日本。
- 羽越本線
- 陸羽西線（列車はすべて酒田駅まで乗り入れる。）

### 道路
高速道路
- 日本海東北自動車道
- 山形自動車道

一般国道
- 国道7号
- 国道47号
- 国道112号
- 国道345号

道の駅
- 道の駅あつみ
- 道の駅鳥海
- 道の駅月山
- 道の駅庄内みかわ
- 道の駅しょうない

## 地域メディア
- ハーバーRADIO（cFM｜酒田）
- 荘内日報（新聞｜鶴岡）
- 鶴岡市ケーブルテレビジョン（ケーブルテレビ｜鶴岡）
- 庄内小僧（タウン情報誌｜酒田）
- SPOON（フリーペーパー｜酒田・鶴岡）
- 鶴岡タイムス（フリーペーパー｜鶴岡）
- 庄内コンシェルジュ（ウェブメディア｜鶴岡・酒田）

## 文化

### 食

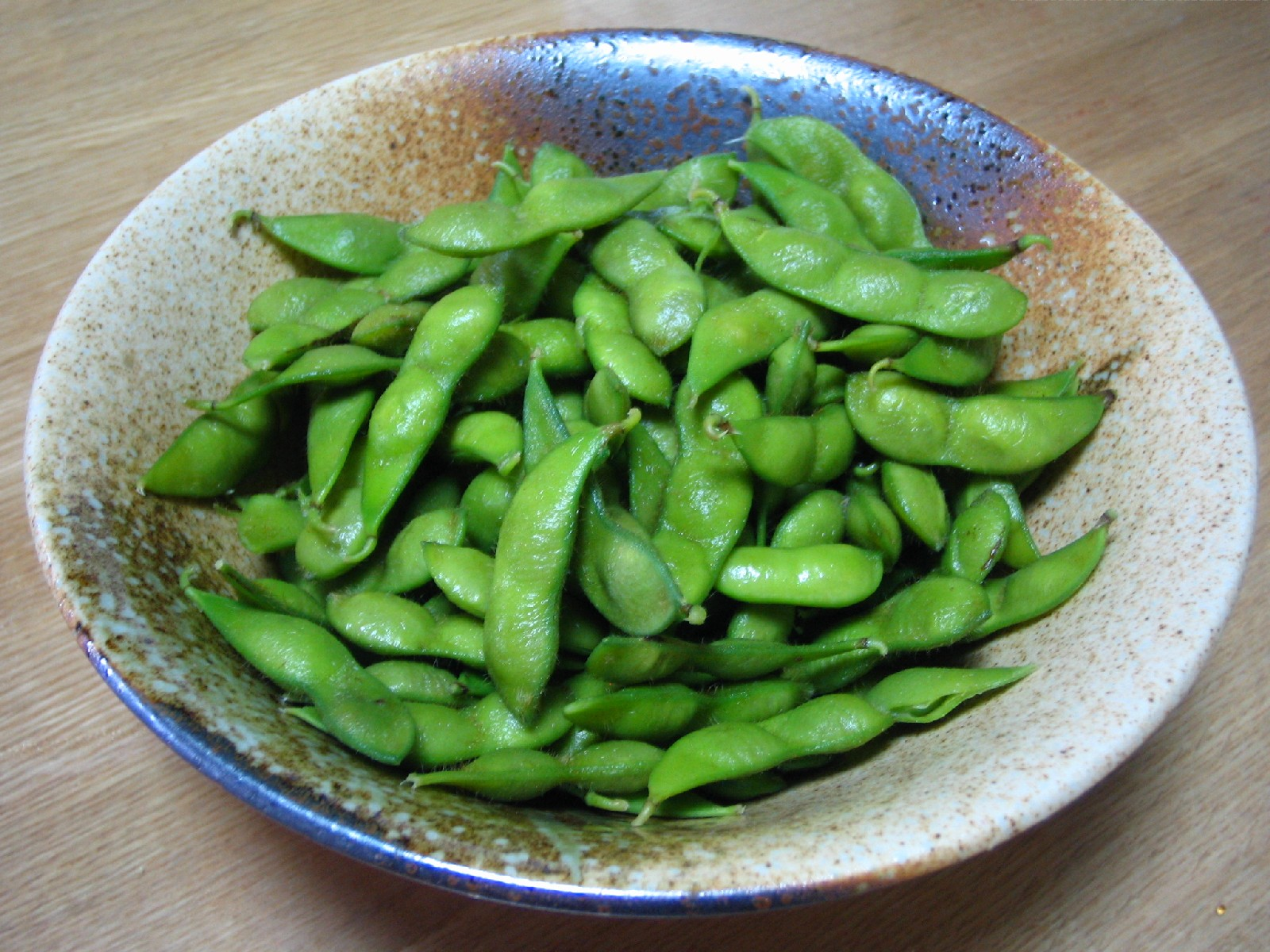
だだちゃ豆

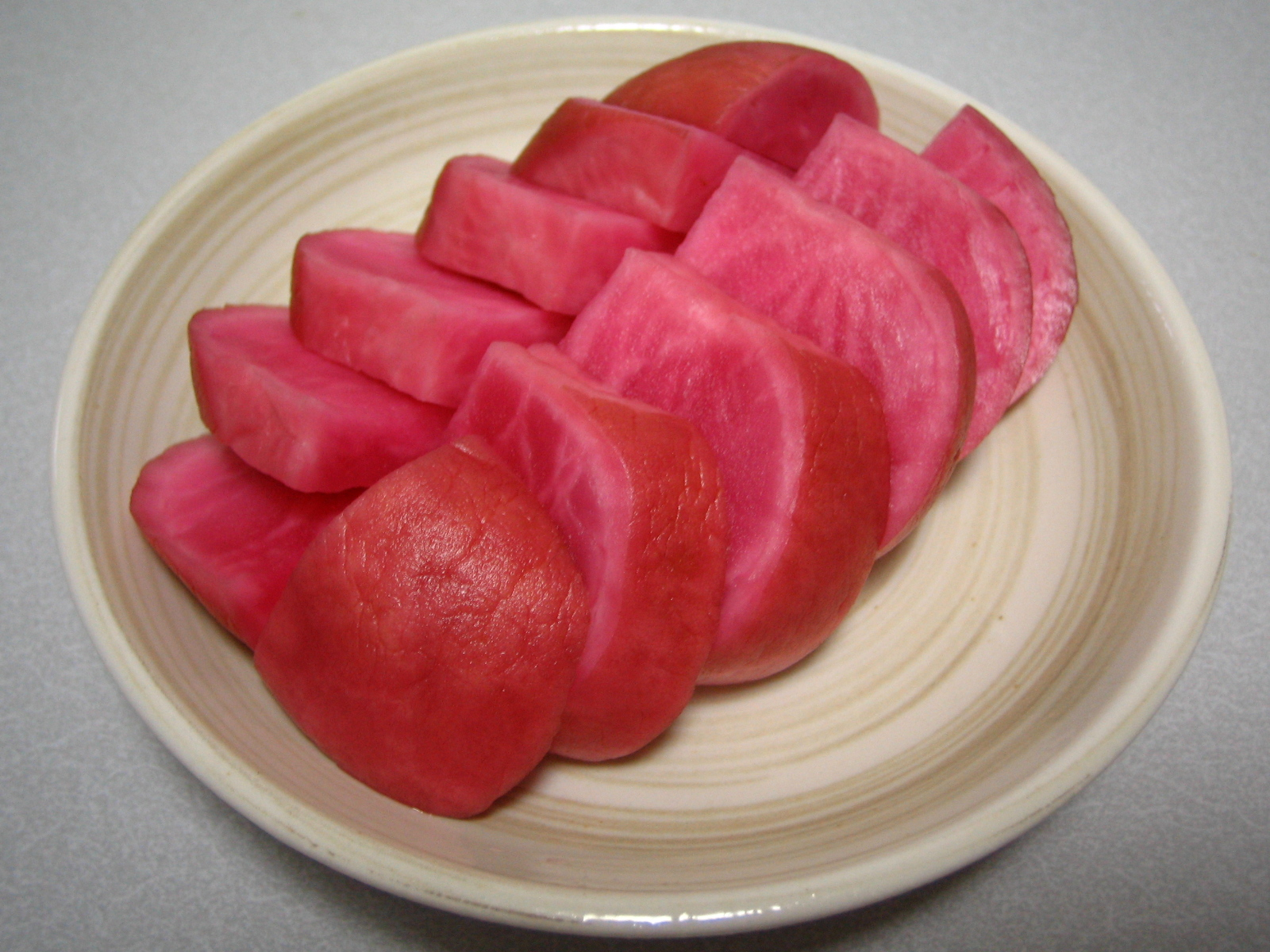
温海かぶ

食文化では、同じ日本海沿岸で隣同士である庄内地方と下越地方（新潟県北部）で、共通する物が見られる。庄内と下越で共通する食文化としては、米（稲作）、枝豆、菊花、茄子、鮭、岩牡蠣、口細が代表的である。
- からから煎餅
- 温海かぶ
- だだちゃ豆
- どんがら汁
- 南禅寺豆腐
- 民田なす
- 庄内米
- 庄内柿
- 庄内砂丘メロン
- むきそば
- イワガキ
- ハタハタ
- クチボソ
- スルメイカ
- サケ（シロザケ）

### 舞台となった作品

#### テレビドラマ
- おしん - 奉公先が酒田市の設定

#### 映画

##### 藤沢周平原作作品
- たそがれ清兵衛
- 隠し剣 鬼の爪
- 蟬しぐれ
- 武士の一分
- 山桜
- 必死剣 鳥刺し

舞台である海坂藩は、鶴岡市にあった庄内藩がモチーフとされる。

##### その他
- 湯殿山麓呪い村
- 花のお江戸の釣りバカ日誌
- スキヤキ・ウエスタン ジャンゴ
- おくりびと
- 山形スクリーム

#### 小説
- 砂の女

#### 漫画
- しあわせ鳥見んぐ